# Kutya

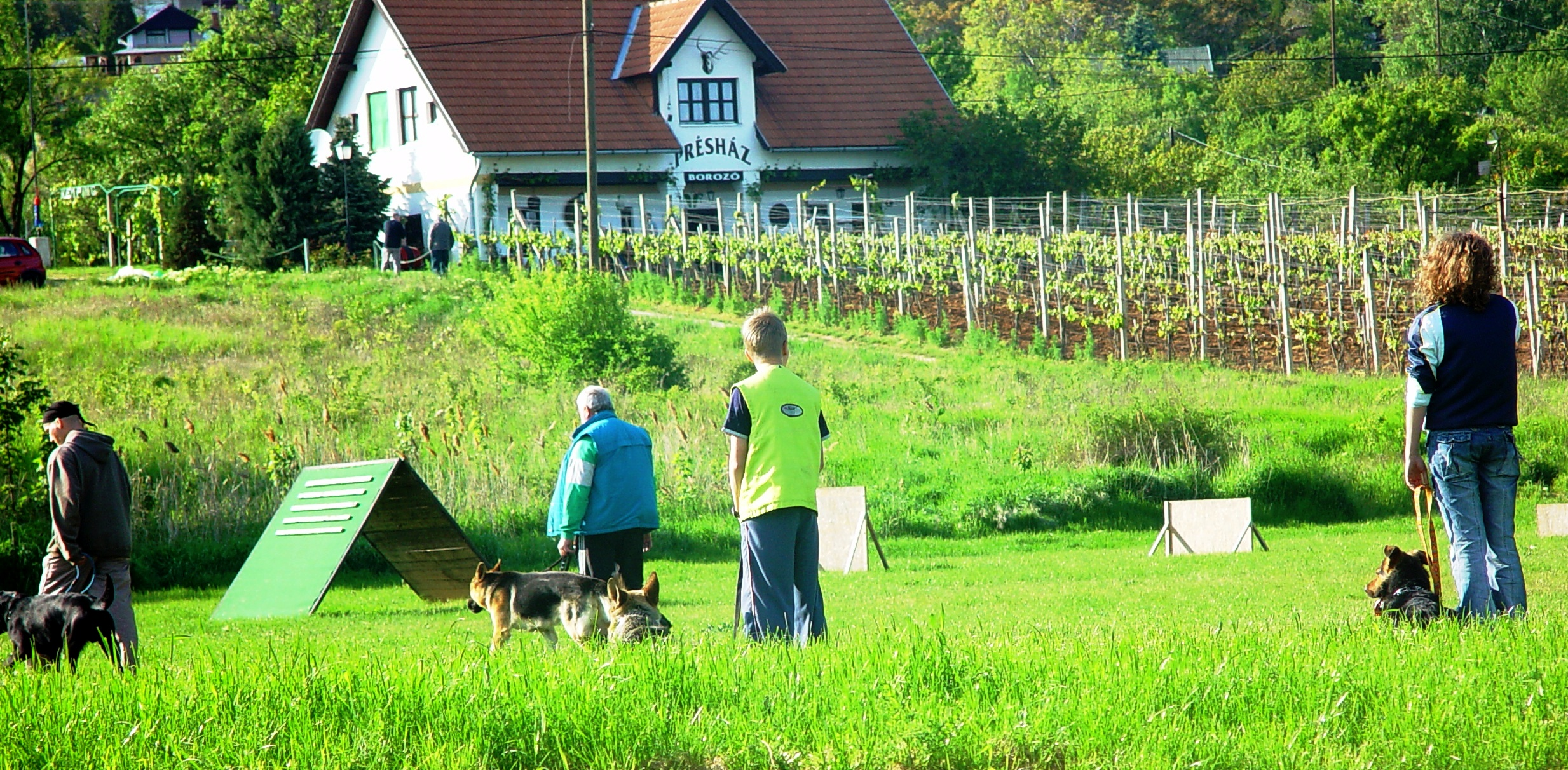
Kutyakiképzés

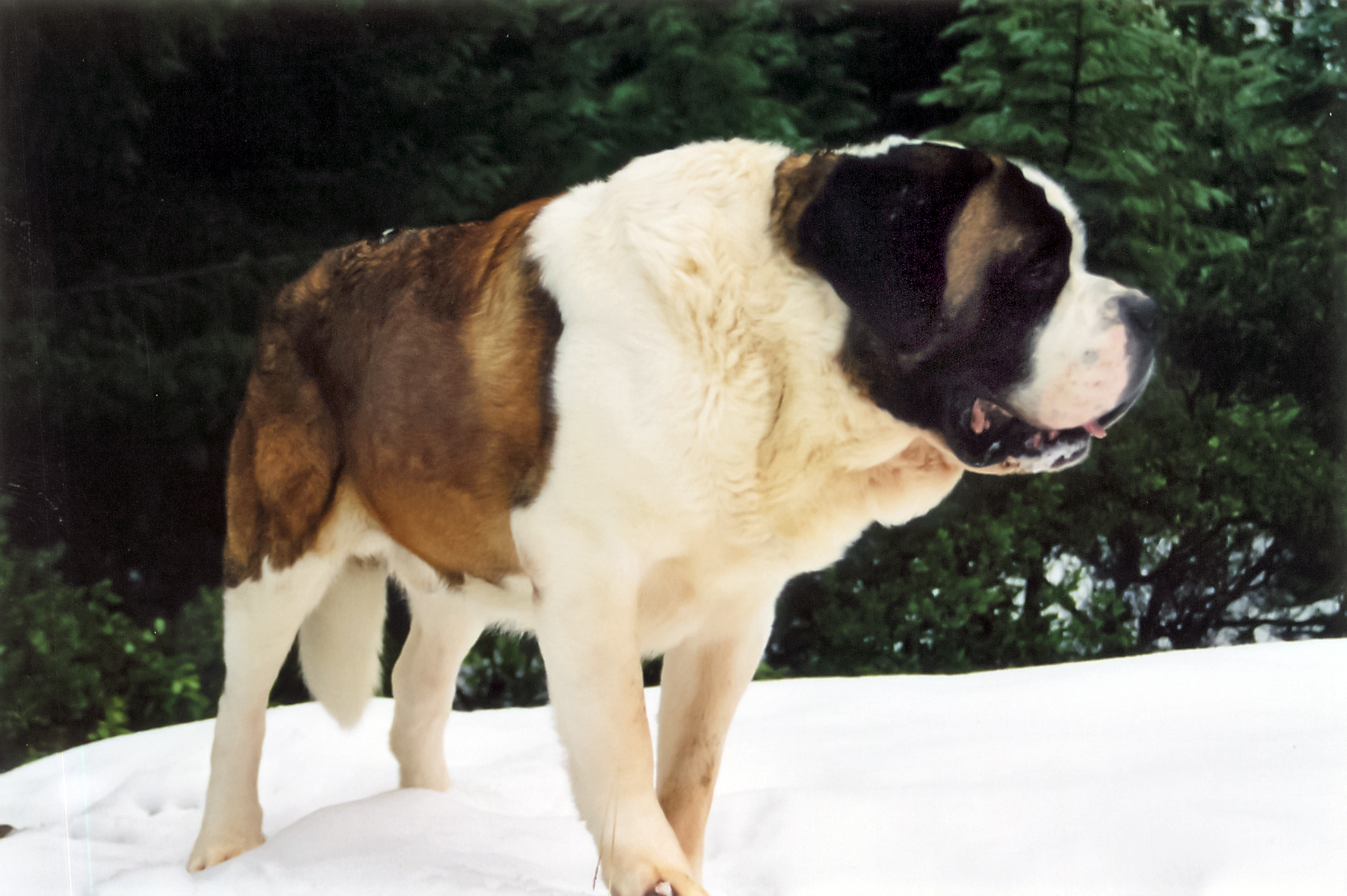
Bernáthegyi

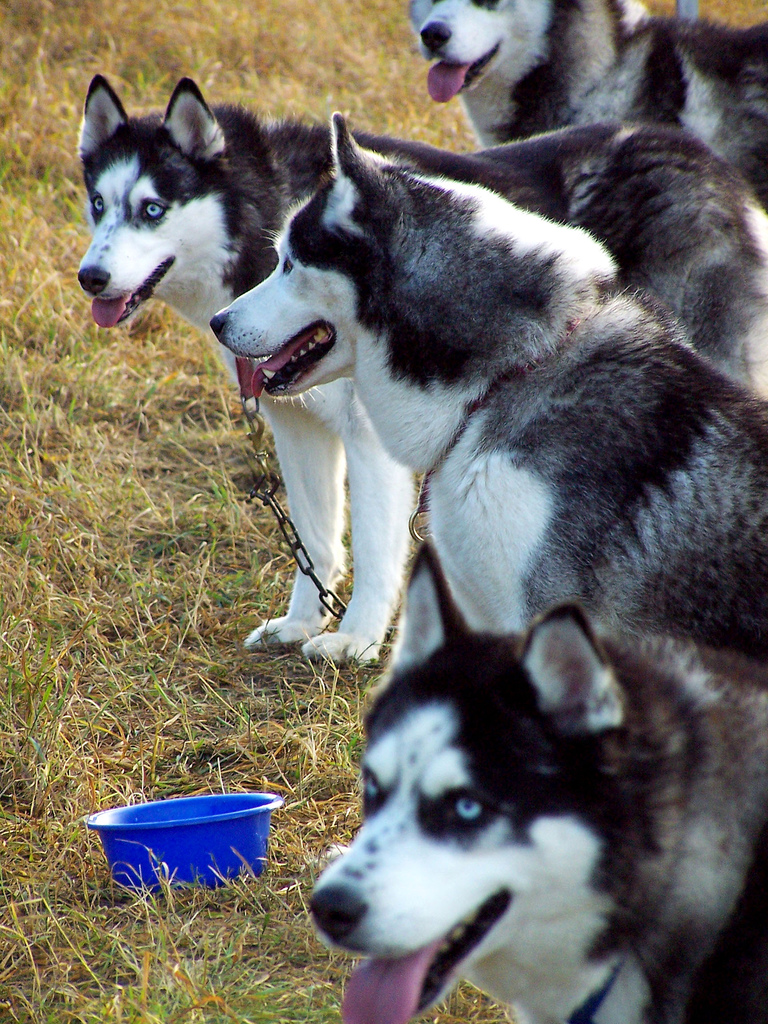
Szibériai huskyk

A kutya vagy eb (Canis lupus familiaris) ujjon járó emlős ragadozó állat, a szürke farkas (Canis lupus) egy mára kihalt alfajának háziasított formája. Valószínűleg a legrégebben háziasított állatfaj. Az egyetlen olyan emlős állatfaj, amely tudományos nevében megkapta a familiaris, azaz a családhoz tartozó jelzőt. A kutyákat szokás a társállatok sorában emlegetni.
Ezenkívül tágabb értelemben kutyának neveznek a kutyafélék (Canidae) családján belül a valódi kutyaformák (Canini) nemzetségéhez tartozó több más fajt is: ilyenek például a kisfülű kutya (Atelocynus microtis), az ázsiai vadkutya (Cuon alpinus), a nyestkutya (Nyctereutes procyonoides), az afrikai vadkutya vagy hiénakutya (Lycaon pictus) és az őserdei kutya (Speothos venaticus). A háziasított kutyát mindezektől a házikutya elnevezéssel különböztetik meg. Szócikkünkben „kutya” alatt a házikutya értendő.
A kutyák munkatársként vagy munkaerőként (például: őrkutyák, vadászkutyák, szánhúzókutyák, vakvezetőkutyák), terápiás állatként, társállatként egyaránt szolgálják az embereket. Kelet-Ázsiában (vagy éhínség idején a világ többi részén is) emberi táplálék is lehet belőlük, ilyen célra tenyésztett fajta például a csau csau.

## Elnevezései és használatuk
A kutya szavunk eredetére több feltételezés van. A finnugristák szerint hangutánzó eredetű állathívogató szóból ered. Erre mutat sok alakváltozata: kucsa, kucsu, kucsó, kucó. A magyartól függetlenül kialakult, hasonló kutyahívogató szavak például a szerb és horvát kuci, az ukrán kucsu kucsu, az oszmán-török kuçukuçu, a vend kujsi, kujsek és a szlovén kuža.
A szó protoindoeurópai rekonstrukciója *kwōn. Az indoeurópai nyelvek közül például a hindi kutta, a török nyelvekből az ótörök kuça és kançık közös indoeurópai-török eredetre utalnak.
Az eb szó ismét finnugrista álláspont szerint ugor kori örökségünk. A másik két ugor nyelvben (manysi és hanti) a kutya neve emp. Az eb szó ma már csak hivatalos és szaknyelvi szóként („ebadó”, „ebtenyésztő”), illetve egyes kifejezések, szólások és közmondások elemeként használatos („ebadta”, „ebihal”, „ebugatta”, „eben gubát cserél”, „ebek harmincadjára vet”, „ebül szerzett jószág ebül vész”, „eb ura fakó” stb.).
Ugyanakkor gyakorlatilag az összes török nyelvben ut, et vagy it a kutya.

## A kutya háziasításának története
A kutya a farkas egy mára kihalt alfajának háziasításával (domesztikációjával) jött létre, amint azt mitokondriális DNS-adatok is bizonyítják. A háziasítás kezdetének időpontját tudományos viták övezik, de általában 10 000–100 000 évvel ezelőttre teszik, vagyis a kutya a középső kőkorszak vagy az újkőkorszak óta társa az embernek. A háziasítás kezdeteiről semmilyen dokumentum sem maradt fent, ezért főképp feltételezésekre, illetve régészeti leletekre hagyatkozhatunk. A németországi Oberkassel környékén feltártak egy hozzávetőleg 33 ezer éves kutya-állkapcsot, amely a legkorábbi ismert háziasított állat maradványa lehet, illetve Szibériában egy koponyát. A két lelet azt a feltételezést támasztja alá, hogy a domesztikáció egyszerre több helyen párhuzamosan ment végbe.
Mivel a kutya és az ember több tízezer éve együtt él, emiatt gyakran közös genetikai nyomásnak voltak kitéve, ezért több hasonló genetikai változást lehet felfedezni a két faj fejlődésében.

### A kutya háziasításával kapcsolatos kísérletek

#### Beljajev-kísérlet
A Beljajev-kísérlet során kutyák háziasításával kapcsolatban rókákkal végeztek kísérleteket. Kiválasztottak néhány hím és nőstény rókát, és az emberrel barátságosabbakat tenyésztették tovább (ez volt az egyetlen szelekciós szempont). Néhány generáció után egyre több kutyára jellemző viselkedési és külső jegy jelent meg a populációban.

#### Az ELTE kísérlete
Az ELTE munkatársai (Virányi Zsófia, Kubinyi Enikő, Miklósi Ádám) 2001 és 2003 között 13 farkas- és 11 kutyakölyköt neveltek fel családi körülmények között. A kísérletet Horkai Zoltán szelídített farkasai ihlették (bár korábban már A kőszívű ember fiai című film forgatásához is szelídítettek farkaskölyköket).
A farkaskölyköket az önként vállalkozók saját otthonukban nevelték, 5 napos koruktól kezdve napi 20-22 órát töltve együtt (ide értve az együttalvást is). A program folyamán a kölykök részt vettek a nevelőik összes napi programjában.

#### A Wolf Science Centerben zajló kísérlet
A Bécsi Egyetem és a bécsi Állatorvosi Egyetem Virányi Zsófia vezetésével a Wolf Science Centerben 2008-óta tart 14 farkast és 13 kutyát, a farkaséhoz hasonló falkakörülmények között. A kutatás célja a farkasok és kutyák közösségi viselkedésének összehasonlítása, amikor az ember nem veszi át a vezető szerepét.

### A domesztikáció szakaszai
- kb. 15 000 éve: általánosan, farkasfajtától különböző módon az ember közelében élő állatokban csökken az ember iránti agresszió.
- kb. 14-15 000 éve: az ember letelepedett életmódot alakít ki, ezzel párhuzamosan elkezdődik a farkasfélék irtása, így nő a falkák szaporodási izolációja, kialakulnak helyi változatok.
- Kr. u. 1. század: Columella olyan kutyák tenyésztését javasolja, melyek megjelenési formája eltér a farkasétól (pl. a pásztorkutya legyen fehér, a juhászkutya legyen fekete)
- 19. század vége: a tudatos, fajta szerint szelektált kutyatenyésztés kezdete (1873: az első ebtenyésztő egyesület Nagy-Britanniában) különböző, de hasonló karakterű egyedek).

### Összehasonlítás a farkassal

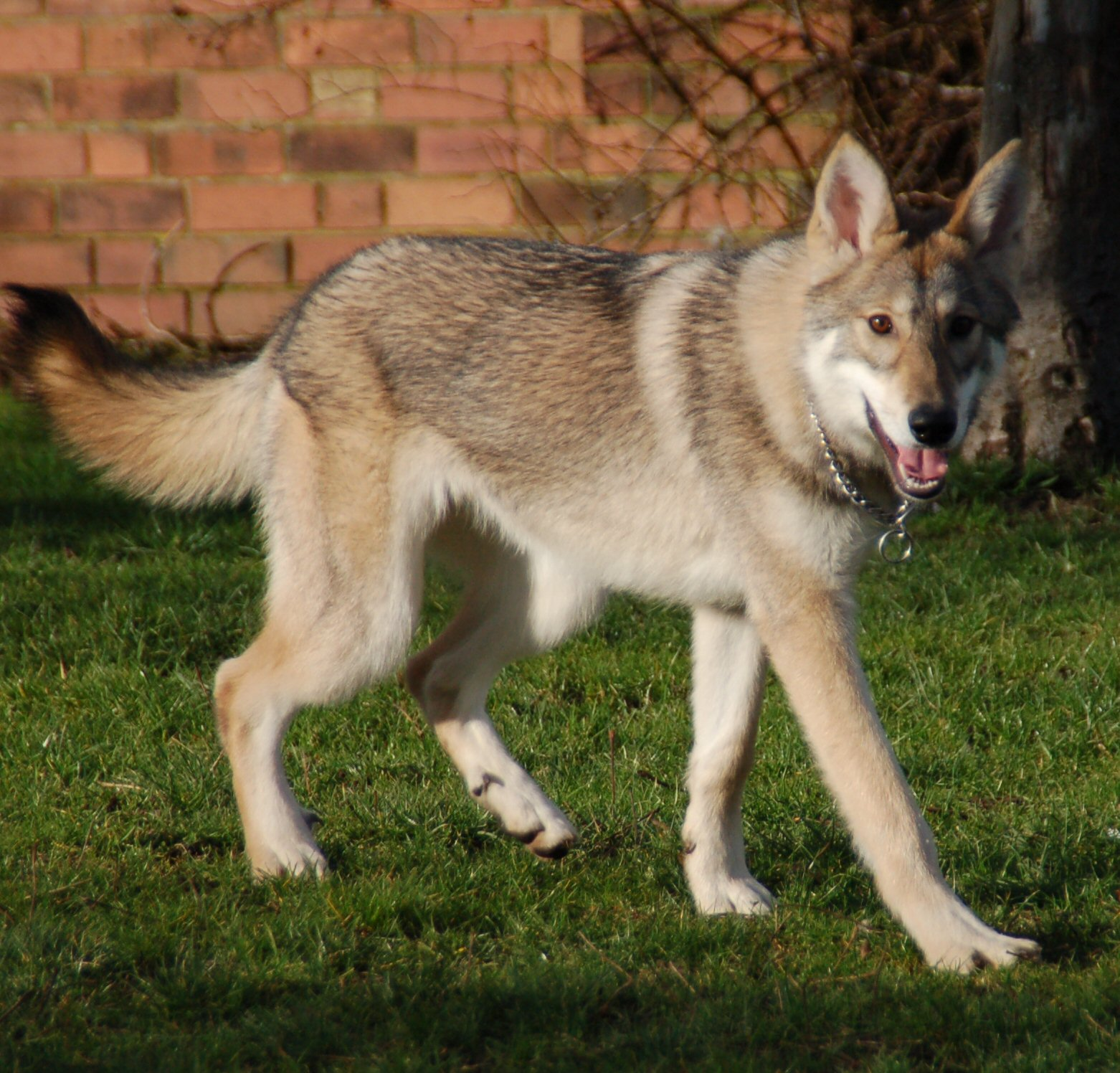
Egyes kutyák, például ez a tamaskán erősen hasonlítanak a farkasra

Az ugyanakkora termetű farkasokkal szemben a kutyák koponyája 20%-kal, agya 30%-kal kisebb. A többi kutyaféléhez képest viszonylag kicsik a fogai. A kutyának kevesebb élelemre van szüksége az életben maradáshoz, mint az ugyanakkora farkasnak. Egyes szakértők szerint a kutya petyhüdt füle az állkapocs kisebb és gyengébb izmainak köszönhető. A kutya bőre vastagabb, mint a farkasé, így egyes inuit törzsek inkább a kutya bőrét részesítik előnyben, ami emellett nehezebben gyűrődik és tovább bírja a zord időjárást.
A kutyák gyengébben teljesítenek a megfigyeléses tanulásban, viszont jobbak az instrumentális kondicionálásban. A visszavadult kutyák társas viselkedése egyszerűbb, mint a farkasoké. A falkavezérek nem kényszerítik várakozásra étkezéskor a többi falkatagot. Nem segítik egymást abban, hogy megtalálják a táplálékot. A falkán belül nagyobb a versengés, mint a farkasok között.
A visszavadult kutyák nem vadásznak jól a patásokra, ezért inkább dögevők. A Galápagos-szigeteken szerzett tapasztalatok szerint azonban a hüllőket könnyen elkapják. A szabadban tartott kutyák is hajlamosabbak vadászni.
A kutya többnyire monogám. A visszavadult falkában többnyire a domináns pár szaporodik, de néha alárendelt tagoknak is lehetnek utódaik. A hímek nem segítenek a kölykök felnevelésében, és nem ölik meg a más apától született kölyköket. Ez egyedülálló a kutyafélék között. Egyes források szerint abban is különböznek vad rokonaiktól, hogy nem öklendeznek vissza táplálékot a kölykök számára.
Ezt azonban nem minden esetben figyelték meg. Vannak adatok arra, hogy a nőstények visszaöklendeztek táplálékot a kölyköknek, és arra is, hogy a hímek részt vettek a kölykök gondozásában. Mindezeket megfigyelték háznál élő kutyáknál, dingóknál, félig vad és visszavadult kutyáknál. A szabadban élő háziasított kutyák hímjei is visszaöklendezték az ételt a kölyköknek. Az egy hímmel való párzást és a nőstény kölyköknek visszaöklendezett táplálékát is megfigyelték a félvad kutyák falkáiban.
A kutyák jobban kezelhetők, mint a szelídített farkasok, és általában jobban tanulnak a viselkedést követő büntetésekre és megerősítésekre, jutalmakra, mint a farkasok. A szelídített farkasokkal ellentétben a kutyák inkább a hangokra, mit a kézjelekre reagálnak.

## Kutyafajták

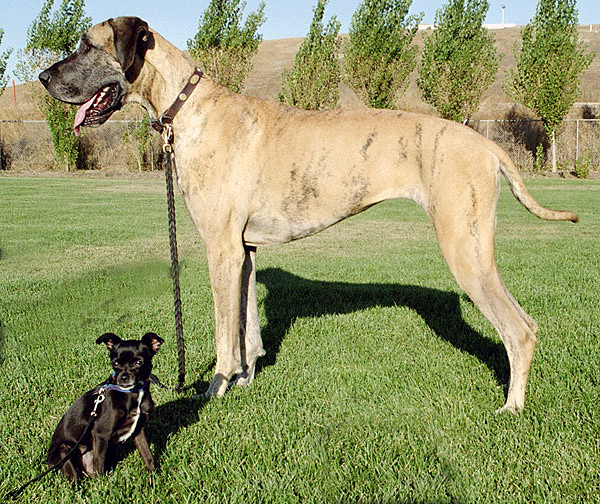
A világ legkisebb (törpecsivava: 33 cm), és a világ egyik legnagyobb (német dog: 124 cm) kutyája.

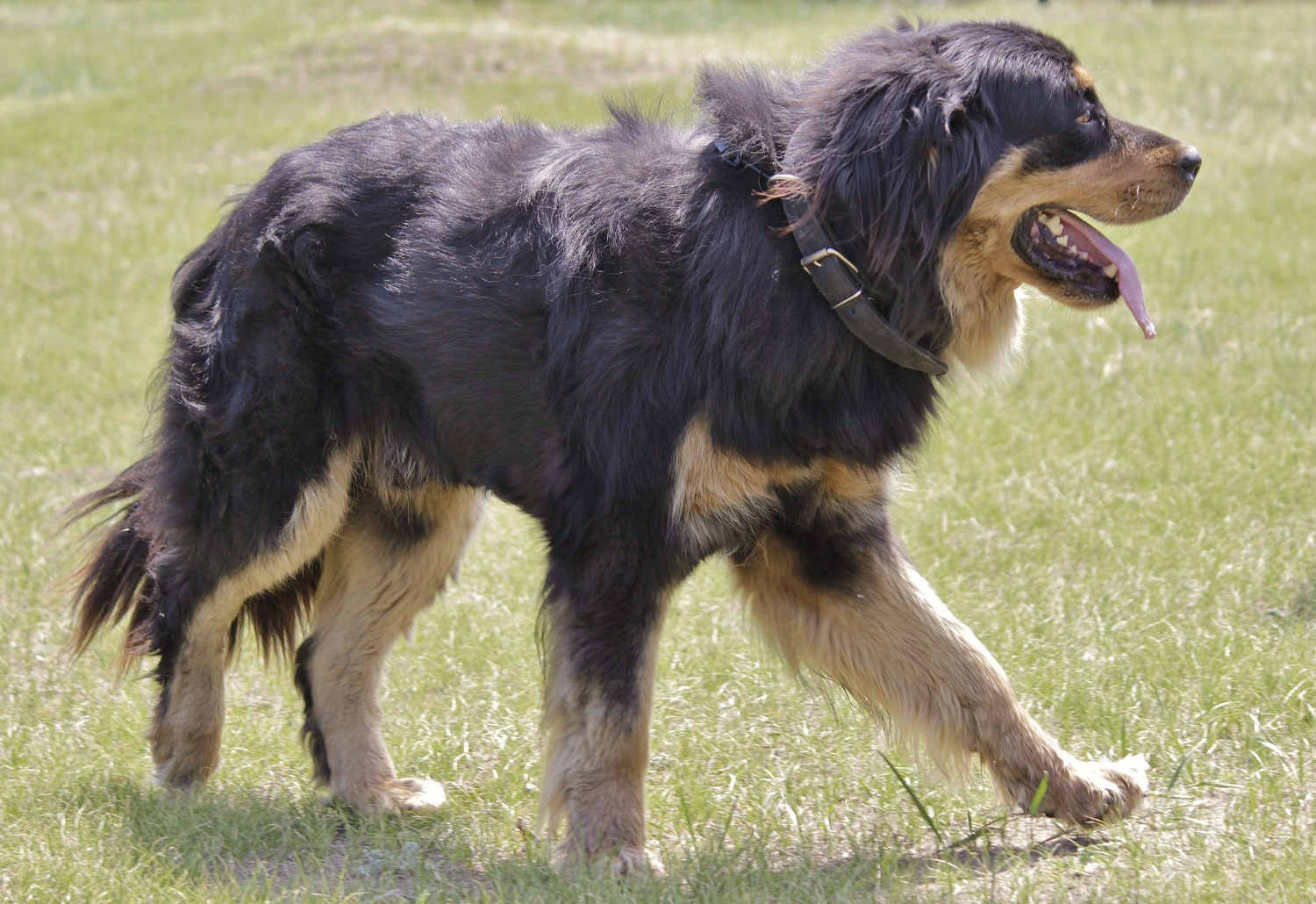
Az ősi hunok kutyája, a hotoso

A kutyák nagyon sok módon segítik az embert. Minden feladathoz más a kutya optimális testfelépítése, illetve viselkedése, ezért a különböző feladatokra kitenyésztett kutyafajták testfelépítése nagymértékben eltér.
A világon az FCI mintegy 430 kutyafajtát tart nyilván, és a mai napig folyik új fajták kitenyésztése. Ezek közül egyre kevesebbet használnak arra a célra, amire kitenyésztették őket, így egyre több fajta válik ketté kiállítási és munka vérvonalra (például a német juhász és a labrador retriver). Az eredeti feladatok eltűnésével a tenyésztési szempontokból is eltűnik az eredeti tenyésztési cél. Például napjainkban egyre több pásztorkutya fajta a nyájak őrzése és terelése helyett őrző-védő szerepkörben szerepel.
A kutyáknál megkülönböztetik a két vagy több fajta kereszteződéséből származó keverékeket és a fajtatiszta egyedeket. Utóbbiakat törzskönyvi nyilvántartásba veszik. Az azonos fajtájú egyedeket közös külső és belső jellemzők (úgynevezett vézenjegyek) kötik össze a közös származáson kívül. Ezeket a fajtastandard tartalmazza. A fajtajegyek némelyike negatívan hathat a kutya egészségére, ilyen rizikófaktor például a spánielek hosszú füle. Más külső jellemzők egyenesen genetikai rendellenességként foghatók fel, például a meztelenkutyák kevés szőrzete. A két fajtatiszta kutya szándékos keresztezéséből született kutyákat gyakran fajtakeresztezettnek nevezik.

### A kutyafajták felosztása azFCIszerint

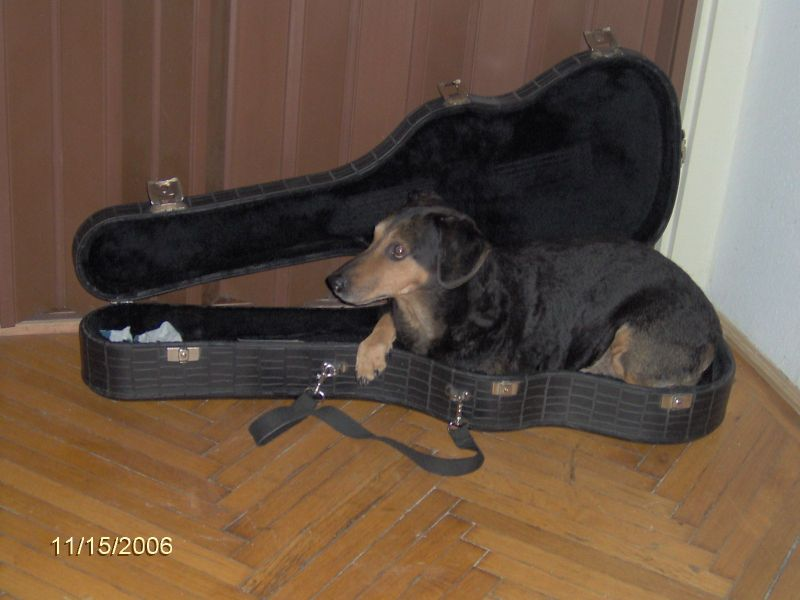
Hangszertokban pihenő kutya

A kutyafajtákat tíz csoportba osztották. Ezeket megjelenés vagy szerep alapján alakították ki. A tíz csoport:
- I. fajtacsoport: pásztor- és juhászkutyák
- II. fajtacsoport: schnauzerek, pinscherek, őrző-védő ebek, masztiffok
- III. fajtacsoport: terrierek
- IV. fajtacsoport: tacskók
- V. fajtacsoport: spitzek és ősi típusú kutyák
- VI. fajtacsoport: kopók, vérebek
- VII. fajtacsoport: vizslák, szetterek
- VIII. fajtacsoport: vízi vadászok
- IX. fajtacsoport: társasági kutyák
- X. fajtacsoport: agarak

## A kutya anatómiai felépítése

### A kutya csontváza

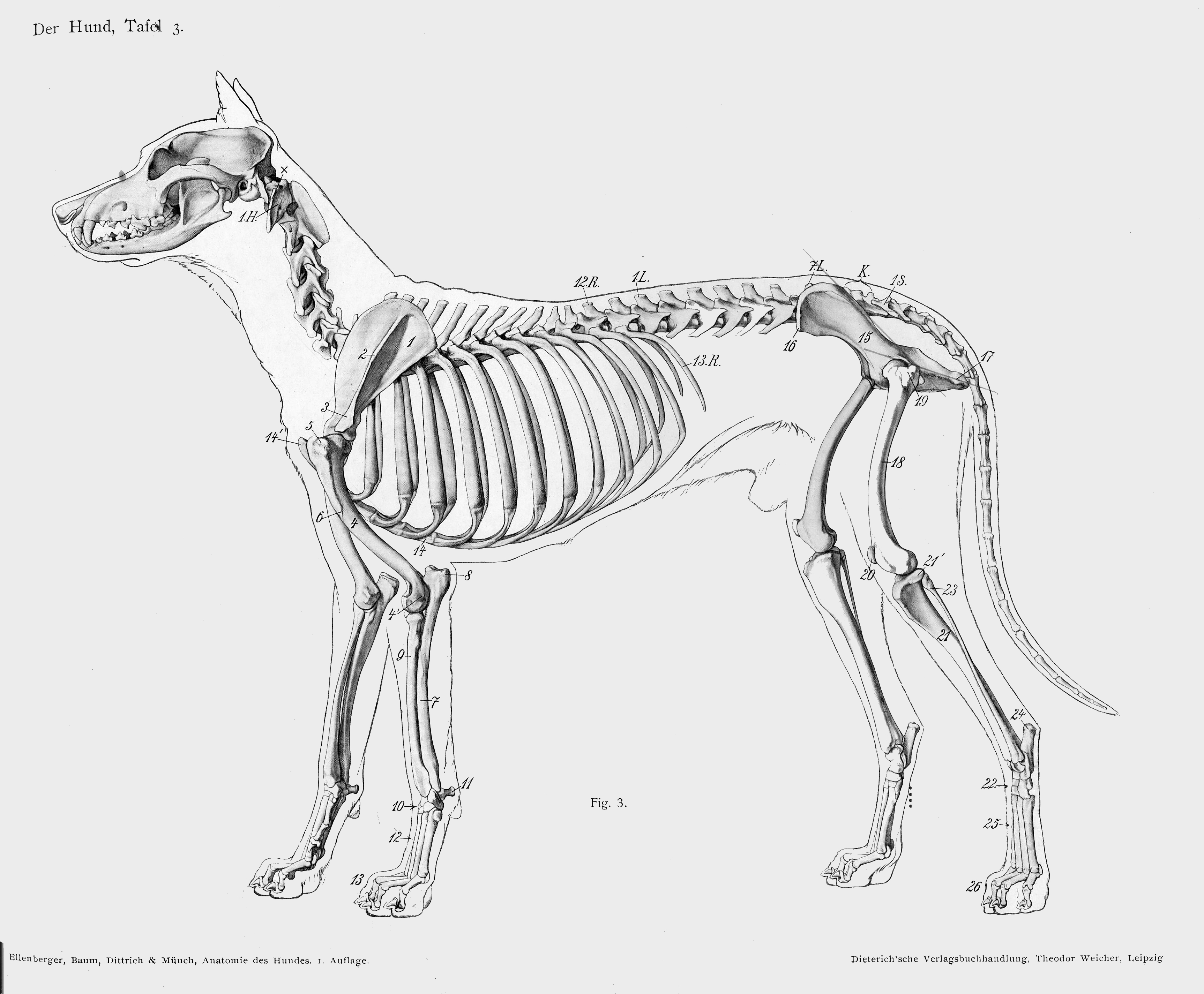
A kutya csontváza: 1. lapocka; 1.H. nyakcsigolyák; 1.L. hátcsigolyák; 1.S. farokcsigolyák; 4. karcsont; 5. vállízület; 7. singcsont; 7.L. ágyékcsigolyák; 9. orsócsont; 10. lábtőcsont; 12. lábközépcsont; 13.R. bordák; 15. medence; 18. os penis; 21. sípcsont; 21. térdízület; 23. szárkapocscsont

A kutya vázát kétfajta csont alkotja: csöves csontok (ilyen például a lábszárcsont) és a lapos csontok (például a koponya és a lapockacsont). A csontváz emelőszerűen működő csontok összessége, amelyeket a hozzájuk tapadó izmok mozgatnak. A csontok ízületeken keresztül érintkeznek egymással. Bonyolult felépítésük szilárdságot ad nekik, de ez nem nehezíti a mozgást; a kötőszöveti szalagok lehetővé teszik a csontok korlátozott mértékű és meghatározott irányú elmozdulását. A csontnak az ízülethez tartozó részét porc fedi, amely könnyebbé teszi az ízület mozgását és segít elnyelni a rázkódási energiát. A csöves csontok az embrionális fejlődés során porcos szerkezetűek, a vemhesség kései szakaszában alakulnak valódi csontokká. A fiatal, még növésben lévő kutyáknál a csonthártyák belső rétege aktívan osztódik, így a csontok kívülről folyamatosan vastagodnak. A csöves csontok hosszanti növekedése az ízületekhez közel eső üvegporc-lemezben történik. Később a porc elcsontosodik, így hosszabbodik a csont. A csöves csontok hossznövekedése a kutyák tíz hónapos korára általában teljesen befejeződik, azonban nagytestű fajtáknál akár másfél évig is eltarthat.

### Érzékszervei

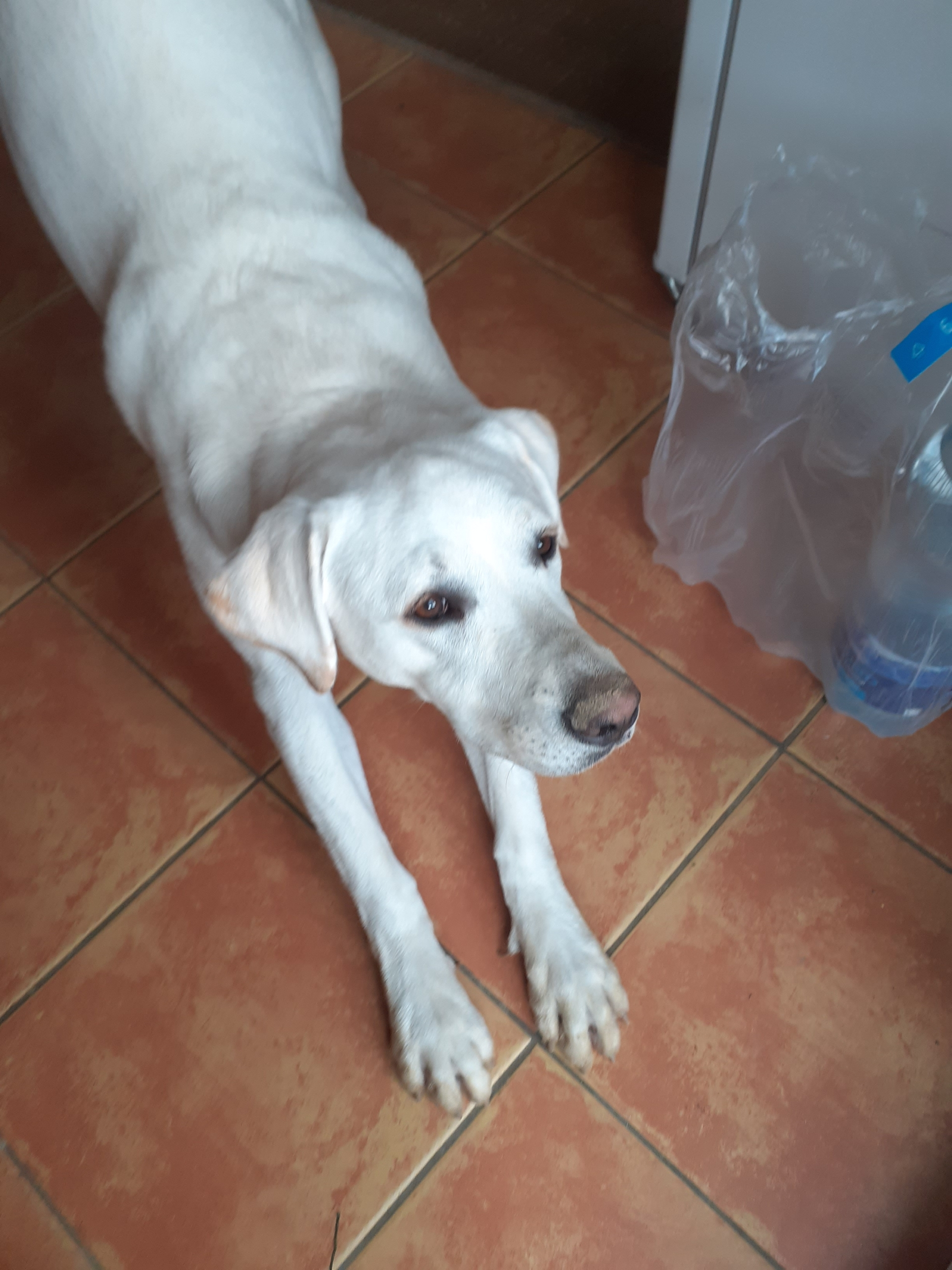
Labrador kutya

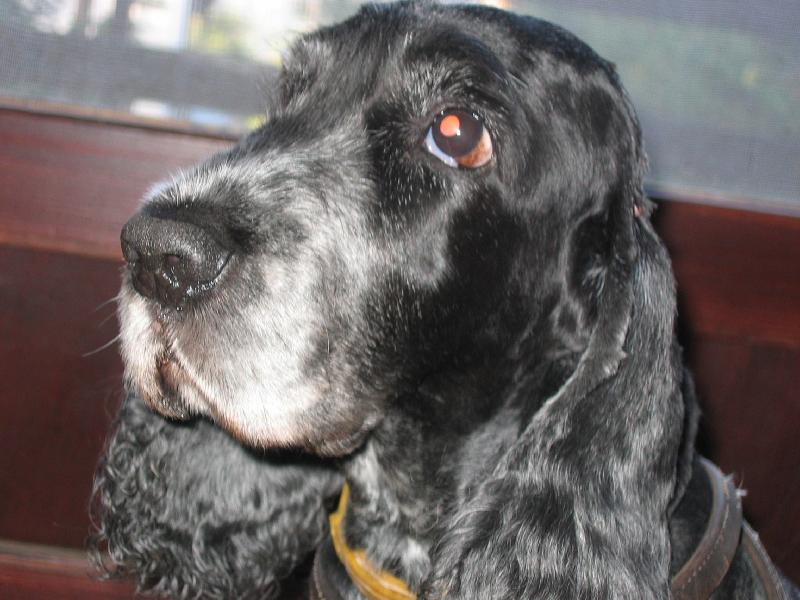
Spániel

Uexküll szerint minden élőlény a saját érzékelésének világába van bezárva, mivel érzékszerveivel az őt körülvevő világnak csak egy kicsike részét képes érzékelni, illetve idegrendszerével, mentális képességével feldolgozni.
Az ember, akinek az elsődleges érzékelési élménye a látás, nehezen tudja elképzelni, hogy milyen lehet a kutyák elsősorban illatokból álló világa.
A kutyák szaglása és hallása az emberénél sokkal fejlettebb, így kutyák képesek kiszagolni az elejtett vadakat, vagy akár a kábítószert és a robbanóanyagot.

#### Orr

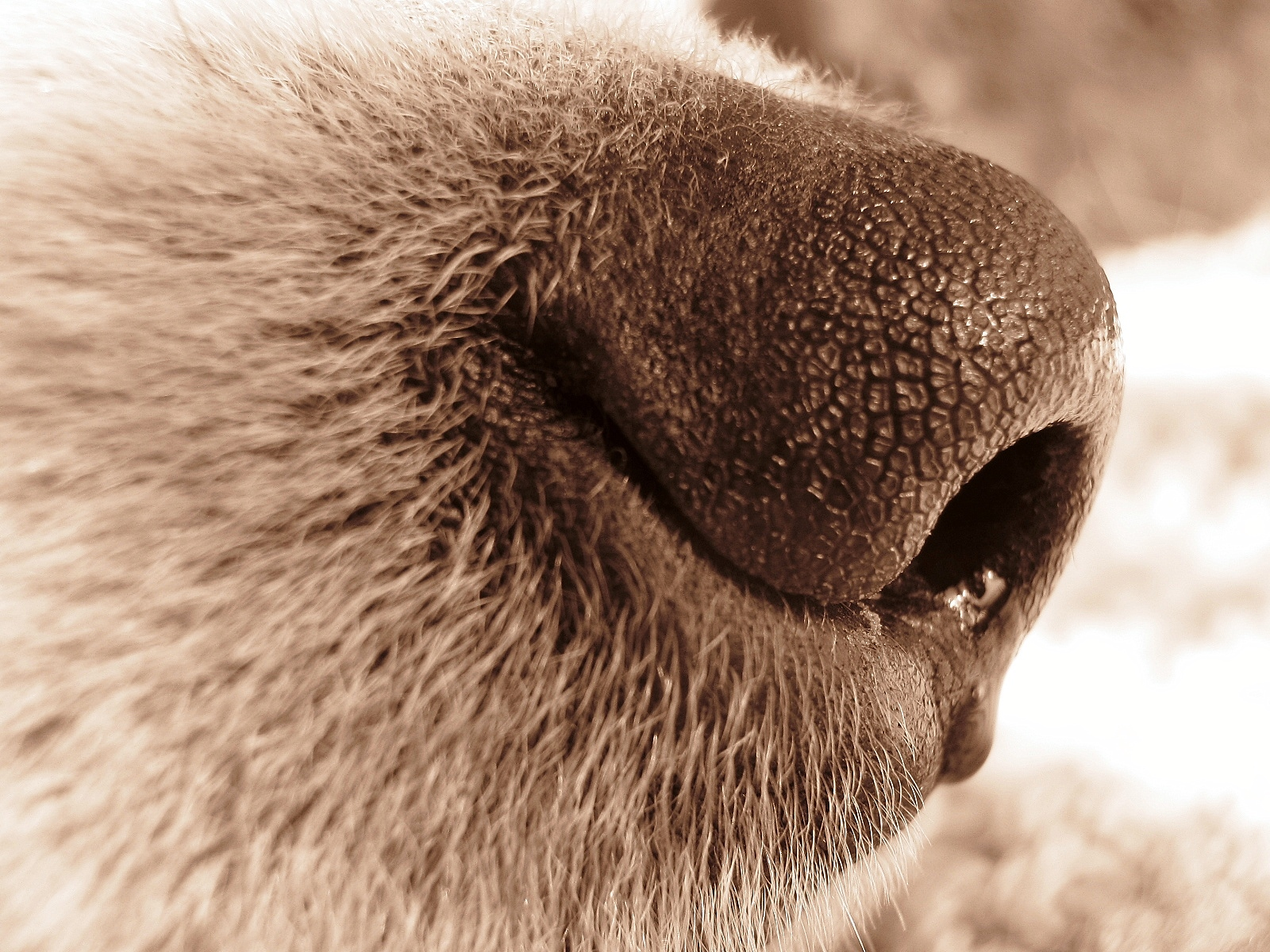
A kutya rendkívül érzékeny orra

A kutyák egyik legfigyelemreméltóbb sajátsága a szaglásuk. Minden kutya ösztönösen szagmintát vesz, amiről csak lehet, legyen az ember, egy másik kutya, vagy akár egy hely. A kutyák orra töméntelen információt képes felfogni, szaglóhámja negyvenszer nagyobb, és körülbelül milliószor érzékenyebb az emberénél. Egyes kutyafajták, például a vérebek orra akár 100 milliószor is érzékenyebb lehet az emberinél. Agyukban 125-220 millió idegsejt végzi a szaglószervi ingerek feldolgozását. A vérebek agyában 300 millió idegsejt foglalkozik a szagingerek feldolgozásával. A kutyák orrának érzékenysége a szaglóhám megnövekedett felületének, illetve a fejlett agyi feldolgozásnak köszönhető. Egy átlagos kutyánál ennek a felületnek a nagysága 130 cm², míg az embereknél csak 3 cm². Szaglóhámjuk sűrűn redőzött, fodrai között megrekednek a szaganyagok. A nedves orr képes meghatározni a szaganyagot hordozó levegő áramlásának irányát. Az orr bőrének hidegre érzékeny receptorai észlelik a légáramlat szárító és hűtő hatását. A 2020-as években kiderült, hogy az infravöröst is érzékelik.

#### Szem
A kutya szeme alapjában véve nagyon hasonlít az emberi szemhez, mert nagy. Természetesen több különbség van közöttük, ezért az ember és kutya látása és látótávolsága sem egyforma. A szem két fő részét a szemlencse választja el egymástól. Mikor a kutya növekszik, a szemlencséje is nő, ehhez a növekedéshez szükséges anyagokat a szemlencsetok élő sejtrétege biztosítja. A kutya szemének három rétege kívülről befelé: az ínhártya (sclera), a középső réteg (uvea) és az ideg- vagy recehártya (retina). Az ínhártya elől a szaruhártyába megy át.
Sötétben a kutya jobban lát az embernél, ugyanakkor színlátása igen gyenge, egyrészt mert a háromféle csap helyett csak kétféle csapsejtje van, másrészt retinájának ingerfelfogó sejtjei között túlsúlyban vannak a fényérzékeny pálcikatestek, harmadrészt a pálcikák rétege alatt található tapetum lucidum miatt, mert az visszaveri a pálcikákra az összegyűjtött fénysugarakat. Ennek a vadon élő kutyák nagy hasznát veszik, mivel szürkületben vadásznak. A mozgásra már igen messziről felfigyelnek. Az álló, mozdulatlan tárgyakat viszont nem érzékelik jól. A pudli látásélessége az embernél 20/75-nek felel meg. Mozgó gazdájukat már 800–900 m-ről is felismerik, de ha áll, akkor csak 500-600 méterről látják.
A különböző fajtájú kutyák szeme is különbözik méretben, formában, és a retina konfigurációjában. A kutyák látótere kétféle lehet. A rövid fejű fajtáknál a szem előrenéz (például a buldognál), és nagyobb az átfedés a két szem látótere között. A hosszú fejű fajtáknál (például: drótszőrű foxterrier, agár) a szem kissé oldalra néz, látóterük között csak kicsi az átfedés. Sok hosszú orrú fajtában az éleslátás helye vízszintes csíkban egészen a szem széléig húzódik, így nagy területeket láthatnak élesen. Egyes hosszú orrú fajták látótere eléri a 270°-ot. A rövid orrú fajtákra jellemző, hogy az éleslátás helyén háromszoros az idegvégződések száma, így a látótér közepén látásuk élessége eléri az emberét.
Látják a sárga és a kék színeket, de a vörös és a zöld között nem tudnak különbséget tenni. A világos és a sötét sárgát, illetve kéket a színárnyalat, és nem a fényesség alapján különböztetik meg. A szürke kevesebb árnyalatát tudják megkülönböztetni, és a fényességet fele akkora pontossággal látják.
A legtöbb fajtában ritkák a fénytörési hibák, de például a rottweilerek fele genetikai okok miatt rövidlátó. A kutyák bármely irányba jobban el tudják forgatni szemüket, mint az ember; a pupilla mozgástere fajtától függően 12–25°.
A kísérletek szerint a kutyák képesek különböző összetett mértani formákat megkülönböztetni, így a kockát meg tudják különböztetni a prizmától. Érdeklődnek a kutyákat ábrázoló állóképek, árnyképek, tükörképek iránt, vagy a kutyás videók után, de érdeklődésük alábbhagy, miután hiába próbál kommunikálni a képen ábrázolt kutyával.
A molekuláris kutatások legfrissebb eredményeinek egyike, hogy a kutyák szemében is kimutatták a kriptokrom 1 nevű "fényérzékelő" molekulát. Ezek segítségével a kutyák képesek látni és érzékelni a mágneses teret.

#### Fül
A fül a kutyák egyik legkifinomultabb érzékszerve. Minden kutyafaj kitűnően hall. A hallásuk hangtartománya 40 Hz–60 000 Hz, ami azt jelenti, hogy hallanak olyan magas hangokat is, amiket az emberek nem. A kutyák sokszor akár négyszer olyan messziről meghallják a hangot, mint az átlagos hallású ember. A kutyák mozgékony füle képes gyorsan a hang irányába fordulni. A fület legalább tizennyolc izom mozgatja. A hang irányát gyorsabban képes meghatározni, mint az ember füle.

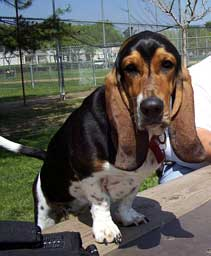
Két fültípus: lelógó …
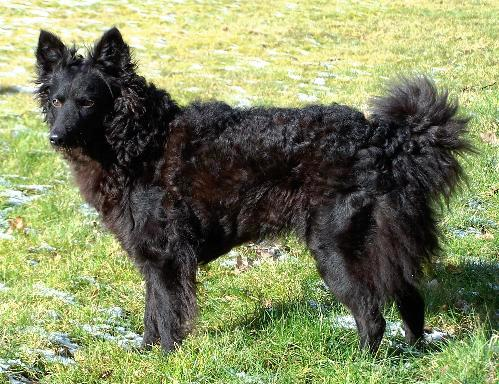
… és hetykén felálló fül

#### Ízlelőszervek
A kutya ízlelőbimbói másként oszlanak el, mint az emberéi. Az édes, a sós és a savanyú ízekre a nyelv széle a legérzékenyebb. A keserűre legérzékenyebb a nyelv töve, míg az umamit a nyelv elülső harmada ízleli a legjobban. Emellett vannak ízlelőbimbók a szájpadláson és a garatban is. Az ízlelőbimbók száma összesen 1700 (az embernél 9000). Az étel minőségétől függően a mirigyek kétféle nyálat választanak el: egy folyékonyabbat a zöldségek és egy nyálkásabbat a húsok emésztésére.

#### Bőr

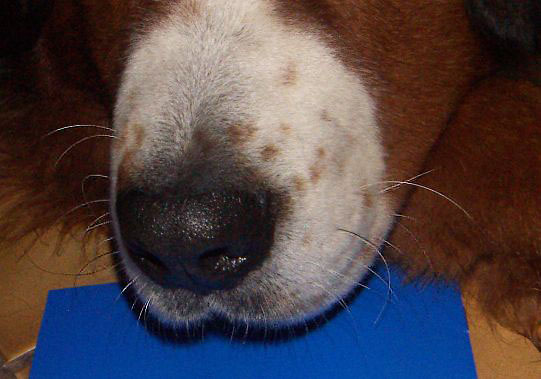
A kutya tapintószőrei

A tapintás fontos a kutya számára, mivel az érintések érzelmi és társas kapcsolatokat közvetítenek. Érintéssel a kutya megnyugtatható: pulzusa lassabb, lélegzése egyenletesebb.
A tapintásban a bőrt tapintószervek segítik. Bőrükben kétféle receptor található: felszíni és mélyebb típus. A felszíniek érzékelik a felszíni érintéseket, és a szőrszálak mozgását. A mélyebben elhelyezkedő típus az erősebb nyomásra érzékeny. A kutya orrában és ajkain sok a receptor, ezért ezek a területek különösen érzékenyek. A kutya pofáján levő tapintószőrök töve szintén tele van receptorokkal. A tapintással foglalkozó agyterületek 40%-a ezekért a területekért felel. A tapintószőrök korai figyelmeztető jelzéseket szolgáltatnak az összeütközés megelőzésére vagy a szem sérülésének megelőzésére. Olyan érzékenyek, hogy már a mozgás keltette légáramlatokat is jelzik. A rezgésekre a tappancsok érzékenyek.
Míg a hidegre érzékeny receptorok testszerte megtalálhatók, addig a melegre érzékenyek az orrban csoportosulnak. Ezek segítik például a kölyköknek megtalálni az anyjukat. A forró tárgyakkal való érintésre a fájdalomreceptorok reagálnak. A fájdalomcsillapítás hatására a kutyák műtét után hamarabb felkelnek, esznek és isznak, és előbb hazaengedhetők. Gyakran nem mutatják ki fájdalmukat, hogy megőrizzék helyüket a rangsorban és a falkában. A fájdalmat jelezheti vinnyogás, nyüszítés, vakkantások, erős lihegés, gyors lélegzés, remegés, nyugtalanság, támadás, a fájó testrész nyalogatása vagy rágcsálása, gyorsabb szívverés, tág pupillák vagy a megemelkedett testhőmérséklet.
A világ legnagyobb kutyája az ír farkaskutya, a legkisebb a törpecsivava.[forrás?]

## Kültakarója
A kutyák testét általában szőrzet borítja (kivéve néhány meztelen-kutya fajtát, ahol a szőrzet, ritkább, vagy a test egyes részein hiányzik). A szőr lehet rövid, félhosszú vagy hosszú. A fiatal kutyáknak születés után gyakran a felnőttkoritól eltérő szőrzetük van, ami általában selymesebb, bolyhosabb, mint a felnőtteké, gyakran a mintázata, színe is eltérő. A színváltásra példa, hogy az afgán agarak feketén születnek, és az első vedlés során érik el a végleges színüket, vagy a dalmata kiskutyák fehéren születnek és később jelennek meg rajtuk a foltok.
A kutyák évente kétszer vedlenek. Ősszel a nyári bundájuk helyett sűrűbb, hosszabb télit növesztenek, tavasszal pedig a melegebb időjáráshoz megfelelőbb rövidebb ritkábbat. A vedlés során az elöregedett szőrszálak kihullanak.
A lakásban tartott kutyák gyakran egész évben vedlenek.

## Magyar kutyafajták
A Kynológiai Világszervezet hivatalosan kilenc önálló őshonos magyar kutyafajtát tart nyilván: puli, pumi, mudi, kuvasz, komondor, rövidszőrű-, és drótszőrű magyar vizsla, magyar agár, erdélyi kopó. Ezeknek a magyar kutyafajtáknak kitűnő az örökítőképességük, megőrzésük nemzeti érdek. A fajták tudományos szelektálása és nemesítő tenyésztése csak a 19. század második felében kezdődött.

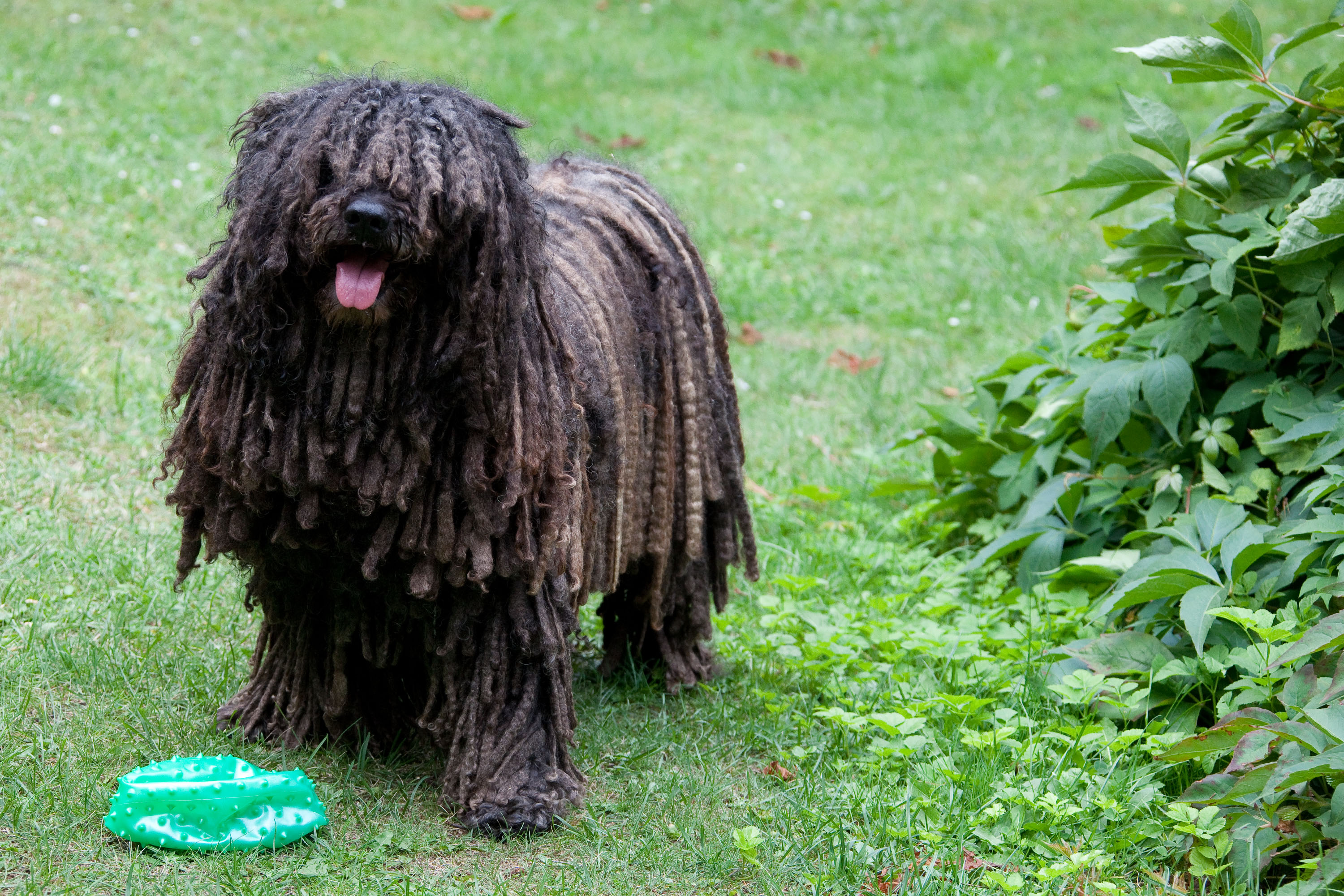
Puli
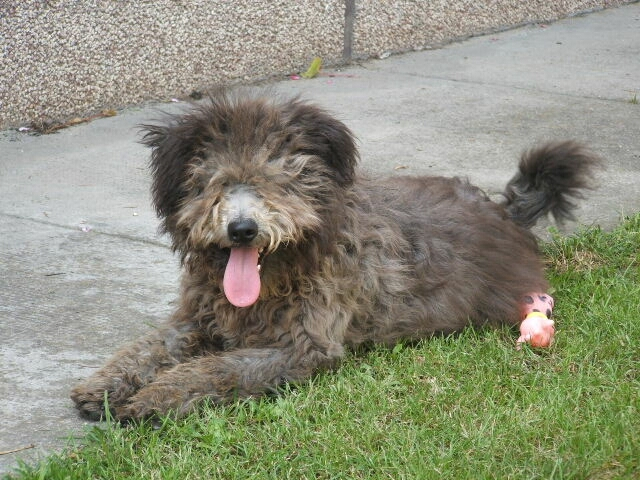
Pumi
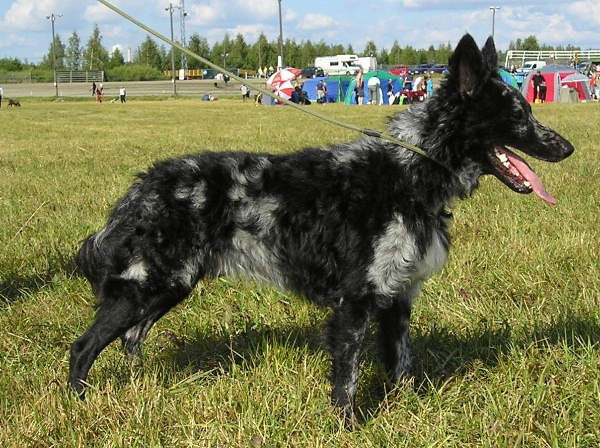
Mudi
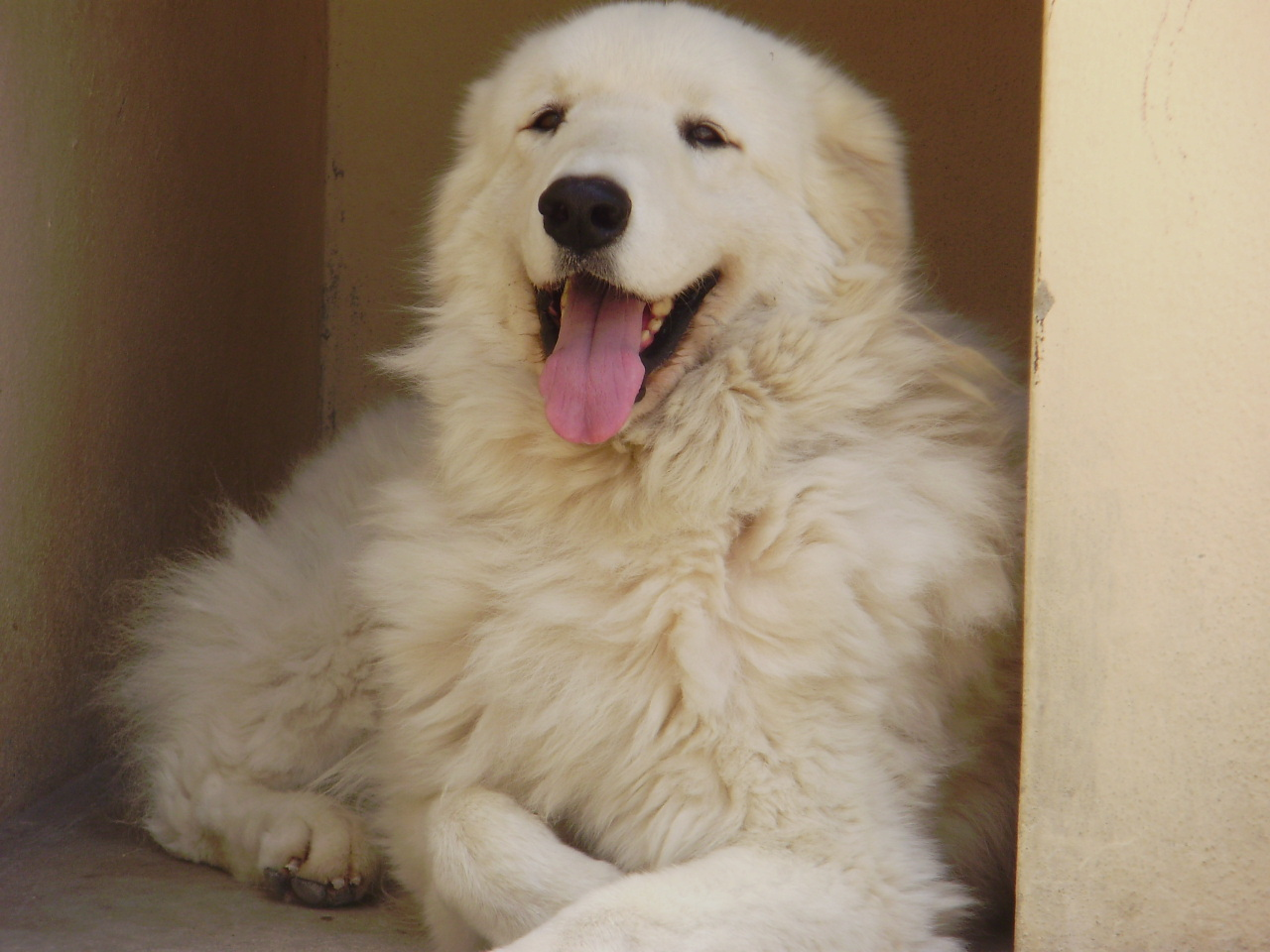
Kuvasz
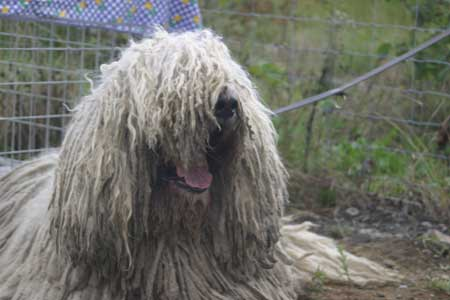
Komondor
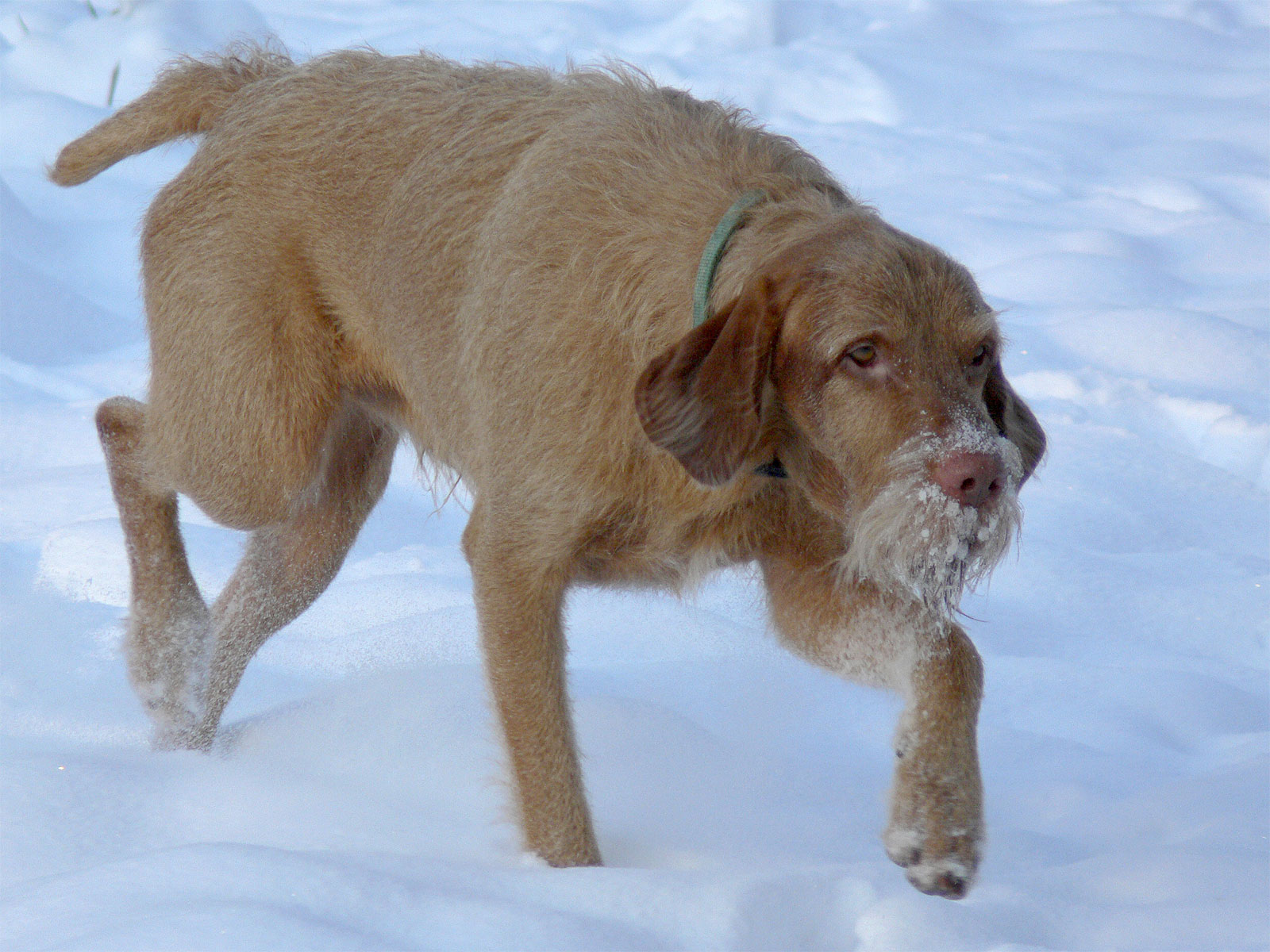
Drótszőrű magyar vizsla
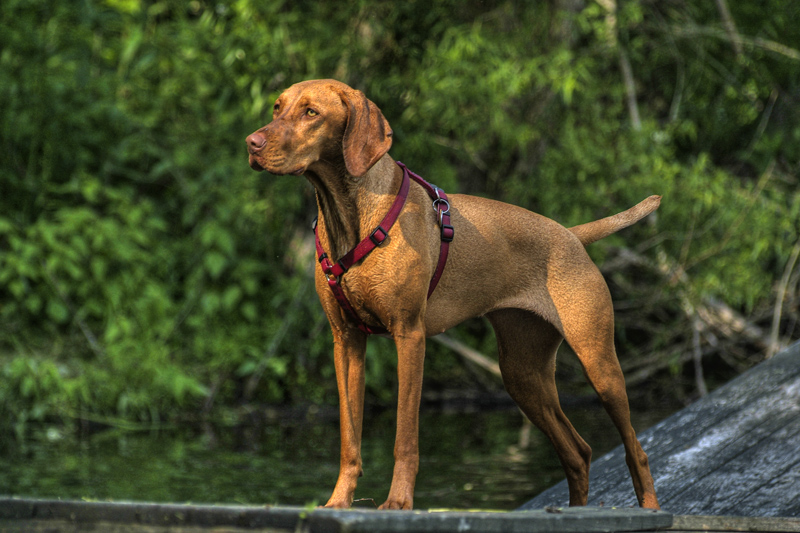
Rövidszőrű magyar vizsla
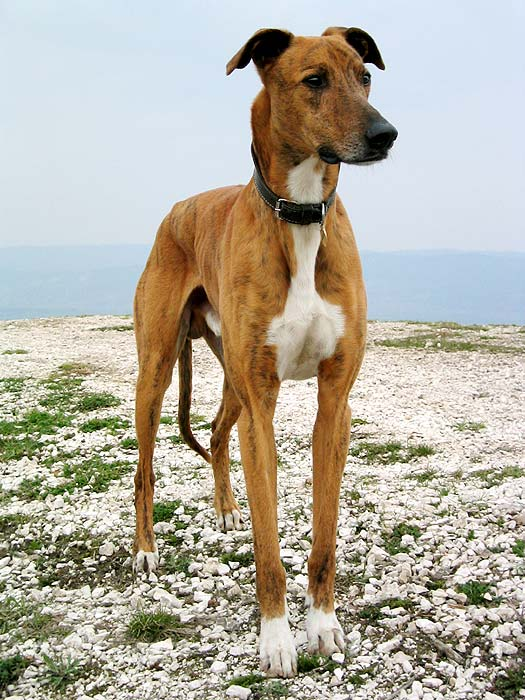
Magyar agár
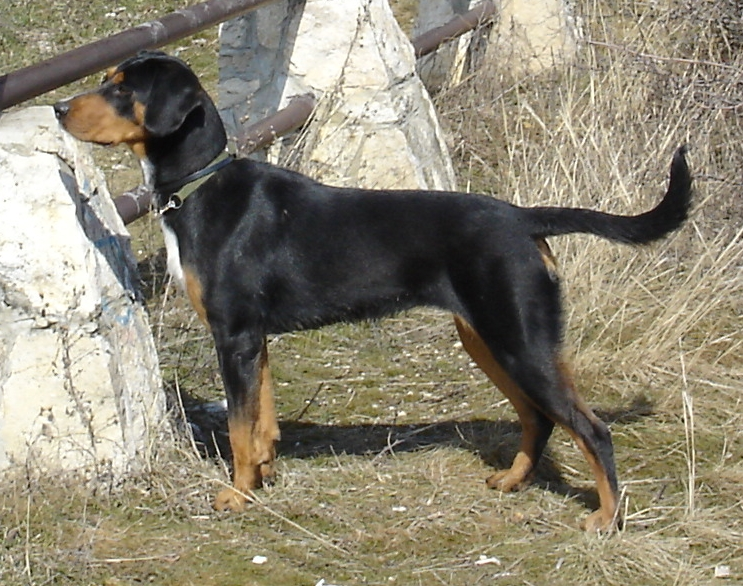
Erdélyi kopó

## A kutya szaporodása

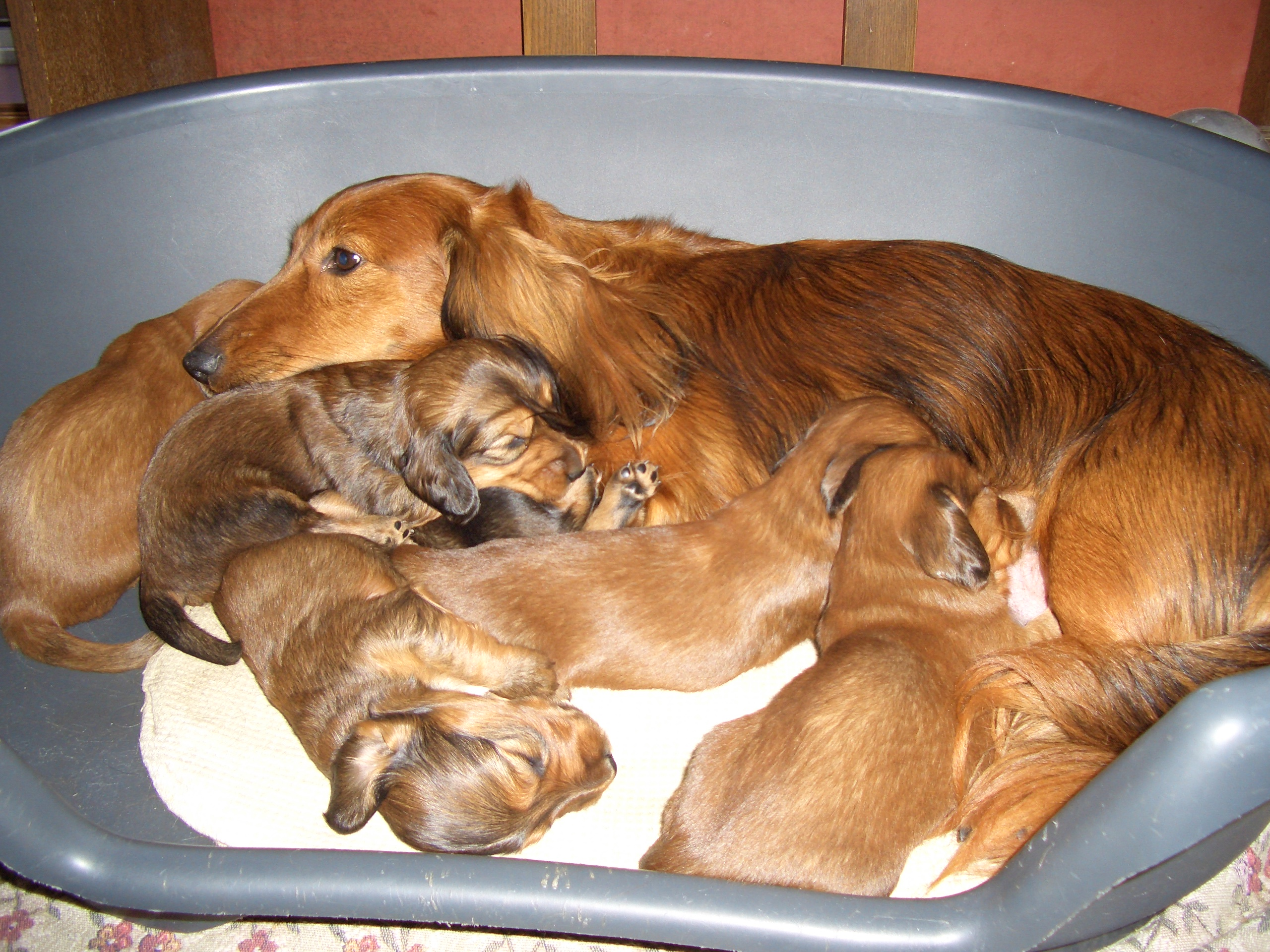
Szuka a kölykeivel

A nőstény kutyát szukának, a hímet kannak nevezik. A kanok bármikor készen állanak a párzásra, míg a nőstények csak a párzási időszakban, amikor a szuka úgymond „tüzel”.

### A szuka tüzelése
A szukát az első tüzelés időpontjától tekintik ivarérettnek. Az első tüzelés időpontja összefügg a teljes testméret elérésének időpontjával. A kistestű kutyáknál ez az időpont a 6–8 hónapos kor környékén, míg nagy testű kutyáknál egyéves kor utánra tolódik. A tüzelés általában fél évenként következik be, és hozzávetőleg 21 napig tart, de a tüzelés hossza fajtánként eltérő lehet. A tüzelés kezdetén a szuka még nem engedi magához a kanokat. A fedezésre a tüzelés 7. és 17. napja közötti időszak a legalkalmasabb.
A tüzelés teljes ideje alatt a szukát nem célszerű közösségbe (kutyafuttatóba, kutyaiskolába) vinni, mert a kan kutyákat mágnesként vonzza magához, ami felforduláshoz, az állatok küzdelméből kifolyólag az emberre is veszélyes helyzetekhez, kutyák sérüléséhez, elvesztéséhez, illetve nem kívánt szaporulathoz vezethet.
A szuka tüzelését az jelzi, hogy pérája (nemi szerve) megduzzad, az állat nyugtalanul viselkedik, felkelti a kanok érdeklődését, vércseppeket hagy maga után.

### Vemhesség
A fedezést követően – amennyiben a megtermékenyítés sikeres volt – a szuka 58–62 nap elteltével világra hozza kicsinyeit. Az alom mérete (az utódok száma) függ a kutya fajtájától, illetve egyéb tényezőktől. A kölykök várható számát legegyszerűbben ultrahang vizsgálattal lehet megállapítani a vemhesség 30. napját követően.
A vemhesség második felében a szuka fokozott odafigyelést, illetve, mivel a megnagyobbodott méh kisebb helyet hagy az emésztési rendszernek, illetve a magzatok is egyre jelentősebb mértékben vonnak el tápanyagokat a szukától, gyakoribb etetést igényel.
Ha a vemhesség rendben lezajlik, a 60. nap környékén megindul az ellés. A szuka hozzávetőleg óránként hozza világra kölykeit, majd megszoptatja őket.

### A nem kívánt szaporulat megelőzése
A nem kívánt vemhesség a legegyszerűbben ivartalanítással vagy fogamzásgátlással előzhető meg, ami egyben bizonyos betegségekkel szembeni védelmet is jelent. A fiatal korban (ivarérés előtt) végzett ivartalanításnak nincs ismert negatív mellékhatása a hobbi célból tartott kutyákra, viszont a gazdát megkíméli a kölykök felnevelése és gazdák keresésének feladatától, a kanokban csökkenti a domináns viselkedést, illetve a versengést. A felnőtt korban ivartalanított állatok esetében a műtét után célszerű a táplálék mennyiségét csökkenteni.

## Élettartama
A kutya várható élettartama fajtafüggő. A legtöbb fajtánál a medián 10 és 13 év közötti. A fajta egyes egyedei élhetnek ennél rövidebb vagy hosszabb ideig.
A legrövidebb élettartamú fajta a bordeaux-i dog, ahol az élettartam mediánja 5,2 év. Vannak más, nagyon rövid várható élettartamú fajták is 6-7 éves mediánnal, így a miniatűr bullterrier, az angol véreb vagy az ír farkaskutya.
A legtovább élő fajták mediánja 14-15 év. Közéjük tartozik a toy pudli, a japán spicc, a border terrier és a tibeti spániel. A keverékek várható élettartama hosszabb, mint azoké a fajtáké, amelyekből származnak. Az átlagos termetű keverék várhatóan legalább egy évvel tovább él, mint az összes fajtatiszta kutya várható élettartama. A gyakran emlegetett legöregebb kutya a hagyomány szerint Bluey, aki 1939-ben halt meg 29,5 éves korában. Ez a rekord azonban nem hiteles. A Guinness Rekordok könyve szerint hiteles korrekorder a 2011. december 5-én 26 évesen és 9 hónaposan meghalt Pusuke.

## A kutya betegségei
A többi élőlényhez hasonlóan a kutyát is több fertőző, genetikai valamint egyéb betegség fenyegeti. Ezek nagy része szűréssel, oltással és megfelelő tartással megelőzhető. Ebben a fejezetben a teljességre való törekvés nélkül bemutatunk pár példát.
A kutya egészségének megromlását leghamarabb általában a viselkedésén lehet észrevenni. Ilyenkor levertnek, zárkózottnak látszik, és kevesebbet mozog, mint máskor. Megváltozhat az étvágya is: olykor javul, máskor romlik.
A betegségről árulkodik a láz. A kutya normális testhőmérséklete 38,5 °C a végbélben mérve. A testhőmérséklet azonban nem csak betegségtől, hanem szaladgálástól, vagy egyéb természetes folyamatoktól is megemelkedhet.

### Fertőző betegségek

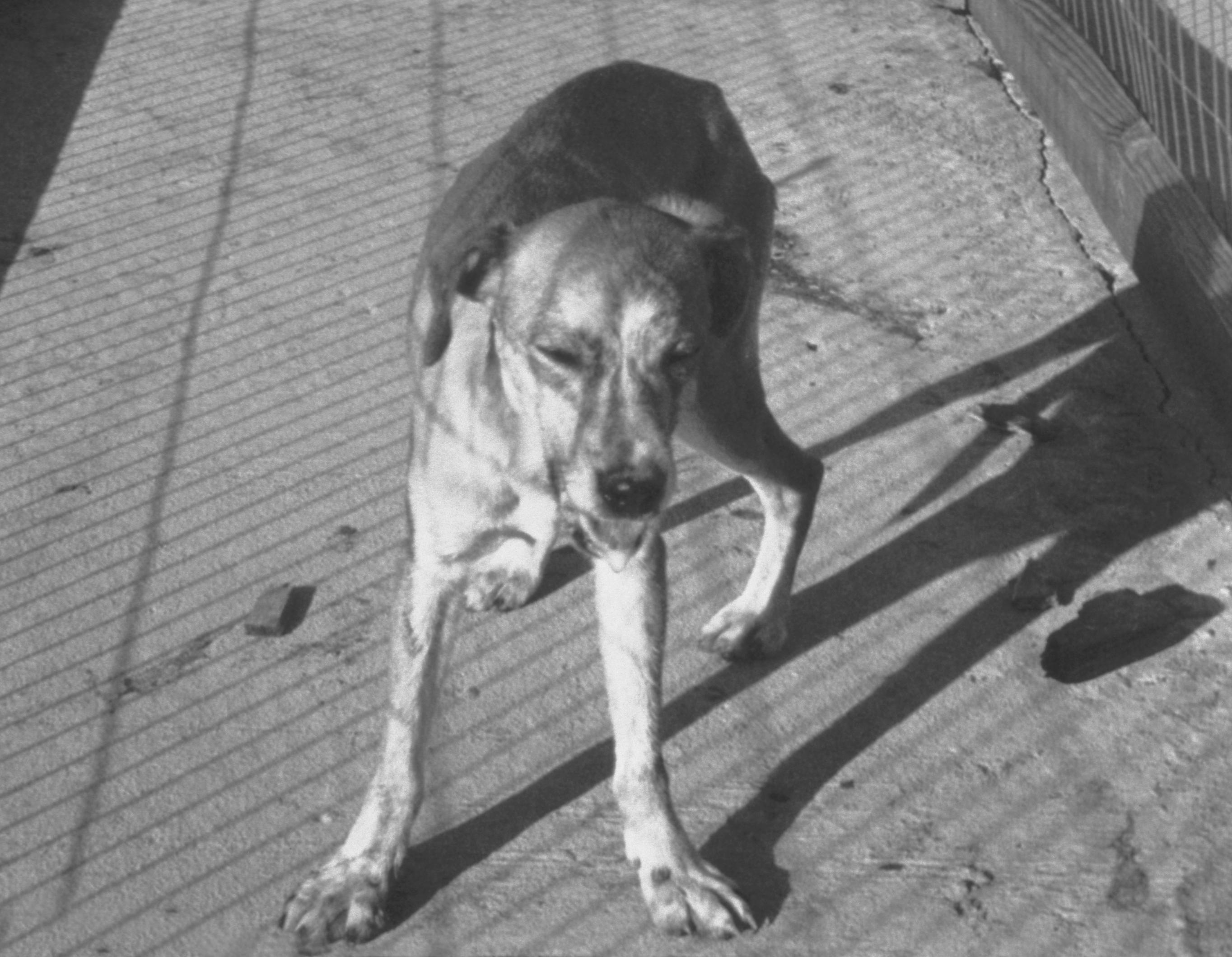
Veszett kutya

A kutya – különösen kölyökkorban (a többi állathoz hasonlóan) – ki van téve a fertőző betegségeknek, ezért a kutya oltási programját már nyolchetes korban el kell kezdeni. Az oltási sor összeállításakor figyelembe kell venni a törvényi előírásokat, illetve milyen betegség ellen szeretné a kutyát a gazdája immunizálni, valamint az aktuális járványügyi helyzetet. Tanácsos a veszettség, valamint az egyéb kutyabetegségek elleni kombinált oltások rendszeres beadása. A külső paraziták ellen különböző cseppekkel, bolhanyakörvvel lehet védekezni, bár a bolhanyakörv hosszú szőrű kutyáknál kevéssé hatékony.
A veszettség halálos, emberre, más állatokra is átterjedő idegrendszeri betegség, amit vírus okoz. A veszettség elleni oltás Magyarországon kötelező, ennek köszönhetően a veszettség városi környezetben csak nagyon ritkán fordul elő.

### Féregfertőzések
A féregfertőzések elsősorban a kölyökkutyák életét veszélyeztetik, a felnőtt kutyák esetén azonban az állat kondíciójának megőrzése illetve közegészségügyi okokból szükséges a féreghajtás, mivel egyes fajták az emberre is veszélyt jelentenek.
A globális felmelegedéssel a korábban csak a Mediterráneumban megtalálható szívférgesség hazánkban is támadja a kutyákat.

### Genetikai betegségek
- Csípőízületi diszplázia a kutyák leggyakoribb örökletes betegsége. Általában közepes és nagytestű kutyákon jelentkező ízületi elváltozás, amely azt jelenti, hogy a combfej nem megfelelően ül a vápában. A betegség általában a kor előrehaladtával romlik, ez azonban megfelelő életmóddal lassítható, illetve a tünetek műtéttel enyhíthetőek.[76]
- Epilepszia rohamokkal járó idegrendszeri betegség. Népies nevén nyavalyatörés. Lehet örökletes, vagy okozhatja fertőzés, anyagcserezavar, vagy egyéb betegség szövődménye.[77]
- Farkastorok esetén a kutya szájpadlása kettéhasadt, gyakran nyúlszájjal együtt jelentkezik. A farkastorokkal született kölykök életképtelenek.[78]

A kutya örökítőanyagát a 2x38 (76) autoszóma, az X és Y nemi kromoszómák és a mitokondriumok tartalmazzák. 2005-ben szekvenálták egy nőstény bokszer DNS-ét. A bázispárok száma 2 528 446 953 volt; a gének számát 19 300-ra becsülték.

### Fajtajellegek

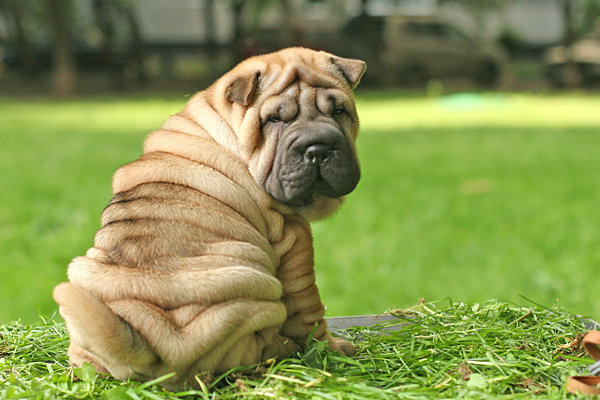
A shar pei túlzott ráncképződése

Egyes fajtáknál a szelekció olyan irányba ment el, ami olyan testfelépítéshez vezetett, ami betegséget okoz. Érintett lehet például a szem, a lélegzés, de vannak fajták is, amelyek nem tudnak természetes úton szülni, például az angol buldog. A minél bizarrabb megjelenés érdekében túlhajtották egyes fajták megjelenési jellegzetességeit, például a shar pei már annyira ráncos, hogy az rontja az egészségét. Ez állatkínzásnak számít. A jelenséget a BBC 2008-ban bemutatott dokumentumfilmje, a Pedigree Dogs Exposed tárta a nyilvánosság elé. A német nyelvű országokban ennek a hatására tiltották ezt be.

### Mérgezések
Több, ember által fogyasztott élelmiszer és élvezeti cikk mérgező a kutya számára. Ide tartozik a kakaó és a csokoládé (teobromin), a hagymafélék (pl. tioszulfát, kénorganikus vegyületek és diallil-diszulfid), a szőlő, a xilit (más néven nyírfacukor) és még néhány más növény, például a dohány nikotinja szintén erős mérgezési tüneteket vált ki. A mérgezés jelei a hányás, a hasmenés, az alhasi fájdalom, és az összeesés. A mérgezés következménye akár halál is lehet, úgyhogy a kevésbé súlyos esetek aktív szénre, a súlyosabbak állatorvosi segítségre szorulnak.

### Egyéb betegségek
- Cushing-szindróma
- cukorbetegség
- A kutya térdficama
- Kutyák hasnyálmirigy-gyulladása
- Szájüregi daganatok
- Tacskóbénulás

## A kutya intelligenciája
A kutyák igazából embernek képzelik magukat, valószínűleg egy gyereknek.
A kutyák képesek tanulni, alkalmazkodni a környezethez. A kutya falkában élő állat, és mint ilyen, könnyen megérti a környezetében az emberek (és állatok) közötti társadalmi kapcsolatot, hierarchiát. Az emberrel együtt töltött évezredek alatt a kutya és az ember megtanult együtt dolgozni. A kutyák képesek a gazdájukat utánozva tanulni, illetve a megfigyelt cselekvést a saját lehetőségeikre alkalmazni (amit a gazda a kezével csinált a kutya a szájával, vagy fordítva). Az együttélés során megfigyeli a gazdáját, és szinte olvas a gondolataiban, apró viselkedési jelekből igen pontosan meg tudja becsülni a gazda terveit, illetve, ha megoldhatatlannak tűnő feladattal szembesül – ellentétben a farkassal –, képes gazdája segítségét kérni. A kutya a csecsemőkhöz hasonlóan felismeri az ember kommunikációs szándékát. A farkassal és a csimpánzzal ellentétben a kutya szemének ínhártyája („szeme fehérje”) általában fehér színű, ezért a szemállása, tekintetének iránya jól felismerhető, így a kutya és az ember képes követni egymás tekintetét, illetve utasítást, információt tud egymásnak átadni a tekintetével.
A kutya tanulási képességeinek a megítélése eléggé ellentmondásos, a 19. század közepéig az a szemlélet élt, hogy a kutya „lelketlen oktalan állat”, ugyanakkor időnként erős túlzások is napvilágot látnak, mely szerint a kutyák megtaníthatóak emberi nyelven beszélni vagy olvasni. Arra, hogy a kutyák képesek olvasni, több demonstráció is található különböző megosztó oldalakon, de az alapos vizsgálatok kimutatták, hogy nem olvasásról, hanem képfelismerésről van szó. az azonban elmondható, hogy az adott feladatra tenyésztett munkakutyák a feladatot, amelyre tenyésztették őket, könnyen megtanulják.
A népszerűsítő irodalomban a kutya intelligenciáját gyakran különböző korú csecsemőkhöz szokták hasonlítani. Ez azonban gyakran félrevezető, mivel a különböző képességek összehasonlítása alapján eltérő eredményekre vezet.
Ausztrál kutatók megfigyelése szerint a fogságban tartott dingók képesek eszközhasználatra: egy magasan levő tárgyat úgy értek el, hogy a kennelben található állványt odahúzták és arra felmásztak.

### Kommunikáció
Négy hetes korukra a kiskutyák már használnak minden, a kutyáktól hallható hangjelet. Az ugatás jelezhet izgatottságot, ember jelenlétét, vagy kísérhet küzdelmet, de szoktak csatlakozni más ugató kutyákhoz. A kommunikáció nagyobb részét a diszkrét testbeszéd, a szagok, a szűkölés/nyüszítés és a morgás teszi ki. A legtöbb kommunikációs eszközzel csak közelre jeleznek, távolra csak az ugatást és a vonítást használják.

### A kutya kapcsolata az emberrel
A kutya az ember legjobb barátja

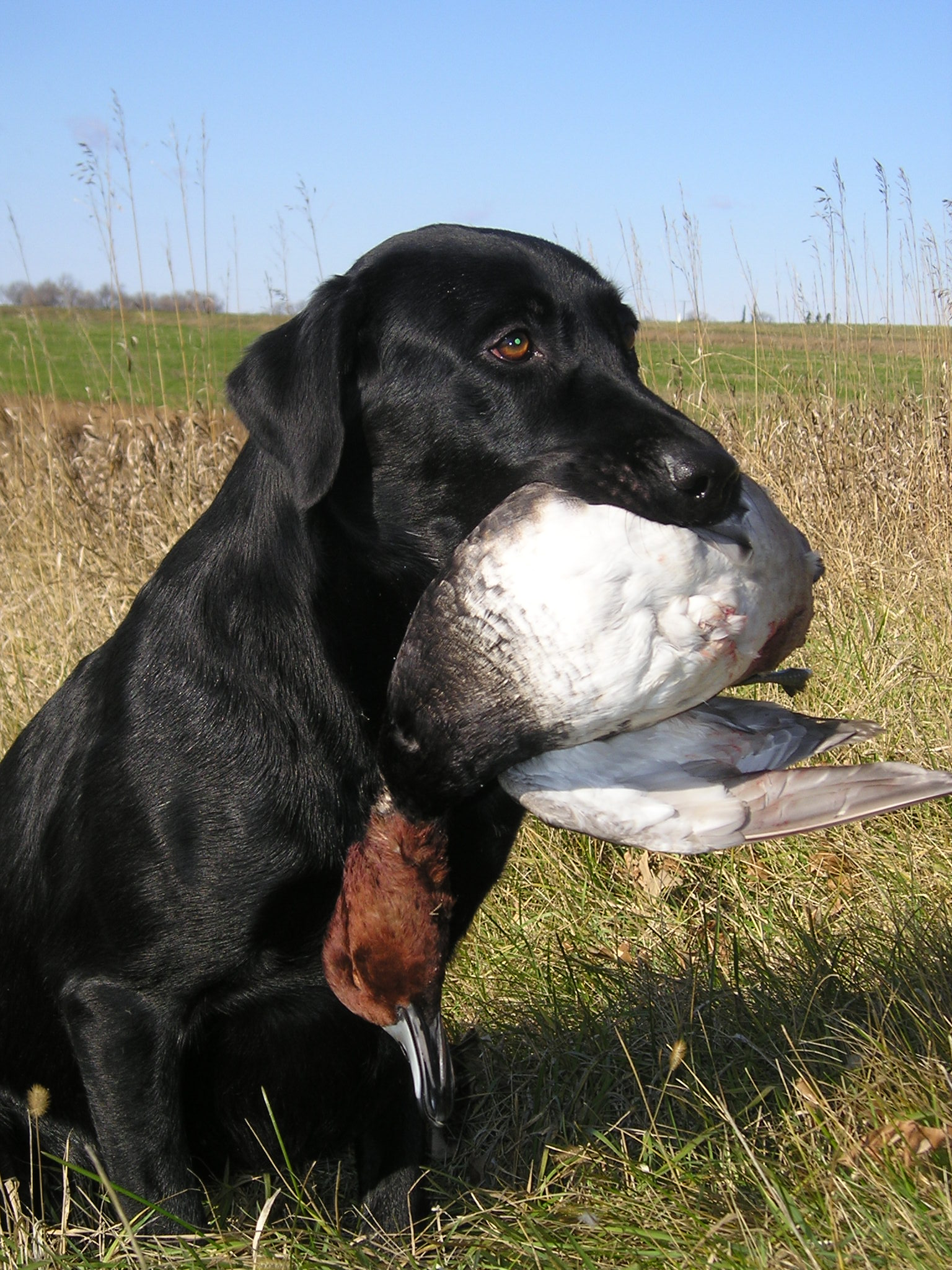
A kutya átadja a zsákmányt a gazdájának

A kutya és az ember kapcsolata koronként és helyenként eltérő, hiszen van, hogy a kutya házikedvenc, van, hogy munkaeszköz, nélkülözhetetlen segítő, vagy élelemforrás.
A kutya és ember közötti kapcsolat leírására alapvetően két modellt használnak.
Az egyik a kutya és az ember közötti kapcsolatot a farkasfalkában megfigyelt (az újabb kutatások által megkérdőjelezett) erős hierarchikus viszony alapján írja le, ahol az ember a megkérdőjelezhetetlen tekintélyű domináns fél.
A másik szemlélet szerint a kutyának az emberi családban betöltött pozíciója alapján a kutyához, mint bébimorf lényekhez közelítenek, mivel sok családban a kutyák a kisgyerekéhez hasonló pozíciót foglalnak el.
A korszerűbb vizsgálatok a „kutya az ember legjobb barátja” szemlélet alapján árnyaltabb képet alakítottak ki a kapcsolat működéséről, ahol a két faj egyedei között egyfajta kölcsönös szövetséget tételeznek fel, amely szerint az ember gondoskodik a kutyáról, a kutya pedig segíti a gazdáját (vadászkutya, vakvezető kutya).
A vizsgálatok eredménye szerint a kutya a farkassal ellentétben határozottan megkülönbözteti a gazdáját a többi embertől, és ragaszkodik hozzá. Ez a ragaszkodás eltér az anyjához való ragaszkodástól, mivel az egyed fejlődése során nem gyengül, emiatt valószínűleg attól eltérő mechanizmusokra vezethető vissza. A kutya-ember közötti különleges kapcsolat mögött valószínűleg az szerepel, hogy azok a kutyák kaptak több figyelmet, illetve szaporodási lehetőséget, amelyek nagyobb mértékben voltak képesek a gazdájukkal együttműködni.
Az emberek ragaszkodását a kutyához kérdőíves felméréssel mérték. Az eredmény szerint az egyedülállók jobban kötődtek, mint a gyermektelen családok, a családban élő gyermekek számával nagyjából arányosan csökkent a felnőttek kötődése a kutyához.

#### A kutyahűség
A kultúrában a kutya sokszor a hűség jelképeként jelenik meg, ami a gazdájáért és annak családjáért az életét is örömmel feláldozza. Ez a kép a kutya falkaviselkedésének megfigyeléséből ered. A kutya a gazdáját és annak családját (jó esetben) falkavezérnek, illetve felettes falkatagnak tekinti, akiknek a megvédése az ő feladata.[forrás?]
Azok az esetek, amikor egy kutya a gazdáit nagy (esetleg kontinensnyi) távolságot megtéve is megkereste (Eric Knight: Lassie hazatér), vagy egy kutyaéleten át várnak gazdájukra (Argosz, Hacsikó) - bár fordulnak elő hasonló dokumentált esetek - kivételesnek tekinthetőek, inkább az irodalom tárgykörébe tartoznak. Ilyenkor a tipikus viselkedés, hogy a kutya keres magának másik falkát (gazdát vagy „valódi kutyafalkát”), amelyet aztán épp úgy védelmez, mint az „eredeti” családját.[forrás?]

## A kutyatartás egészségügyi hatásai
A kutyákról emberre (és fordítva) sokféle betegség, fertőzés terjedhet át (zoonózis), ennek veszélye megfelelő tartási körülményekkel és immunizálással, féreghajtással minimálisra csökkenthető.[forrás?]
Az egyik leggyakoribb eset a féregfertőzések átterjedése ez emberre, illetve a kötelező védőoltás bevezetése előtt a veszettség okozta a legnagyobb veszélyt az emberekre. A Toxocara canis petéi a kutya ürülékéből az emberi testbe kerülve toxocariasist okozhatnak. Az Amerikai Egyesült Államokban évi 10 ezer új fertőzést diagnosztizálnak, és az ország lakosságának 14%-a fertőzött. Nagy-Britanniában a közparkokból vett talajminták 24%-ában megtalálták a féreg petéit. Ha nincs kezelve, akkor a betegség megtámadja a retinát, és károsítja a látást. A kutya ürülékéből a horogféreg is megbetegítheti az embert, és a larva migrans cutanea betegséget idézheti elő.
A tudományos felmérések vegyesek abból a szempontból, hogy a kutyatartás hatására mennyire válik testileg és szellemileg egészségesebbé az ember. Módszertani hibák miatt kritizálták azokat az eredményeket, amelyek egyértelműen pozitív hatást mutattak ki, és azt állapították meg, hogy az idősek egészsége inkább társadalmi helyzetüktől és személyi higiéniájuktól függ, mint egy társállat jelenlététől. A korábbi tesztek szerint a kutya- és macskatartás tartás javítja a család egészségi állapotát, csökkenti az orvoslátogatások számát, illetve egyes betegségek esetén jelentősen javítja a túlélési esélyeket.
Egy 2005-ös cikkben azt írták, hogy nem sikerült megerősíteni a korábbi egyértelműen pozitív eredményeket az idősek esetén, viszont a gyerekek kevesebbet hiányoztak az iskolából, ha volt társállatuk. Egy másik tanulmányban az új gazdák a kisebb egészségügyi problémák megritkulásáról számoltak be az első hónapban, és amely hatás tartós maradt a kutyásoknál.
A kutyások többet mozognak, mint a macskatartók, vagy azok, akik nem tartanak állatot. Az állatokat nem tartók között nem volt szignifikáns egészségváltozás a vizsgált időtartam alatt. Az eredmények szerint mégis van pozitív hatása az állattartásnak, ami a kutyásoknál tartós. Az állattartók nagyobb eséllyel élték túl a szívkoszorúér-betegséget, és a kutyásoknál az akut miokardiális infarktus egyéves túlélése is gyakoribb volt, mint a többi embernél.

## A kutyák szerepe az orvostudományi kutatásokban

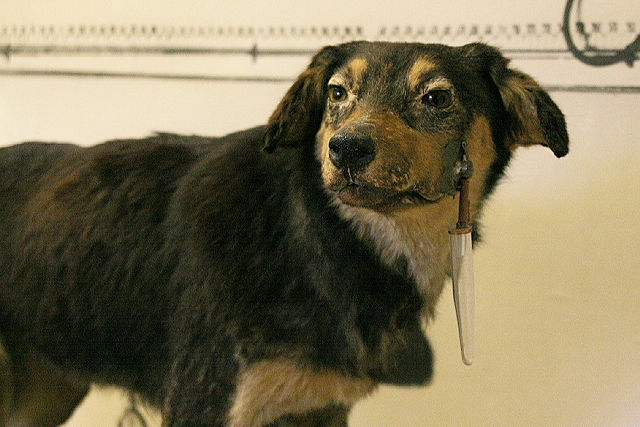
Pavlov kutyája, Pavlov Múzeum, Rjazany, 2005

A kutyák hosszú időn keresztül – kísérleti alanyokként – alapvető szerepet játszottak az orvostudományi kutatásokban. Így a különböző műtéti eljárások kidolgozásában, a hatóanyagok hatásmechanizmusainak kiderítésében, a csont- és porcszövet regenerációjának tanulmányozásában. Ez utóbbiakban kiemelkedő szerepe volt Krompecher István debreceni egyetemi tanárnak, az MTA rendes tagjának, aki alapvető kísérleteit kutyákon végezte. Kutyákon végezte a feltételes reflexek mechanizmusát tisztázó híres kísérleteit Pavlov – a közömbös és feltétlen ingerek időbeli összekapcsolásával –, aki ezek alapján kimutatta, hogy az agykéreg működésének alapvető mechanizmusa az időleges kapcsolatok kialakulása és megszűnése. Pavlov egyik kísérleti kutyáját – a kísérleti kutyák emberiség érdekében hozott áldozata emlékének tisztelegve – a Pavlov múzeumban, Szentpéterváron szobor is őrzi. Ma már az állatkísérleteket lehetőség szerint sejttenyészeteken, illetve egyéb objektumokon végzett vizsgálatokkal helyettesítik. Állatkísérletről bővebben a zug.hu Állatbarát Web Kuckóban olvashatunk.

## A kutya agressziója
A csoporton belüli agresszió feladata a szűkösen rendelkezésre álló erőforrások elosztása. Az agresszió nem csak harcban nyilvánul meg, hanem pózolásokban és egyéb rituális cselekedetekben is. Ennek az oka valószínűleg az, hogy harc esetén a győztes is megsérülhet, illetve a harc belőle is energiákat vesz ki, ami az egész falka rövidtávú túlélési esélyeit rontja.

## A kutyatámadások
A kutyatámadások nem csak egészségügyi, de lelki, illetve komoly anyagi terhet is rónak a társadalomra, hiszen a gyógykezelés és a munkából való kiesés is jelentős.
A kutyatámadásokkal kapcsolatos felmérésekkel kapcsolatban több módszertani probléma is felmerül. Ezek között szerepel a felmérés reprezentativitásának kérdése, vagyis hogy mikor tekinthető egy vizsgálat reprezentatívnak a kutyákra, illetve az emberekre nézve.
A kockázatok alapvetően három csoportba oszthatóak:
1. Társsal kapcsolatos kockázat, amely az ember-kutya kapcsolatból fakadó kockázatokat tartalmazza
2. Helyzettel kapcsolatos kockázat, amely az adott szituációból adódó kockázatokat foglalja össze
3. Szocializációval kapcsolatos kockázatok

A kockázatelemzés figyelmen kívül hagyása általában részrehajláshoz vezet, ami minden esetben a kutyát teszi felelőssé a támadásért.
A veszélyes fajták felmérését szolgáló különböző vizsgálatok eltérő fajtákat találtak veszélyesnek, a német juhászkutya illetve a Golden retriever fajták azonban a legtöbb felmérés szerint a legveszélyesebb között szerepelnek. Más felmérések szerint azonban a kisebb termetű kutyafajták agresszióját könnyen elnézik; gyakrabban harapnak, mint ahogy gondolnánk.
A kutyatámadások jelentős részben családon belül történnek, amikor a család kutyája a gyereket, esetleg a nehezen mozgó nagyszülőt támadja meg.
Egy egészséges kutya ok nélkül nem támad. A támadás okai megérthetők és megelőzhetők, ha a kutyák viselkedésének módját ismerik. Ha a család odafigyel a kutya egészségi állapotára, illetve arra, hogy a kutyának ne legyen oka támadni, akkor a támadások túlnyomó része elkerülhető.
A kutyatámadásokról kialakult képet torzítja, hogy azok a ritka esetek kapnak nagy nyilvánosságot, amikor egy kutya megtámadott valakit (különösen gyereket), nem hír az a mindennapos jelenség, hogy egy kutya hosszan tűri, ha egy kisgyerek bántalmazza. Egy Coloradóban készült felmérés szerint a gyerekeket ért harapások kevésbé súlyosak, mint a felnőttek által elszenvedettek.

## Kutyák az emberek szolgálatában
A farkasok, és kutya utódaik hasznot húztak az ember közelségéből: biztonságosabb élet, biztosabb ellátás, kisebb kalóriaigény, és nagyobb esélyek a szaporodásra. Az ember felegyenesedett testtartása és jobb látása segített megtalálni a ragadozókat és a zsákmányt is. Az ember eszközhasználata segített leterítenie a nagyobb zsákmányállatokat is.
Az ember számára a kutya több szempontból is hasznosnak bizonyult. A maradékok eltakarításával egészségesebbé tette a tábort, és alvás közben melegítette gazdáját. A három kutyás éjszaka egy aborigó kifejezés a nagyon hideg éjszakára. A kutya jelezte az idegeneket és a ragadozókat is.
Az antropológusok szerint az ember számára a kutya kifinomult szaglása volt a legnagyobb segítség vadászat közben. Gyakran a vadászat sikerének és a kutya jelenlétének összefüggését tekintik a farkas háziasításának legfőbb okaként. Ezt az elképzelést egy 2004-es kísérlet is támogatta, mivel a kutyás vadászok tényleg mérhetően sikeresebbek voltak a kutya nélkül vadászóknál.
Az ember és a kutya együttélése nagy mértékben javította az emberi közösségek fennmaradását, és a kutya háziasítása kulcsfontosságú tényező lehetett az ember sikeressé válásához.
Az együttélés évezredei alatt az ember és a kutya egyre több feladatban találta meg az együttműködés lehetőségét.
A kutya annyi feladatban segítette az embert, hogy méltán nevezik az ember legjobb barátjának több nyelven is. Fokozatosan kialakultak azok a feladatkörök, amelyeket a kutyák ügyesen el tudnak látni. Vannak pásztorkutyák, vadászkutyák, rágcsálóirtásra kitenyésztett fajták, rendőrkutyák, és társállatok. Ezek a feladatok a gazdasági társadalmi változásokkal folyamatosan változnak. 1957-ben Lajka, a husky-terrier keverék lett az első állat, akit Föld körüli pályára küldtek. Már a kilövés közben meghalt.
Az embert munkájukkal segítő kutyákat és fajtákat munkakutyáknak nevezik. Néhány ilyen fajta: akita, alaszkai malamut, a berni pásztorkutya, az orosz fekete terrier, a bokszer, a bullmasztiff, a doberman, a bordeaux-i dog, a német pincser, a német juhászkutya, az óriás schnauzer, a német dog, a pireneusi hegyikutya, a nagy svájci havasi kutya, a komondor, a kuvasz, az angol masztiff, a nápolyi masztiff, az újfundlandi, a portugál vízikutya, a rottweiler, a bernáthegyi, a szamojéd, a szibériai husky, a közép schnauzer és a tibeti masztiff.

### Vadászkutyák
A kutyák és emberek együttműködése legrégebben valószínűleg a vadászat során alakulhatott ki. A kutya a vadászat során többféleképpen segíthet a vad elejtésében.

#### Falkavadászat

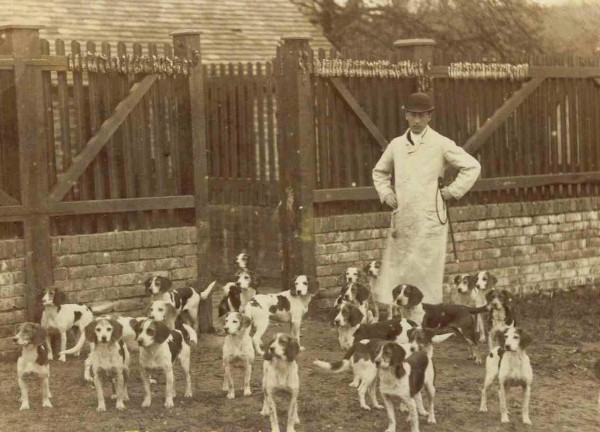
beagle falka

A falkavadászat általában társadalmi esemény. Alapvetően két fajtája van: a gyalogos és lovas falkavadászat. Azt, hogy gyalogos, vagy lovasvadászatot tartanak, elsősorban a terepviszonyok határozzák meg. A falkavadászatra többféle fajtát is használnak, egy falka azonban mindig azonos fajtájú kutyákból áll. Az ismertebb falkavadász kutyák a beagle, basset hound, francia kopó. Falkával általában rókára, szarvasra, vidrára, vagy vonszalékra vadásznak. A vonszalék mesterséges zsákmány.

#### A vizslák

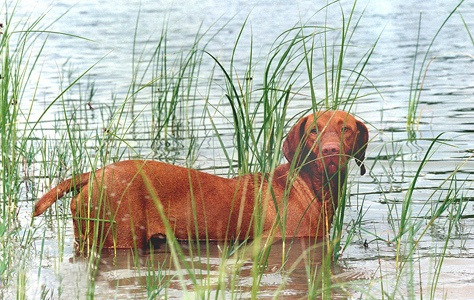
Rövidszőrű magyar vizsla

A vizslák a kutyavilág arisztokratái. Minden jelentős vadásznemzet kitenyésztette a saját vizslafajtáját (német vizsla, rövidszőrű magyar vizsla, drótszőrű magyar vizsla). Ezek a kutyák a rajongóik szerint az összes vadászkutya feladatát képesek egyedül ellátni. A vizslás vadászat során a vadász előre küldi a kutyát, a kutya megkeresi a zsákmányt, majd az egyik első lábát felemelve jelzi annak irányát, majd a lövés után a vadat felkutatja, és a gazdájához viszi.

#### Vérebek
A lőfegyverek elterjedésével megszaporodtak azok az esetek, hogy a vadász a vadat megsebezte, megölni azonban nem tudta. A sebesült állatok felkutatására a XV. század folyamán kitenyésztették a vérebeket. A vérebek a vadászat után felkutatják a lövés helyétől indulva a sebesült állatot. Ha a zsákmány még él, akkor csaholásával megállítja, amíg a vadász odaér és megöli (állóra csahol). Ha a zsákmány már kimúlt, csaholással odahívja a vadászt (meredtre csahol). Jellegzetes képviselőik az angol véreb (bloodhund), hannoveri véreb (Hannoverscher Schweisshund), bajor hegyi véreb (Bayerischer Gebirgsschweisshund).
A vérebek különlegessége, hogy nem a friss nyomot, hanem a hideg nyomot (2-24 órásat) kell tudnia követni, mivel a feladatuk a vadászat befejezésével kezdődik.

### Juhászkutyák

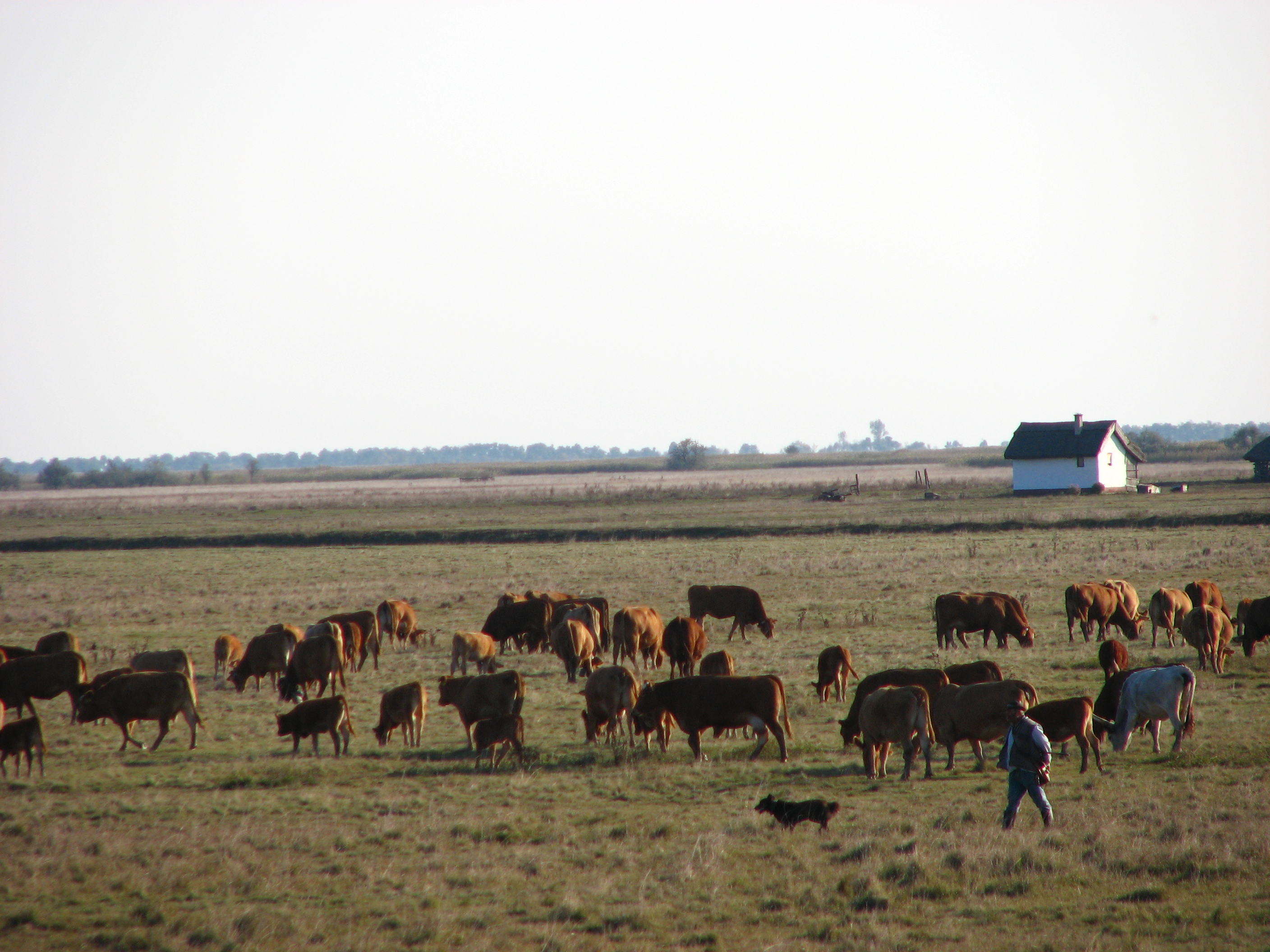
Életkép

Valószínű, hogy a vadászat mellett a nyáj, illetve a pásztor őrzése volt a farkasokkal, és az egyéb ragadozókkal szemben. A római Marcus Terentius Varro a következőt írta a pásztorkutyákról: „...legyenek elég erősek a farkassal való küzdelemre, és eléggé gyorsak ahhoz, hogy követhessék a fenevadat, és elragadják tőle zsákmányát”.
Ahogy az idők folyamán a legelők zsugorodtak, a vetésterületek növekedtek, illetve ritkultak a jószágra veszélyt jelentő ragadozók, egyre fontosabbá váltak a kisebb testű, fürgébb terelőkutyák, hogy megakadályozzák, hogy a nyáj a vetésbe tévedjen. A pásztorkutyák feladatai itt kettéváltak. A nagytestű lomha de erős és rettenthetetlen nyájőrző kutyákra, (kuvasz, komondor) illetve a terelőkutyákra (puli, pumi). A nagytestű kutyák egy részének pedig megváltozott a feladata, és beköltözött a falvakba házőrzőnek, vagy a vetés védelmezőjének.

### Szánhúzó kutyák

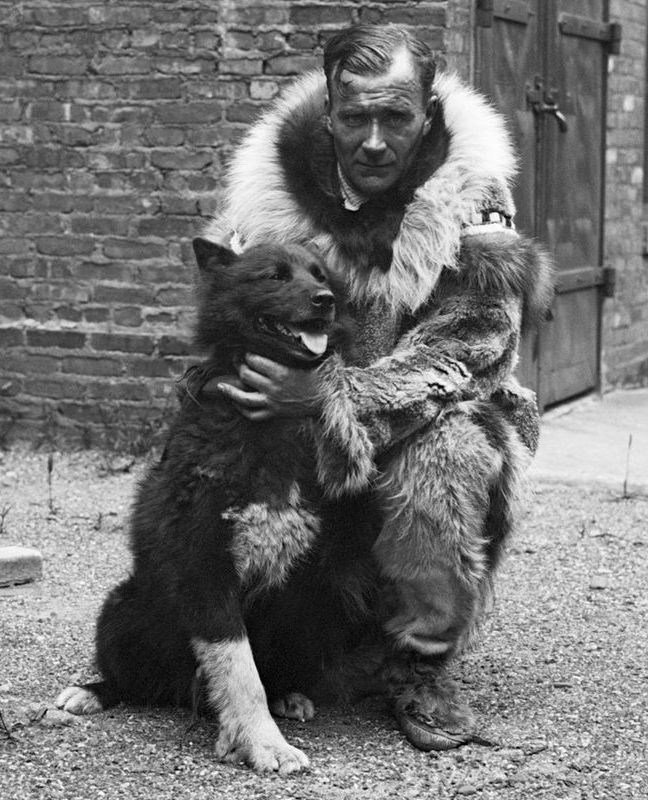
Balto, a szánhúzó kutya és gazdája

A szánhúzó kutyák az eszkimók nélkülözhetetlen társai. Télen húzza a szánt, nyáron felmálházva cipeli a terhet, hálók vontatásával segíti a halászatot, végszükség esetén élelemként segíti a gazdáját.
Szánhúzásnál általában korlátozzák a teher összsúlyát a húzó kutyák súlyának másfélszeresére. Ilyen terhelés esetén a fogat átlagosan 10-12 kilométert tud átlagosan megtenni óránként. Ez azonban függ a tehertől, az időjárástól, a kutyák kondíciójától, illetve a terep adottságaitól. A leghosszabb hiteles távolság, amit feljegyeztek, 18 óra alatt 100 mérföld.

### Segítőkutyák

#### Vakvezető kutyák

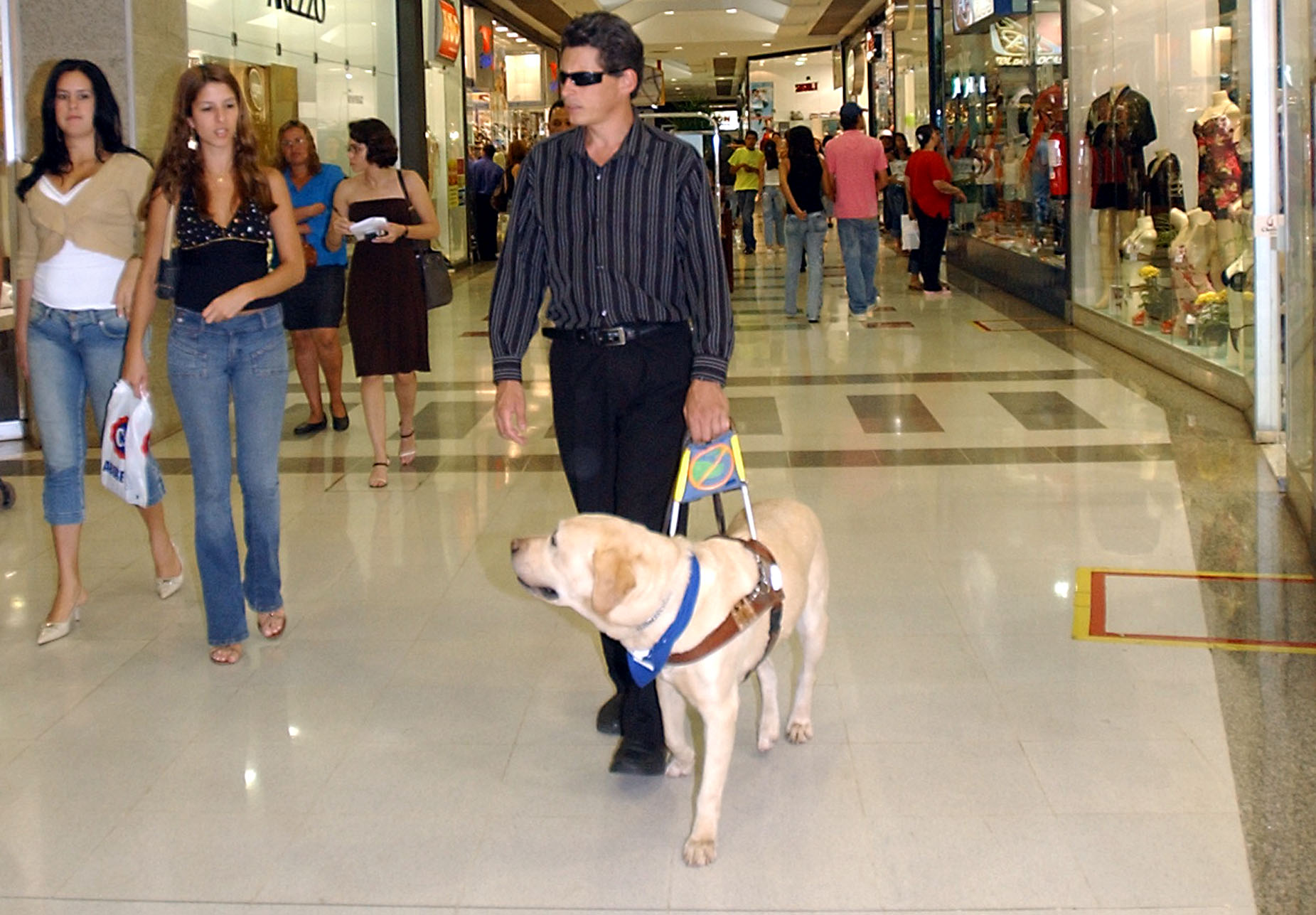
Vakvezető kutya a gazdájával Brazíliában

A vak embert a kutyájával sokszor már távolról észre lehet venni az ember fehér botjáról és a kutya jellegzetes hámjáról, amin korábban a vörös kereszt, manapság pedig törvényi előírás, hogy az ebet kiképző intézmény logója jelzi, hogy a kutya segíti a gazdáját. A vakvezető kutyák, azon kívül, hogy ellátják egy házi kedvenc feladatait, segítik a gazdájukat a közlekedésben, segítenek kikerülni az útakadályokat, gödröket, illetve megoldani az egyéb, mindennapi életben felmerülő problémákat. Magyarországon a vakoknak csak kevesebb, mint egy százalékának van ilyen segítőtársa.

#### Halló kutyák
A hallássérülteket (siketeket és nagyothallókat) segítő kutyák a vakvezetőkhöz hasonló képzést kapnak, azonban nem a gazdájuk útjába kerülő akadályokat, hanem a különböző hangokat, zajokat (telefon, csengő, autó) jelzik a gazdájuknak. A Sue Thomas - FBI című amerikai filmsorozat egy hallássérült Szövetségi Nyomozóiroda ügynökről és kutyának kalandjairól szól

#### Rohamjelző kutyák
A rohamjelző kutyák a hirtelen rosszullétél járó betegségek – általában epilepszia vagy diabétesz – esetén a rosszullét előrejelzésével, illetve a roham alatt segítség hívásával tudnak segíteni a gazdájuknak. Amennyiben a kutyának sikerül a rosszullétet előre jelezni, a gazda megelőzheti a rohamot, illetve biztonságba helyezheti magát. A kutyával rendelkezők magabiztosabbak, könnyebben teremtenek másokkal kapcsolatot, rohamaik gyakran ritkulnak, és azok erőssége csökken.

#### Mozgássérült-segítő kutyák
A mozgássérülteket segítő kutyák Magyarországon még kevésbé elterjedtek, mint Európa többi országában, vagy az Egyesült Államokban. A mozgássérült-segítő kutyák a gazda igényeinek megfelelően felvehetnek tárgyakat a földről, különböző tárgyakat vihetnek a gazdájuknak, ajtót nyithatnak, villanyt kapcsolhatnak stb. Mindemellett nagyon fontos lelki támaszt nyújtanak gazdájuknak.
A kutyák képzése 1,5–2 évig tart, és legfontosabb része a szocializáció, hogy a kutya minden olyan helyzetben, amivel a gazdája mellett találkozhat, barátságosan tudjon viselkedni.

#### Terápiás kutyák
A terápiás kutyák alkalmazásakor a kutyának az emberre gyakorolt pszichológiai hatásait használják ki.A tapasztalatok szerint a kutya jelenléte, simogatása csökkenti a vérnyomást, a stresszhormonok szintjét, a szorongás enyhül.

#### Egyéb segítőkutyák
Képeznek kutyákat allergiásoknak az allergének jelzésére, ezzel a véletlen rosszullétek esélyét csökkentik. Egyes állatok a daganatos betegségeket képesek jelezni

### Hadi kutyák
Már az ókori ábrázolásokon is megjelentek a kutyák harci körülmények között. A gyarmatosítások során is jegyeztek fel harcban részt vevő ebekről.
Reguláris körülmények között először a Német Császári Hadsereg használt kutyákat 1884-től.
Harci körülmények között a kutyákat a felderítők, előőrsök jelzőkutyaként használták a váratlan rajtaütések jelzésére.

### Társállatok
A külterjes állattartás visszaszorulásával, a városi élet elterjedésével a kutyatartás a szorító gazdasági szükség helyett egyre inkább hobbi, kedvtelés lett. Egyre több kutyafajta esetén figyelhető meg, hogy az eredeti szerepkörében fontos összetett viselkedési minták helyett a tenyésztők előnyben részesítik a divatos megjelenési jegyeket, emiatt egyre több a groteszk megjelenésű vagy viselkedésű kutya.
„A legelterjedtebb fajközi kapcsolat az ember és a kutya között alakult ki.” A kutyák társállatként való tartása hosszú történelemre tekint vissza a társadalom vezető rétegében. Az Izraelben az Ain Mallaha partján a Natufian kultúra egyik 12000 éves sírhelyén egy idős férfit és egy négy-öt hónapos kiskutyát együtt temettek el. A második világháborút követően az urbanizáció miatt megugrott a kedvencként tartott kutyák száma. Az 1950-es és 1960-as években többet tartották kint a kutyákat, mint ma, és még mindig külön szerepkörük volt, mint a házőrzés vagy a gyerekek játszótársa. Az 1980-as évektől a kutya, mint házikedvenc inkább érzelmileg támogatta az embert. Az ember és a kutya egyre inkább együtt élt, és a kutya lassanként a család belső életének részévé vált.
A kutya, mint társ további átalakuláson ment át. Egyrészt viselkedésével és személyiségével meg kell felelnie az ember várakozásainak, másrészt nekünk is el kell fogadnunk a kutyát kutyaként, és így kell befogadnunk a mindennapi életünkbe.
Az ipar rengeteg különféle eszközzel segíti a kutyával, mint házikedvenccel való foglalkozást. A cikkek, szolgáltatások és helyek száma megnőtt. Vannak kutyák számára készült parfümök, ruhák, kutyaházak, kutyakozmetika, kutyákra szakosodott terapeuták, trénerek és gondnokok, kutyakávézók, parkok, sétányok és partok, sőt szállók, légijáratok és temetők is. A kutyaiskola, mint szervezett aktivitás egészen a 18. századig visszavezethető, de a 20. század utolsó évtizedében különösen fontossá vált, mivel a kutya új szerepével nem fértek össze annak öröklött magatartásmintái, mint az ásás, az ugatás, az ugrándozás, a porban hempergés, a harc és a vizelettel, széklettel történő területmegjelölés. A kutya neveléséhez egyre több könyv, tanfolyam és tévéműsor jelent meg.
Legtöbb kortársunk családtagként írja le kutyáját, habár családjukat nem ember-kutya vegyes családként tartják számon. Egyes kutyaoktatók, például Cesar Millen a dominanciamodellt népszerűsítik. Ezzel szemben vitatott, hogy mennyire jellemző a rangsorrend az ember-kutya kapcsolatra. A kutya aktív szerephez jut a családban: kapcsolatba lépnek vele, beszélnek hozzá vagy rajta keresztül szólnak a családtagjaikhoz. A kutyapanziók fontos szoltáltatást nyújtanak a gazdák esetleges távolléte esetére.
Egy másik kutatás szerint sok kutya bekapcsolódik a családi rutinokba, például behozza az újságot a sövényről vagy mosogatás előtt lenyalogatja a tányérokat. Másrészt a család is alkalmazkodik a kutya igényeihez és szükségletéhez, vagy amikbe a kutyát is bevonják, például a tánc vagy a jóga kutyával.
A mágneses rezonanciavizsgálatok szerint a kutyák ugyanazzal az agyterületükkel értelmezik a hangokat, mint az ember, és megértik az emberi érzelmeket kifejező hangokat is, amitől az ember barátai lehetnek.

### Versenyeztetésük
Az emberek gyakran kutyáikkal versenyeznek, kiállításokat tartanak és sporteseményeket szerveznek számukra, ródlizást, futást és agilityt.
A kiállításokon a fajtatiszta kutyákat az adott fajtát jól ismerő bírálók értékelik a fajta standardja szerint. A kiállításokon csak a külső megjelenést és a mozgást értékelik, a csak teszttel kimutatható tulajdonságokat nem veszik figyelembe.

## Kutyás sportok
Sok gazda versenyezteti a kutyáját valamilyen sportban, ide értve a kutya szépségversenyeket, dog dancing, agility, kutyás futás (canicross) stb. A kutyás sportok egy része a kutyák eredeti feladatit igyekszik versenykörnyezeten imitálni, más részük pedig a kutya-gazda kapcsolatot teszi próbára.
Néhány kutyás sport:
- Dogdancing
- Agility
- Terelőkutyák versenye
- Szánhúzás
- Agárverseny
- Flyball
- Belgian Ring

## A kutya szállítása
Személyautóban nem szabad a kutyát felügyelet nélkül hagyni – ahogy egy kisgyereket sem –; meleg időben hőgutát kaphat.
A 2012. évi II. törvény 147. bekezdése és 271/2009. (XII. 1.) Korm. rendelet 20. bekezdése szerint tömegközlekedési eszközön kutya zárt csomagolásban (szállítóboksz) vagy pórázzal és szájkosárban szállítható, azonban az egyes társaságok egyéb szabályokat is előírhatnak

## Törvényi szabályozás
Magyarországon az állatok védelmét az 1998. évi XXVIII. törvény szabályozza. Ez tiltja az állatok kínzását, valamint előírja a velük szemben a jó gazda gondosságának tanúsítását is. A kizárólag a kutyákra vonatkozó rész szerint az ebet az állatvédelmi hatóság egyedileg veszélyesnek minősítheti, ha az fizikai sérülést okozott vagy fizikai vagy pszichikai állapota alapján feltételezhető, hogy az embernek fizikai sérülést okozhat. A veszélyesnek nyilvánított eb szaporítása, versenyeztetése, őrző-védő feladatokra való tartása, képzése és alkalmazása, az országba való behozatala, az országból történő kivitele tilos.
Az állatvédelmi hatóság elrendeli az eb életének kioltását ha az halálos kimenetelű sérülést okoz embernek és szakértő megállapítja, hogy az eb viselkedése egyértelműen a sérülés okozására irányult. Elrendelheti még akkor is, amennyiben az súlyos vagy maradandó sérülést okoz embernek, tartója 14 napon belül nem válik ismertté, viselkedésproblémáinak megfelelő kezelése nem biztosított, és szakértő megállapítja, hogy viselkedése egyértelműen a sérülés okozására irányult. Az állatvédelmi hatóság az eb azonnali elkobzását, elszállítását és megfelelő helyen való tartását, valamint chippel való megjelölését rendelheti el, ha az súlyos vagy maradandó kimenetelű sérülést okoz embernek, illetve rendeli el, amennyiben az halálos kimenetelű sérülést okoz embernek, vagy amennyiben az ebtartó veszélyes eb tartási engedélyét visszavonják.
Az illetékes önkormányzat az illetékességi területének földrajzilag körülhatárolható részén megtilthatja, vagy korlátozhatja egyes állatfajok tartását a 17/1998. (V. 13.) AB határozat alapján.
2013. január 1-je után a 41/2010. (II. 26.) Korm.rendelet szerint minden 4 hónaposnál idősebb kutyát kötelező transzponderrel (chippel) megjelölni és a megfelelő adatbázisban az állat és a gazda adatait rögzíteni.

### Szabálysértések

#### Veszélyeztetés kutyával
Részlet a 2012. évi II. törvényből :
147. Veszélyeztetés kutyával 

193. § (1) Aki a felügyelete alatt álló kutyát 

a) a település belterületén felügyelet nélkül bocsátja közterületre, vagy kóborolni hagyja, 

b) természeti és védett természeti területen, vagy vadászterületen - a vadászkutya kivételével - póráz nélkül elengedi, vagy kóborolni hagyja,

c) szájkosár és póráz nélkül közforgalmú közlekedési eszközön - vakvezető, illetve mozgáskorlátozottakat segítő kutya kivételével - szállítja, 

d) élelmiszer-elárusító üzletbe, közfürdő területére vagy játszótérre - vakvezető, illetve mozgáskorlátozottakat segítő kutya kivételével - beenged, illetőleg bevisz, szabálysértést követ el.
(2) Aki harapós kutyáját nem zárt helyen tartja, vagy nem helyez el a ház (lakás) bejáratán a harapós kutyára utaló megfelelő figyelmeztető táblát, szabálysértést követ el. 

(3) Az (1) és (2) bekezdésben meghatározott szabálysértés miatt a közterület-felügyelő, természeti és védett természeti területen a természetvédelmi őr, helyi jelentőségű védett természeti területen az önkormányzati természetvédelmi őr is szabhat ki helyszíni bírságot.

#### Veszélyes eb tartásával kapcsolatos kötelezettség megszegése

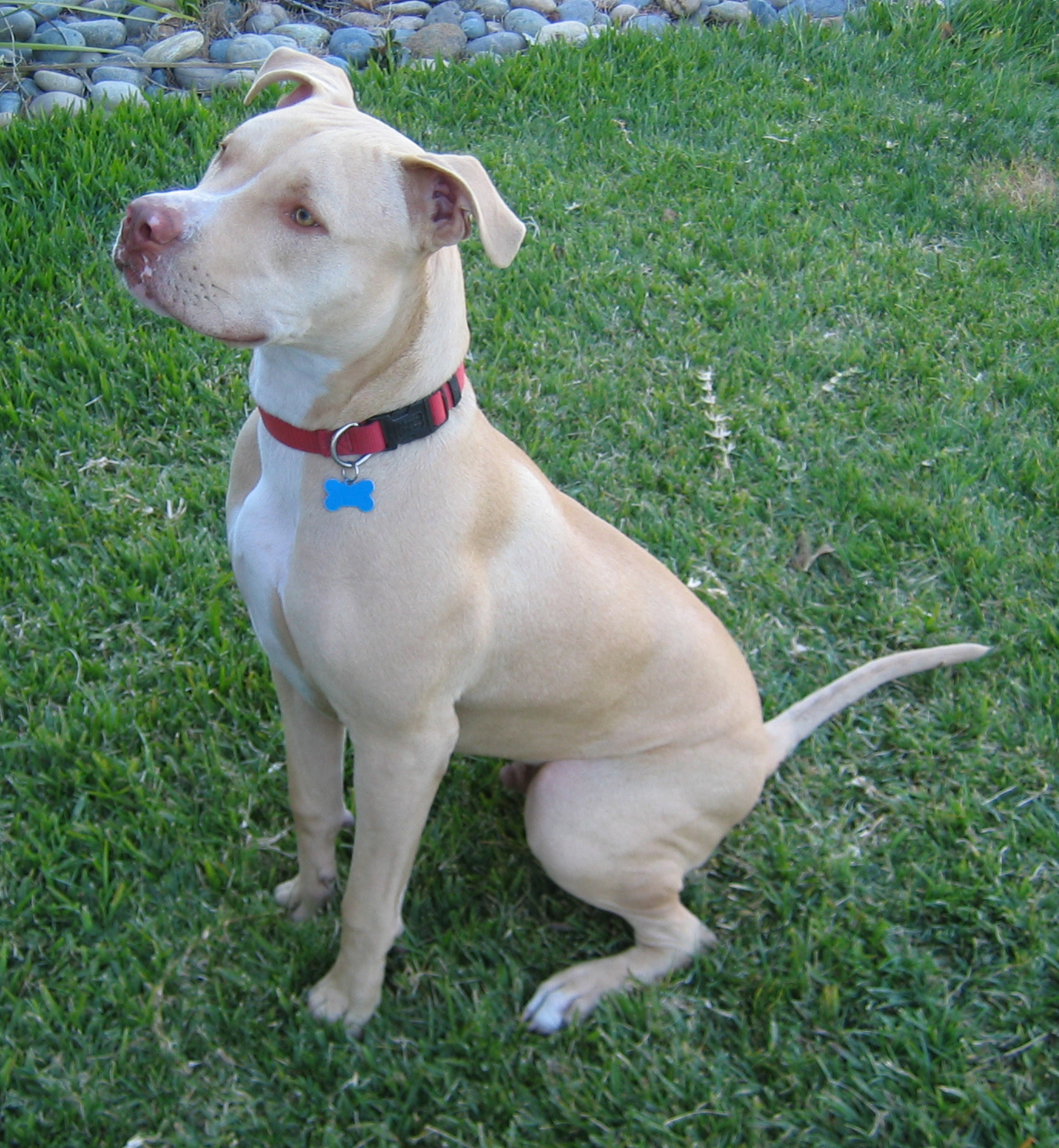
Amerikai pitbull terrier

A veszélyes eb tartásával kapcsolatos kötelezettség megszegése a közbiztonság elleni bűncselekmények csoportjába tartozó bűncselekmény, mely a jogszabályok által közbiztonságot fenyegető jellege miatt veszélyesnek minősített ebekre vonatkozó előírások megszegőit rendeli büntetni.

### A vadászati törvény
A vad védelméről, a vadgazdálkodásról, valamint a vadászatról szóló 1996. évi LV. törvény 30. szakaszának (3) bekezdése a vadászatra jogosult személyeknek megengedi a vadállomány védelmében, a fertőzések továbbterjedésének megakadályozására, a gazdájától elkóborolt (az egyéb törvények értelmében oltott) kutyák és macskák kilövését, de ez nem vonatkozik a felismerhető jellel ellátott, rendeltetésüknek megfelelően alkalmazott vadászkutyára, valamint a vakvezető kutyára (lásd a fenti szakasz (4) bekezdését).

### Ebrendészeti hozzájárulás

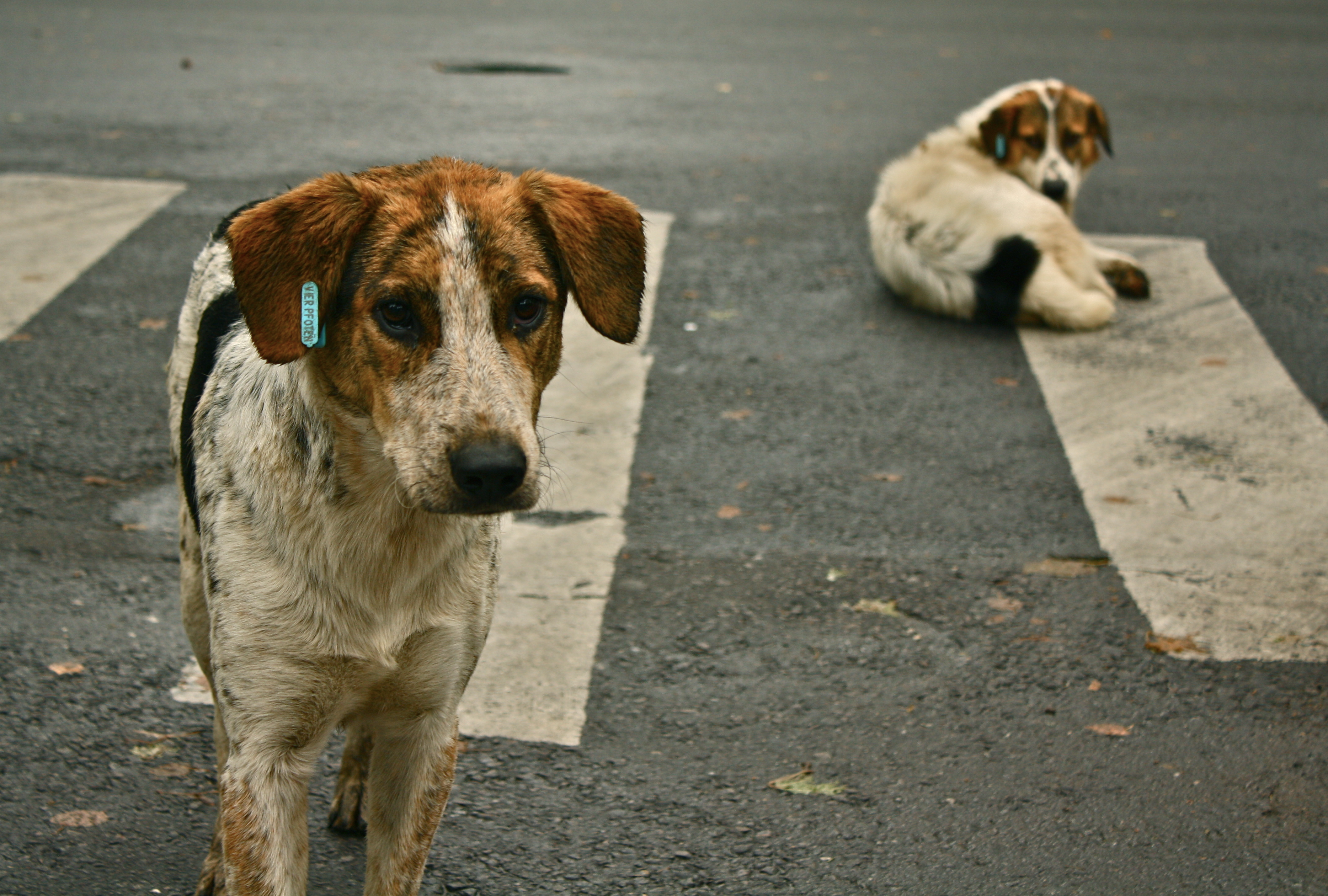
Kóbor kutyák Romániában

A sintér telepeket leváltották az Ebrendészetek. Ezeket állatvédelmi szervezeteknek kellene fenntartani. A törvény szerint az önkormányzatok a kutyák után ebrendészeti hozzájárulást (közkeletű néven ebadót) szedhetnek, amelynek maximális összege 6000 forint, veszélyes kutya esetén 20 000 Ft évente. A kutyatartók adatait háromévente összeírják és nyilvántartják. Az ebadót az állat oltási könyvbe bejegyzett tulajdonosa a tárgyév első napján köteles megfizetni. A törvény előírja, hogy a beszedett ebrendészeti hozzájárulás összegét az önkormányzat köteles állat-egészségügyi, állatjóléti célokra fordítani. Állatvédelemről érdemes olvasni, hiszen fontos a felelős tartáshoz!
Az ebadó alól mentesülnek:
- az ivartalanított, chipezett és regisztrált,
- az őshonos magyar fajtaként törzskönyvezett, magas genetikai értéket képviselő állatok,
- a törvényben felsorolt segítő és munkakutyák, és
- a menhelyről vagy állatvédelmi szervezettől örökbefogadott kutyák.

Az ivartalanított, illetve a chipezett kutyák adómentességet élveznek, előbbivel a felelőtlen szaporítás megakadályozása a cél, utóbbival a kutyák beazonosíthatóvá válása. Így a kutya elvesztés esetén visszajuttatható a gazdához, ha pedig utcára teszi a kutyát, vagy az állat megtámad valakit, könnyen megtalálják a felelőst. A rendeletalkotók reményei szerint ez hosszú távon hozzájárulhat a kutyatartási kultúra javulásához, mivel az emberekben tudatosul, hogy a kutyatartás pénzbe kerül.
A tapasztalatok szerint az ebadótól való félelem miatt egyre többen próbálták meg a kedvencüket menhelyen elhelyezni, illetve megnőtt a kóbor kutyák száma is. Szita Károly, Kaposvár polgármestere további terheket róna a kutyatartókra. Debrecen önkormányzata szerint a beszedéssel járó kötelezettségek teljesítésére az ebadó összege nem elegendő. Korózs András, a Magyar Ebtenyésztők Országos Egyesületének elnöke ebben a formában ellenzi az ebadó bevezetését, mivel már az ebadó hírére is sok gazda igyekszik megszabadulni kutyájától.

## Kóbor kutyák
Azokat a kutyákat, amelyek a gazdájuk (felügyelőjük), nyakörv, vagy egyéb azonosító nélkül tartózkodnak közterületen, sok országban kóbor kutyának tekintik, míg máshol bátorítják a kutyákat, hogy elkóborolva, gondoskodjanak saját élelmezésük egy részéről, Moszkvában például teljesen természetes a kóbor kutyákról való gondoskodás, egy barbár módon megölt Malcsik (Oroszul: Мальчик) nevű kutyának emlékművet is állítottak „könyörület” címen
A felügyelet nélkül a közterületen kóborló kivert, vagy eltévedt kutyák közegészségügyi, illetve közbiztonsági kockázatot jelentenek, hiszen nem kapják meg a védőoltásokat, féregtelenítést, valamint éhesen rátámadhatnak a járókelőkre is.
A gazdájuktól elkóborolt (esetleg a gazdája által kivert kutya) túlélési esélyei meglehetősen rosszak, 
A kóbor kutyák egy része képes kihasználni az ember teremtette városi környezet előnyeit. Etológusok megfigyelése szerint a Moszkvai metróban lakó hozzávetőleg 500 kutya közül körülbelül 20 megtanulta a metróhálózat használatát rendszeresen utazó kóbor kutyák az elhagyott külvárosokban töltik az éjszakát, majd metróval beutaznak a belvárosba, ahol több élelmet találnak, sőt, még a kistestű kutyák koldulnak is, és az alamizsnát megosztják társaikkal. A metróban utazó kutyák rajongói saját honlapot üzemeltetnek
A világ egyik legismertebb kutyája, a Szputnyik–2 utasa Lajka is Moszkva utcáin kóborolva kezdte a pályafutását.

### A kóbor kutyák számának csökkentése
Egy adott területen a kóbor kutyák számát a terület jellegzetességei határozzák meg (élelemforrások, búvóhelyek). A területen a kutyák számát a terület rendezésével, az élelemforrások (a kutyák etetése, szemétkupac, bármi ehető) visszafogásával lehet csökkenteni. Az egyes egyedek befogásával vagy elpusztításával csak időleges eredményeket lehet elérni, azonban egyes helyeken a kóborló állatok akkora problémát okoznak, hogy kilövési engedélyt adnak ki rájuk
Az állatvédők szerint a kóbor kutyák számának csökkentése az állatok azonosíthatóságának (Chipelés, tetoválás) előírásával, ivartalanítással, valamint felvilágosító kampányokkal érhető el. Az egyedi azonosíthatóság segíti a kötelező egészségügyi beavatkozások (veszettség elleni oltás esetleg féreghajtás) ellenőrzését, illetve az eltévedt ebet segít visszajuttatni a gazdájához.

## A kutya a kultúrában
Egy társadalom civilizációja lemérhető abból, ahogyan az állataival bánik.

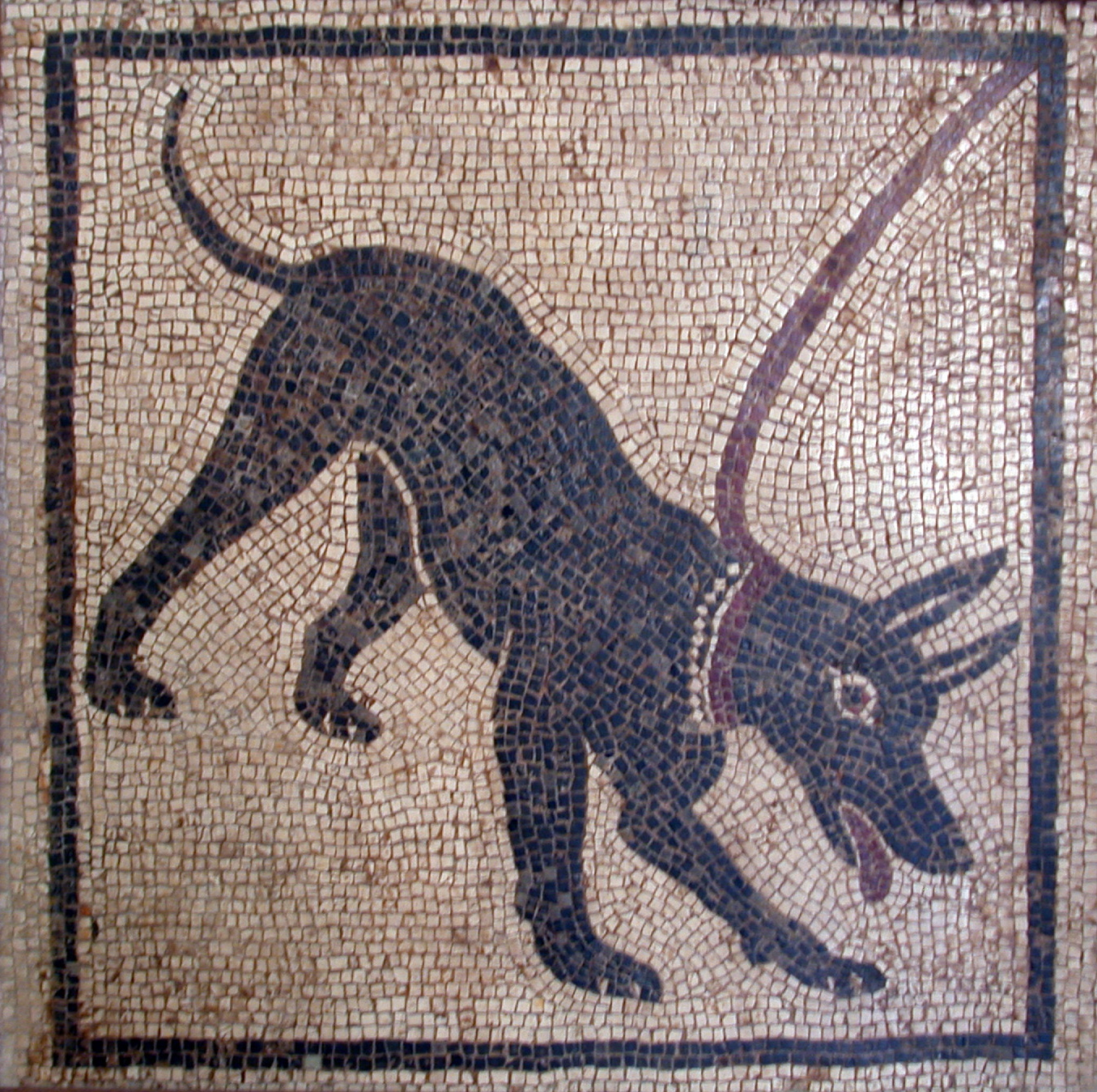
Kutyát ábrázoló mozaik Pompeiiből

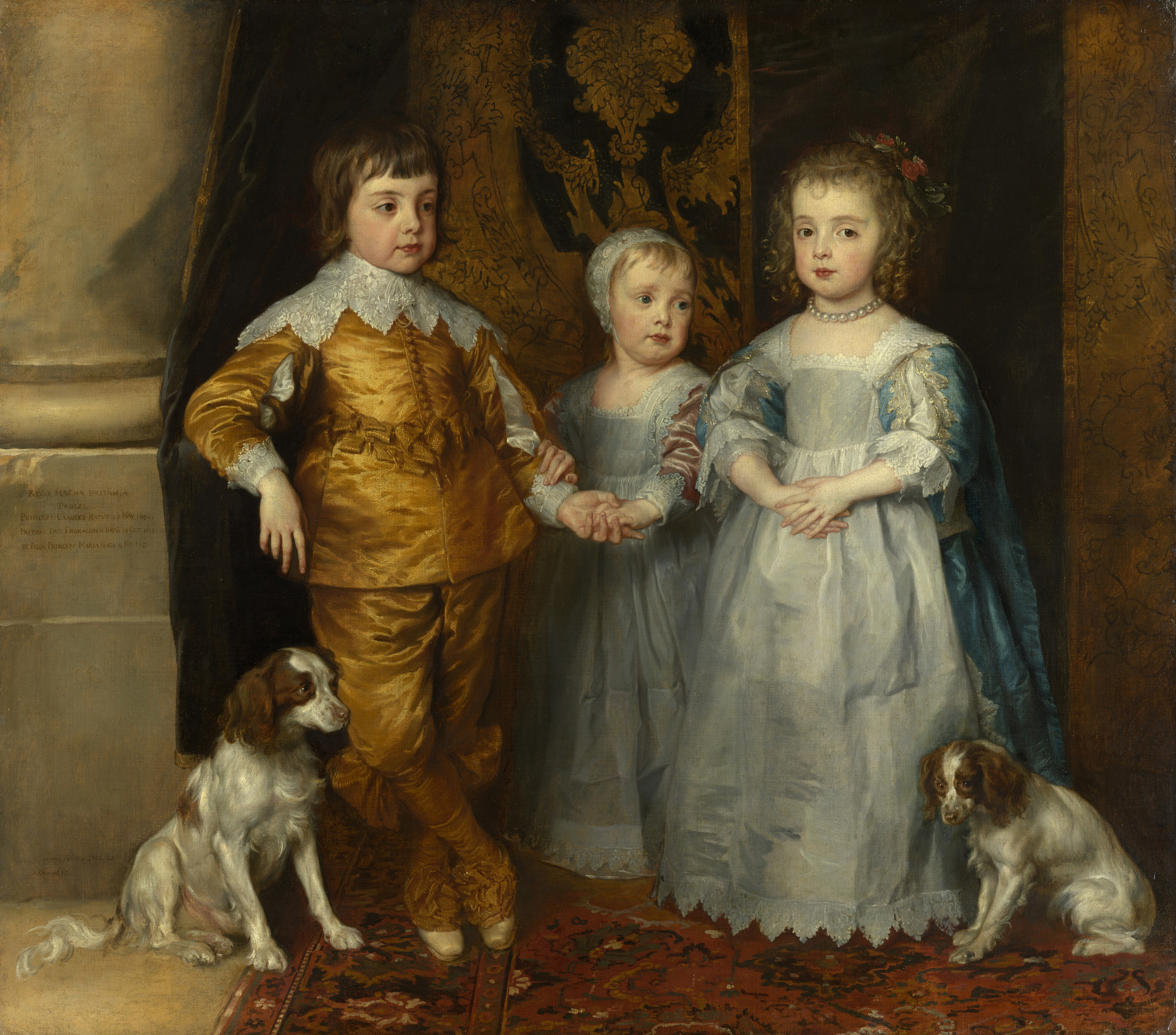
II. Károly angol király spanieljével

A kutyák, mint az első háziasított állatok gyakori totem és kabalaállatok. Általában a hűség és az éberség megtestesítői. A kínai mitológiában engedelmesség és odaadás jelképei is. Egyes kultúrák tűzoltó képességet tulajdonít nekik. A szuka a mindig párzásra kész hetéra jelképe. A különböző kultúrában megszámlálhatatlan jelkép lehet a kutya.
A kutyák ősidők óta az emberrel élnek, rengeteg régi ábrázolás maradt fenn, amelyek kutyát, vagy feltételezhetően kutyát ábrázolnak. A házi kedvencként tartott kutyák az 1950-es, 1960-as évekig a család lakóhelyétől elkülönülten kutyaházban, az udvaron éltek. Házőrzőként, házi kedvencként, illetve sétapartnerként egyaránt szolgálták a családjukat.
A kutya genetikai állományát tekintve nagyon közel áll a farkashoz, azonban a szigorú szelekciós tenyésztésnek köszönhetően olyan mértékben képes beilleszkedni az emberi családba (például felismeri a gazda kommunikációs szándékát, képes követni a tekintetét, megtalálja az ujjal mutatott tárgyat akkor is, ha nincs egyszerre a látóterében a kéz és a mutatott tárgy), hogy sokan családtagnak tekintik, és nem házi kedvencnek.
A városi élet elterjedésével a kutyák beköltöztek a lakásokba, így a kutyák és gazdáik élete egyre szorosabban összefonódott. A városi környezetben a kutyákat az ösztöneik már nem tudják korrekt módon eligazítani, ezért váltak fontossá a kutyaiskolák, ahol a házi kedvencek megtanulhatják a városi élet alapszabályait.

### A kutya mint élelemforrás

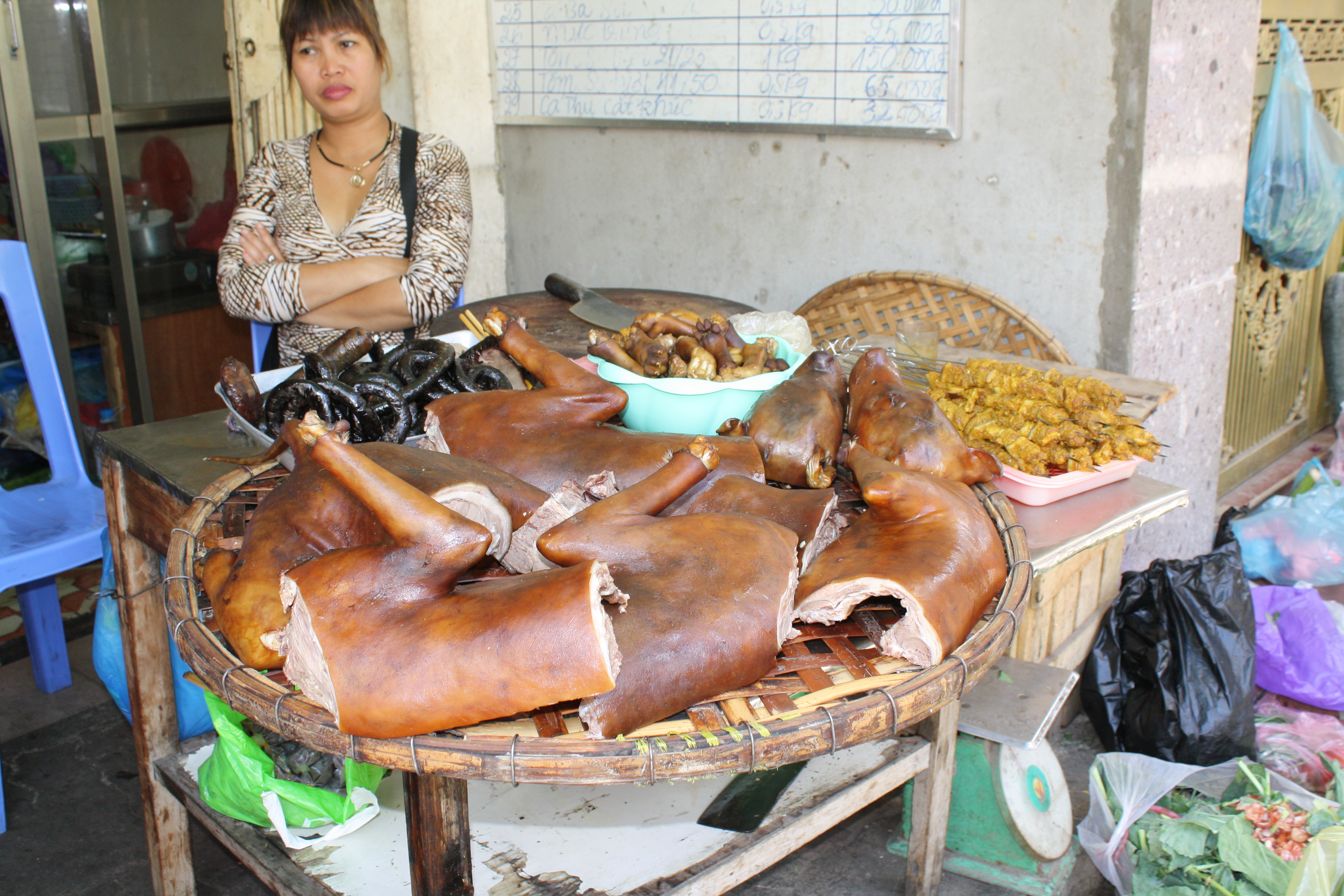
Ételként felszolgált kutyahús Hanoiban, Vietnámban

Kelet-Ázsia némely részén, így Kínában, Koreában és Vietnámban a kutya fogyasztásának hagyománya az ókorig nyúlik vissza. Ázsiában a becslések szerint évente 13–16 millió kutyát esznek meg. A BBC jelentése szerint 1999-ben Dél-Koreában több mint 6000 étterem szolgált fel kutyából készült ételeket. Koreában, a húsáért tartott állatfajta, a nurongi (누렁이) különbözik azoktól, amelyeket házi kedvencként otthon tartanak. A legnépszerűbb kutyahúsból készített koreai étel a posinthang, egy fűszeres pörkölt, amelyet a testhőmérséklet kiegyenlítésére fogyasztanak a nyári időszakban. Egy 19. századi recept szerint főtt kutyahúsból, mogyoróhagymából és chiliporból készül. Az étel egyes változatai bambuszrügyet vagy csirkehúst is tartalmaznak.
Az ételek csupán a koreai népesség egy részében népszerűek, és nem fogyasztják olyan széles körben őket, mint a csirkét, a disznót és a marhát.
A CNN egy 2010-es kínai kutyahúskereskedővel készített riportja szerint az éttermeknek eladott kutyákat külön gazdaságokban nevelik, de lehetnek köztük elveszett kedvencek is, habár a társállatként tartott fajtákat ehetetlennek tekintik.
A mexikói indián kultúrákban és Polinéziában szintén megették a kutyát. Ezzel szemben Európában, a Közel-Keleten, Dél-Ázsiában és Afrikában a kutyahús tabu. Egyes helyeken, mint Lengyelország egyes falvaiban azonban gyógyító hatást tulajdonítottak neki, például azt, hogy jót tesz a tüdőnek. Svájc egyes vidékein szintén fogyasztottak kutyahúst.

### A kutya mint prémes állat

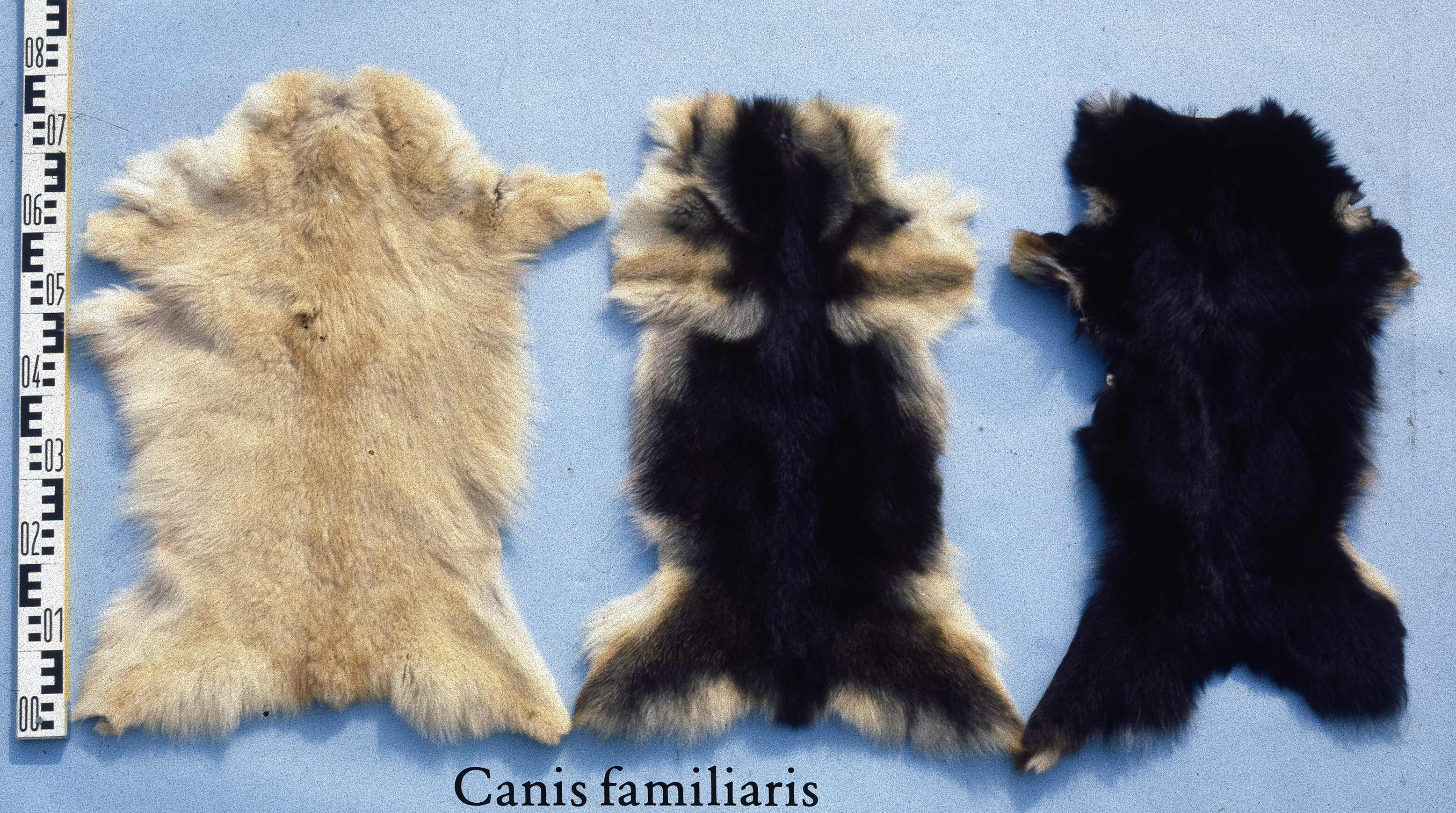
Kutyagereznák

Több országban használják a kutya prémjét öltözködésre, illetve a ruházat díszítésére. Az Európai Unióban nincs hagyománya a kutyák és macskák prémtermelés céljából történő tenyésztésének. Több tagállam tiltja a kutya, illetve a macska prémes állatként való tartását, illetve kutya- és macskaprém behozatalát az Unió területére. Ugyanakkor például Kínában külön fajtákat tenyésztettek ki a prémtermelés céljából. A kutya illetve macskaprémet gyakran műszőrmeként, vagy egyéb állatok prémjeként próbálják az EU területére behozni.

### A mitológiában
A kutyák a mítoszok elengedhetetlen szereplői, intelligenciájuk és az emberi társadalomban betöltött fontos szerepük miatt.
A mitológiában a kutya általában mint kedvenc, vagy mint őrkutya szerepel.

#### Egyiptomi mitológia
Az egyiptomi mitológiában Anubisz (görögös névalak; eredeti egyiptomi neve Anpu, Inpu vagy Inepu), az ókori egyiptomi hitvilágban az alvilág és a holtak oltalmazója, később a holttestek bebalzsamozóinak istene is. Ozirisz kultuszának elterjedése előtt Anubisz vezette a halottakat az alvilágba. Az ábrázolásokon fekvő sakál vagy vadkutya, illetve sakál- vagy kutyafejű ember alakjában jelenítették meg.

#### Görög mitológia

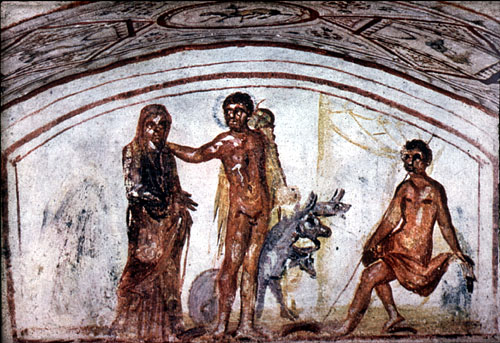
Kerberosz egyik 4. századi ábrázolása egy keresztény katakombában

Kerberosz az óriás Tüphón és a félig nő, félig kígyó Ekhidna gyermeke. Neve görögül azt jelenti, hogy a mélység démona. Kerberosz háromfejű kutyaként látta meg a napvilágot, és apjától óriási méreteket örökölt. A hatalmas teremtményt az istenek közül Hadésznek sikerült megszelídítenie, és így birodalmának őrzőjévé tennie. Kerberosz bárkit beengedett az Alvilág kapuján, azonban onnan ki senkit nem eresztett (pár földi halandónak mégis sikerült túljárnia Kerberosz eszén).
Orthosz, Orthrosz (görögül: Ὀρθος, Ὀρθρος) a görög mitológiában Gérüón kétfejű kutyája, Tüphón és Ekhidna szülötte, Kerberosz, Hüdra, Khimaira, Szphinx, a nemeai oroszlán és még sok más szörny testvére. Egyes változatok szerint Orthosz anyjával, Ekhidnával nemzette a Phixet (Szphinx). Néha Orthosznak a két kutyafejen kívül még hét kígyófejet is tulajdonítanak.
Pollux szerint Ibériában, ahol Orthosz neve Gargéttisz (vagy Tartésszisz), templomot emeltek a kutyaszörnynek. Orthosz nevének etimológiai variációi Kerberosz egyszerű jelzőjétől („korai”, „reggel”, „mindig strázsáló”) az Indra-mítoszban szereplő Vritra démonig terjednek. Orthosz pusztulását (a Gérüón marháit elhajtó Héraklész kezétől) számos vázakép megörökítette.
Lailapsz (ógörögül: Λαῖλαψ) különleges tulajdonsággal rendelkező vadászeb, amely minden zsákmányát utolérte. Több gazdája volt, végül Amphitrüón, a teumésszai rókára uszította. A róka hasonló tulajdonságokkal rendelkezett: nem volt olyan eb, amely képes lett volna utolérni. Ebből kifolyólag az üldözés sohasem ért volna véget, ezért az istenek a kutyát is és a rókát is kővé változtatták. Később Lailapszot Zeusz a Nagy Kutya képében az égre helyezte.
Argosz Odüsszeusz kutyája, a görög mitológia alakja. Az Odüsszeia szerint húsz évig várt türelmesen a gazdájára. Öregen, rühesen, a szemétdombon fekve elsőként ismerte fel a hazatérő Odüsszeuszt, majd rövidesen kimúlt.

#### Kelta mitológia
A legtöbb kelta mítoszban a kutyák a halottak és alvilági istenek kísérői. Annwn a túlvilág urának a kísérői, ők kísérik át a lelkeket a túlvilágra és őrzik őket.

#### Azték mitológia

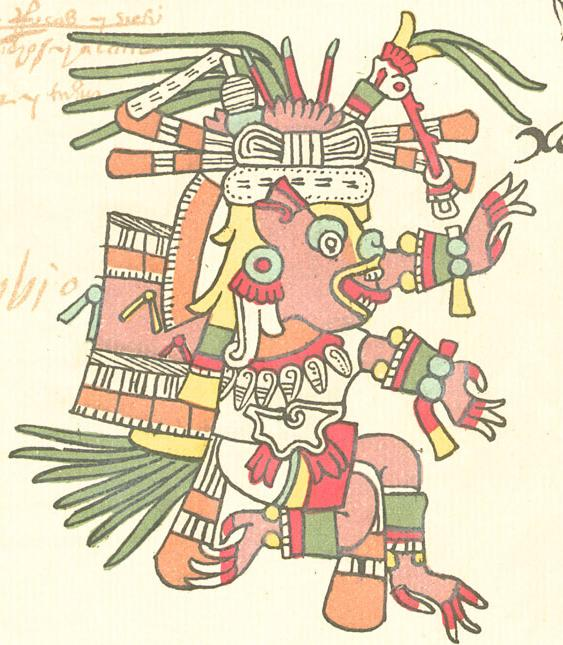
Xólotl a Telleriano-Remensis kódexben.

Az azték mitológiában Solotl (elterjedt spanyol névírással Xólotl, a Kutyaisten) a villámlás és a halál istene, valamint a holtak kalauza a Mictlanon, az azték túlvilágon. Ketzalkóatl ikertestvére, a Vénusz megszemélyesítője és a nyugat ura. Ő őrzi a napot, amikor éjszaka áthalad az alvilágon. Csontvázként, kutyafejű emberként, vagy fordított lábfejű szörnyként ábrázolták.

### Művészetek

#### Kutyák a sci-fiben
- Clifford D. Simak: A város (1952, magyarul: 1970) – az emberi faj fejlődése végéhez érkezik, a Földet és a Világot a kutyák veszik birtokukba. Az „ember” népszerű mesehősként maradt fenn a kutyák meséiben.
- Isaac Asimov: Alapítvány és Föld; (Kilencedik fejezet: Találkozás a falkával) – A Földet keresve, Janov Pelorat, Golan Trevize és Bliss, a gaiai elme leszállnak egy Tiltott Világon (az Aurorán), amelyet szintén a kutyák vettek birtokukba. Ezek a kutyák nem civilizáltak; a vad kutyafalka megfutamítja a kutatókat.
- A Sztrugackij testvérek Dél-univerzumában szerepelnek a nagyfejűek, ez az intelligens kinoid faj, amelyet Makszim Kammerer fedezett fel 2148-ban a Szaraks bolygón. A nagyfejűek egy ideig élénken érdeklődtek az emberi kultúra iránt, még diplomáciai képviseletük is volt a Földön, de később minden kapcsolatot megszakítottak az emberekkel, és a nagyságrendekkel intelligensebb ljugyenekhez csatlakoztak.[229]
- A Harry Potter-sorozatban két kutyaszereplőt találunk: az egyik Agyar, Hagrid kutyája, a másik Bolyhoska, a háromfejű cerberus, „aki” a bölcsek kövének egyik őrzője, szintén Hagrid pártfogoltja.
- Kurt Vonnegut: Macskabölcső c. művében, amely egy nagyszabású tragikomédia, a legjelentősebb felfedezés tragikus hőse egy névtelen kutya: ő a szuperjég első áldozata.
- Olaf Stapledon: Szíriusz – (1970, Kossuth Fantasztikus Könyvek) Egy fantasztikus kutyatörténet.[230]

#### Színház
- Úr és kutya - Bálint András estje a Radnóti Színházban[231]

#### Filmművészet
- Rex, egy osztrák bűnügyi sorozat, a Rex felügyelő című osztrák sorozat főhőse. Első alakítója a Reginald von Ravenhorst nevű német juhász, kiképzője Theresa Ann Miller.
- Bim, a Fekete fülű fehér Bim orosz filmdráma skót szettere.
- Max, portugál nyomozókutya a Max, a zsaru című bűnügyi sorozatban.
- Frakk, a Frakk, a macskák réme című rajzfilmsorozat szereplője, rövidszőrű magyar vizsla.
- Lassie, Eric Knight: Lassie hazatér című regényének hőse, skót juhász. A könyvet filmre vitték, többször fel- és átdolgozták.
- 101 kiskutya (1996), 102 kiskutya (2000) Stephen Herek filmjei, sok kölyök és két felnőtt dalmata a főszereplő, rajtuk kívül egyéb kutyafajták is láthatóak a filmben.
- Jerry Lee, a Kutyám, Jerry Lee című 1989-es film szereplője, német juhász.
- Rinty német juhász, a Rin Tin Tin című amerikai film és sorozat főszereplője.
- Kats és kutyája, német juhász.
- Kántor, a Kántor című magyar tv-sorozat hőse, német juhász.
- Beethoven, amerikai filmek főszereplője, bernáthegyi.
- Foxi Maxi, rajzfilmszereplő, simaszőrű foxterrier.
- Plútó rajzfilmszereplő, beagle.
- Snoopy rajzfilmszereplő, beagle.
- Daniel és a szuperkutyák, több kutyafajta.
- Volt (angol neve Bolt), keverék.
- Brian Griffin keverék, a Family Guy című rajzfilmsorozat antropomorf szereplője.
- Scooby német dog a Scooby-Doo című a rajzfilmben.
- Kiskrampusz, a Simpson család főszereplőinek kutyája, keverék.
- Bátor, a Bátor, a gyáva kutya című rajzfilmsorozat főszereplője, keverék.
- Vincent, labrador retriever, a Lost – Eltűntek című tv-sorozatból.
- Shadow, Chance az Úton hazafelé 1–2. című film kutyaszereplői, egyikük golden retriever, a másik kutya, egy amerikai bulldog.
- Chloe, Papi, a Gazdátlanul Mexikóban 1–2. filmek két csivava főszereplője, mellékszereplők: német juhász, dobermann, mopsz, yorkshire terrier csau csau.
- Susi és Tekergő, rajzfilm főszereplői; Susi amerikai cocker spániel, Tekergő keverék.
- Nagyon Vadon 1–2. rajzfilm mellékszereplői: tacskó, uszkár, amerikai cocker spániel, brüsszeli griffon, beagle.
- Sunny francia buldog, a Terhes társaság szereplője.
- Verdell belga griffon, a Lesz ez még így se szereplője.
- Buddy golden retriever, a Szájkosaras kosaras 1–2. főszereplője
- Zeusz, Apolló, dobermannok, a Magnum című krimisorozat szereplői.
- Brúnó (angol neve. Buck), Brie-i juhászkutya, az Egy rém rendes család című sorozat szereplője.
- Lucky, Cavalier King Charles Spániel, az Egy rém rendes család című sorozat szereplője.
- Luiz, angol buldog, a Rio című film szereplője.
- Slapaj, rajzfilmszereplő.
- Frank, a mopszli, a Men in Black filmekben, aki tulajdonképpen egy remulián idegen.
- Spike, a Tom és Jerry című rajzfilm szereplője, buldog.

#### Videójátékok
- Amaterasu: az Okami c. videójáték főszereplője. Ebben a japán fametszet- és vízfestmény-stílusban rajzolt kalandjátékban állatok sora szerepel, az egértől a delfinig.

#### Festészet

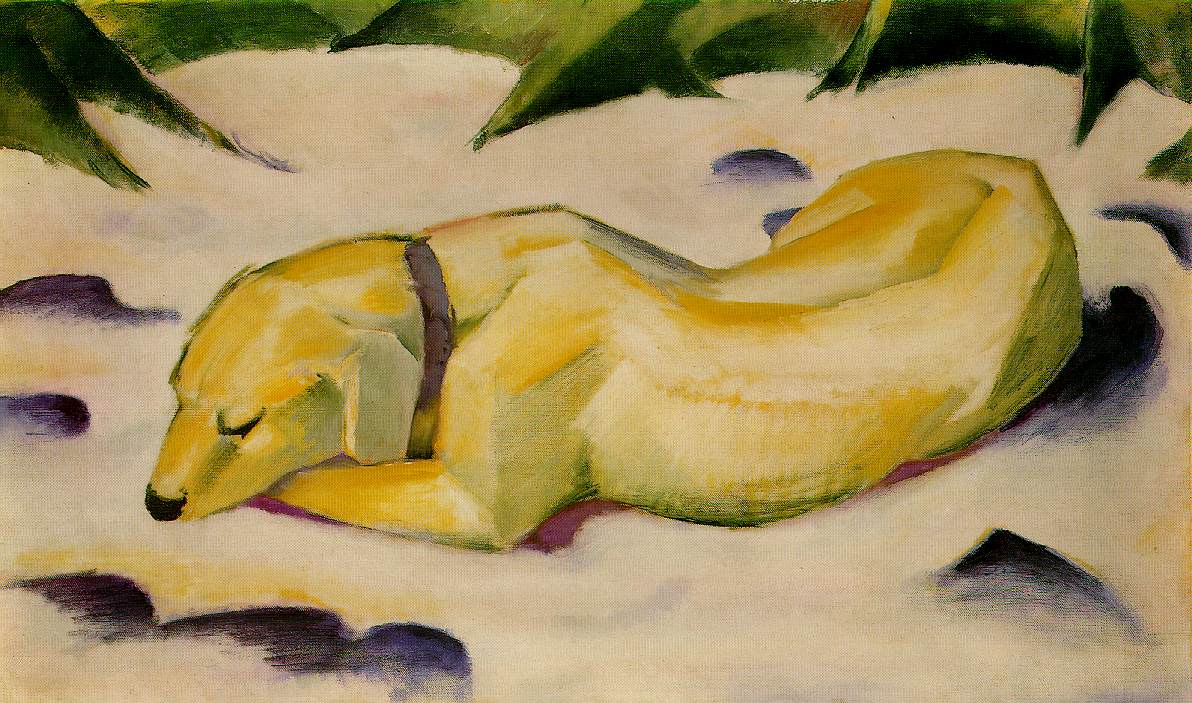
Franz Marc: Kutya a hóban

- Lásd: Híres kutyák a festészetben

#### Szobrászat
- A kutya emlékműve Szentpéterváron

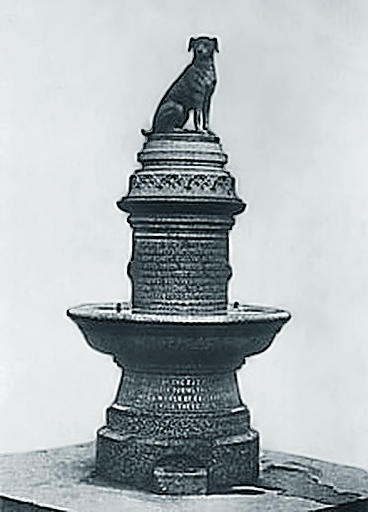
A barna kutya emlékműve

- „Könyörület” egy Malcsik (Oroszul: Мальчик) nevű kutyának állított emlékmű (Moszkva)[196]
- Figyelő kutya szobra (Budapest (VII. kerület), Izabella u)[232]
- Kutya szobor (Budapest (IV. kerület), Vécsey Károly u. 120.)[233]
- Kutyás lány szobor (Budapest (V. kerület), Vigadó tér)[234]
- A Barna kutya szobra Londonban, amely egy élve felboncolt barna kutyának állít emléket.

### Híres kutyák
- Kántor, magyar rendőrkutya, német juhász. Életéről Szamos Rudolf könyveket írt, amiből filmsorozat is készült. A maga 279 felgöngyölített bűnesetével máig a magyar bűnüldözés legeredményesebb négylábú nyomozójának számít. Bevetés közben pusztult el, kitömött testét a Bűnügyi Múzeumban őrzik. Felvezetője, Tóth Tibor 2011 elején hunyt el.[235][236][237]
- Mancs, német juhász mentőkutya.
- Bukfenc és Jeromos, Csányi Vilmos etológus két kutyája és több könyvének ihletői, főhősei.
- Lajka, az első kutya a világűrben, keverék.
- Hacsikó, egy híressé vált japán kutya. Története az alattvalói hűség kötelességét volt hivatva ébren tartani a militarizmus felé haladó társadalomban.
- Chappy, Mancs kollégája, welsh terrier mentőkutya.
- Rin Tin Tin, becenevén Rinty, német juhász. Németországban született az első világháború idején, Franciaországban magához vette egy amerikai katona, majd Hollywoodban a filmtörténelem leghíresebb német juhászává vált.
- Barney, George W. Bush, az Amerikai Egyesült Államok 43. elnökének kutyája, skót terrier.
- Greyfriars Bobby, minden idők egyik leghűségesebb kutyája, skye terrier.
- Smoky, a háborús hős yorkshire terrier.

## Képek kutyákról

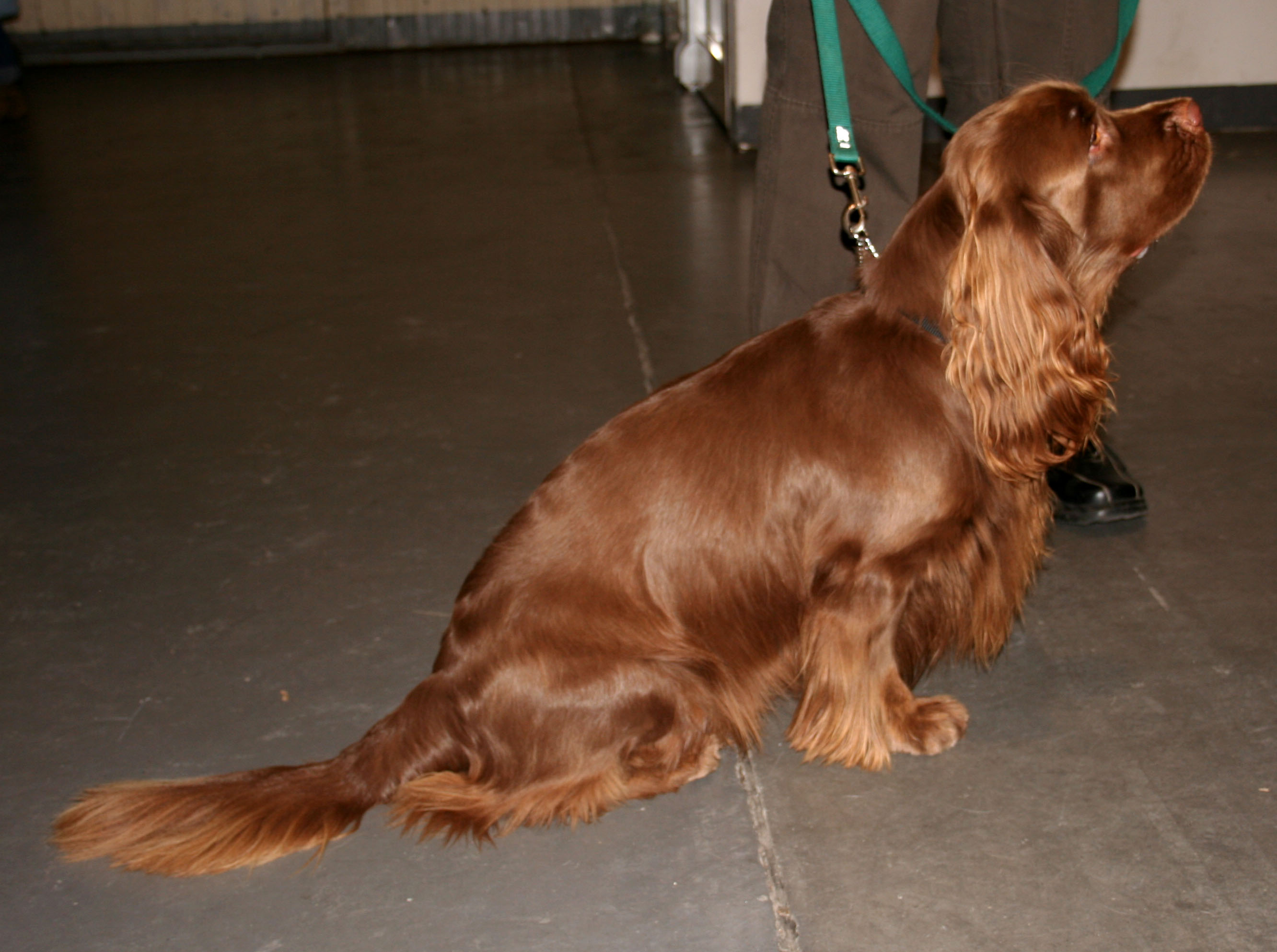
Sussex spániel
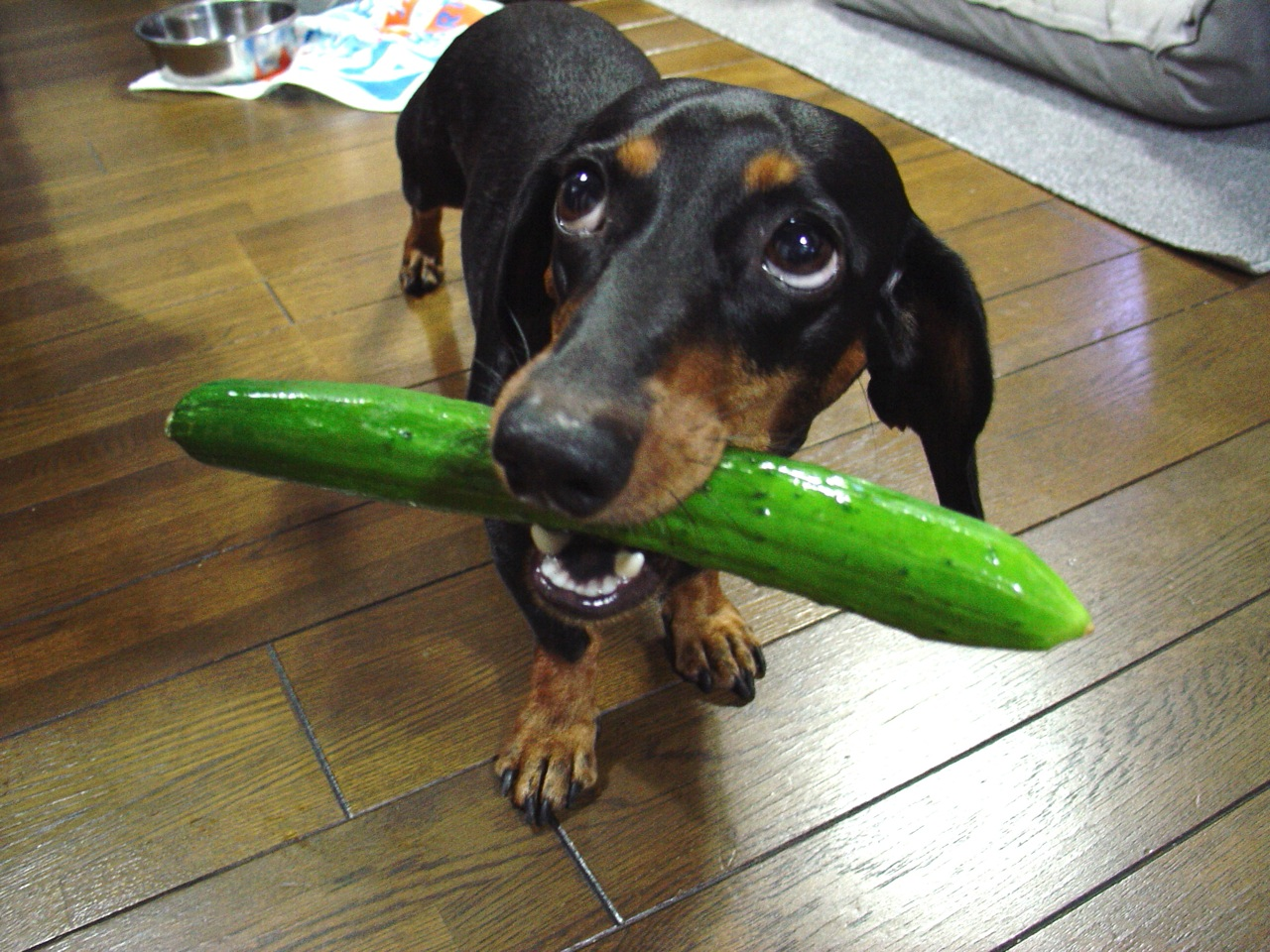
Tacskó uborkával
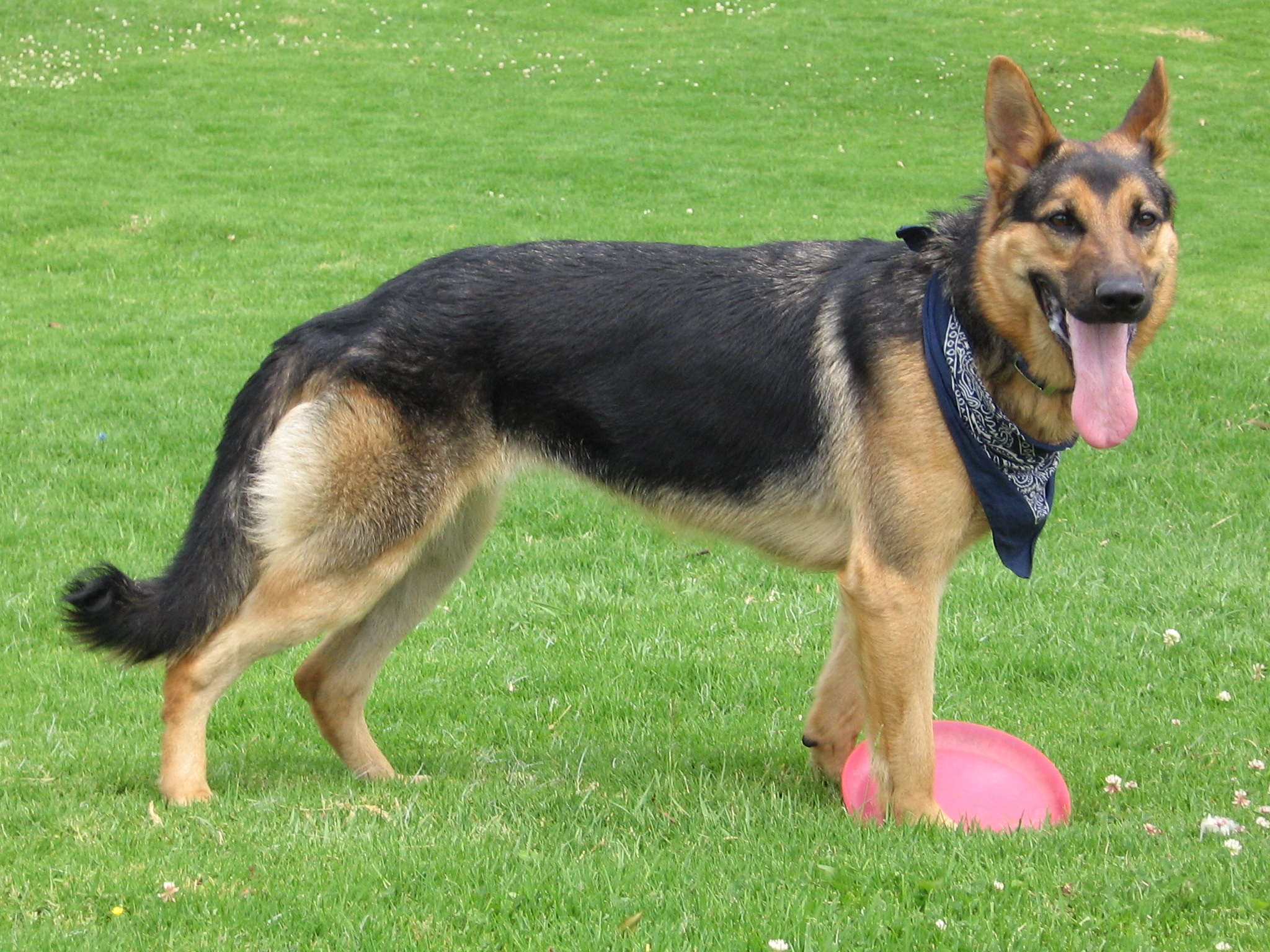
Német juhász
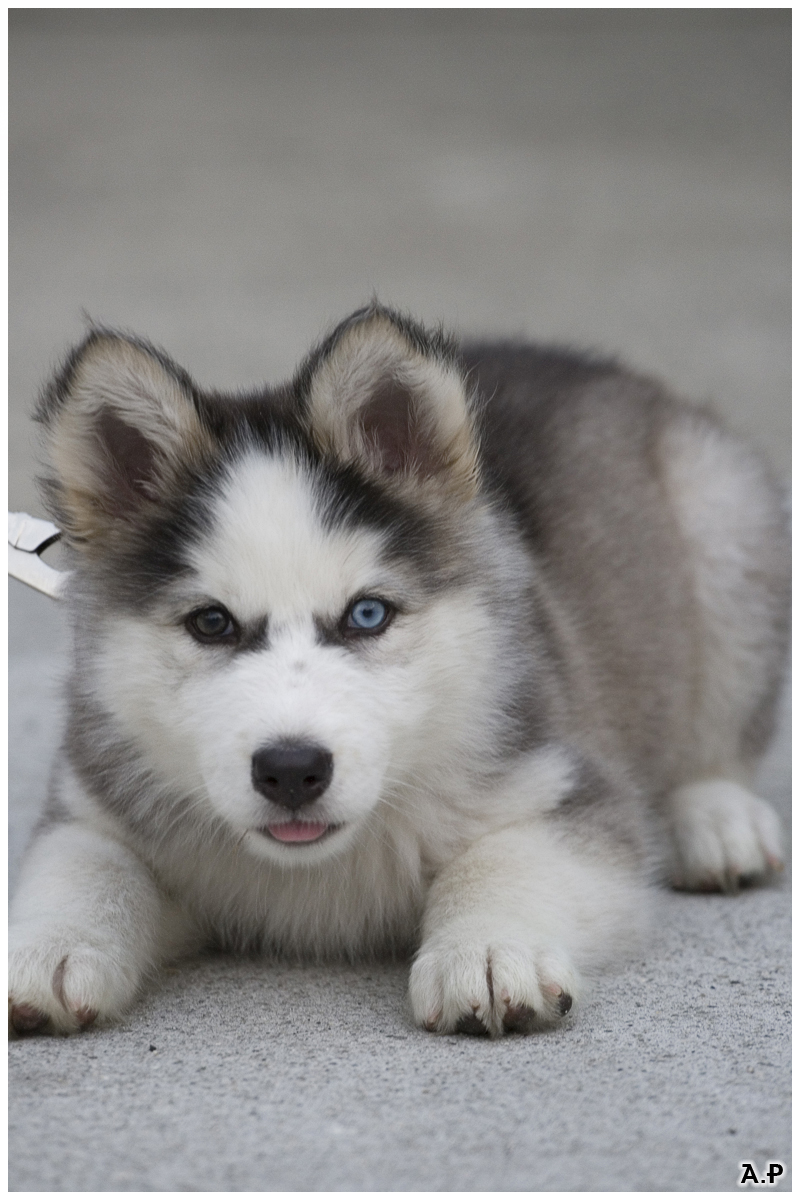
Husky kölyök, szemei eltérő színűek
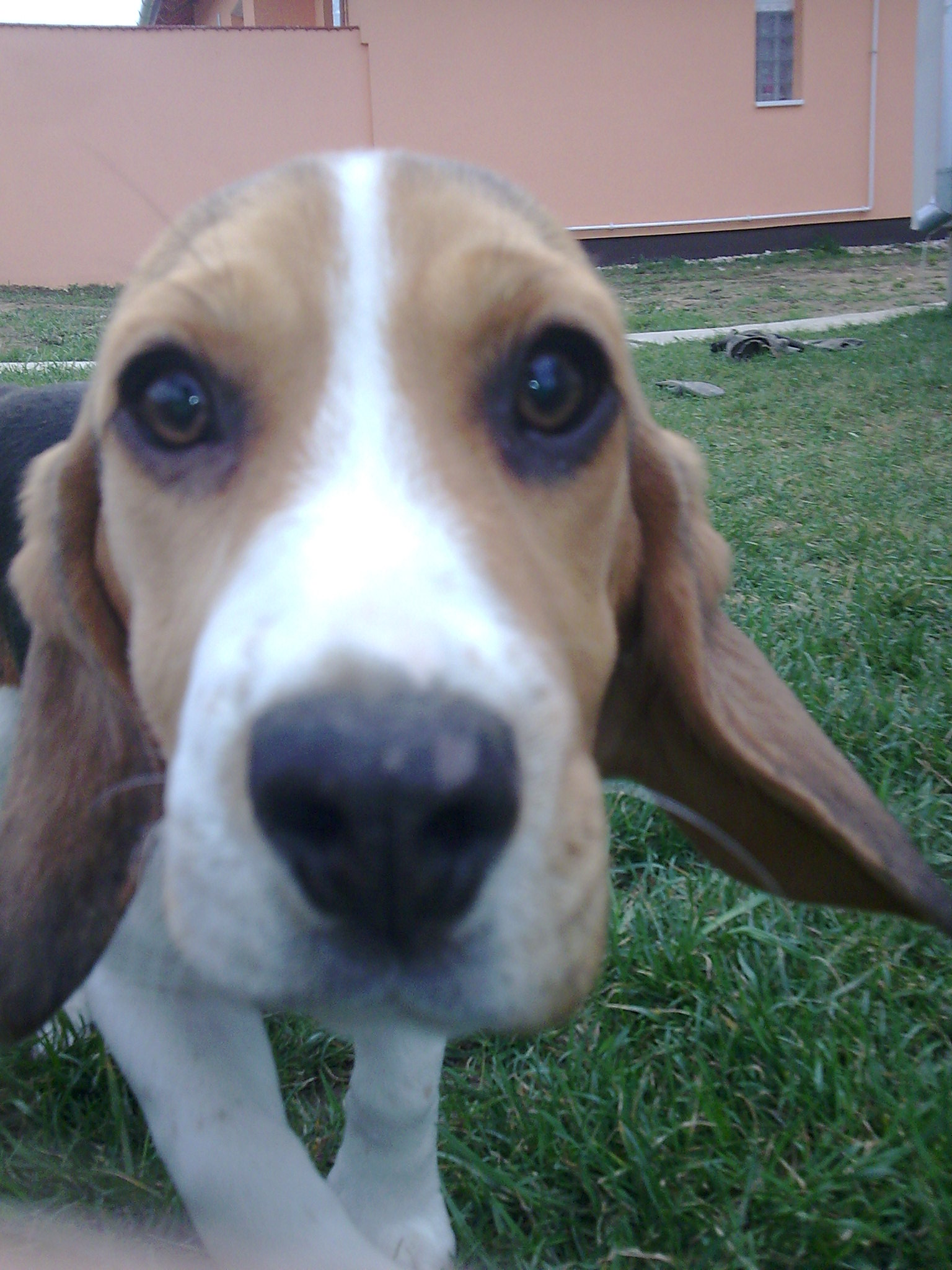
Beagle
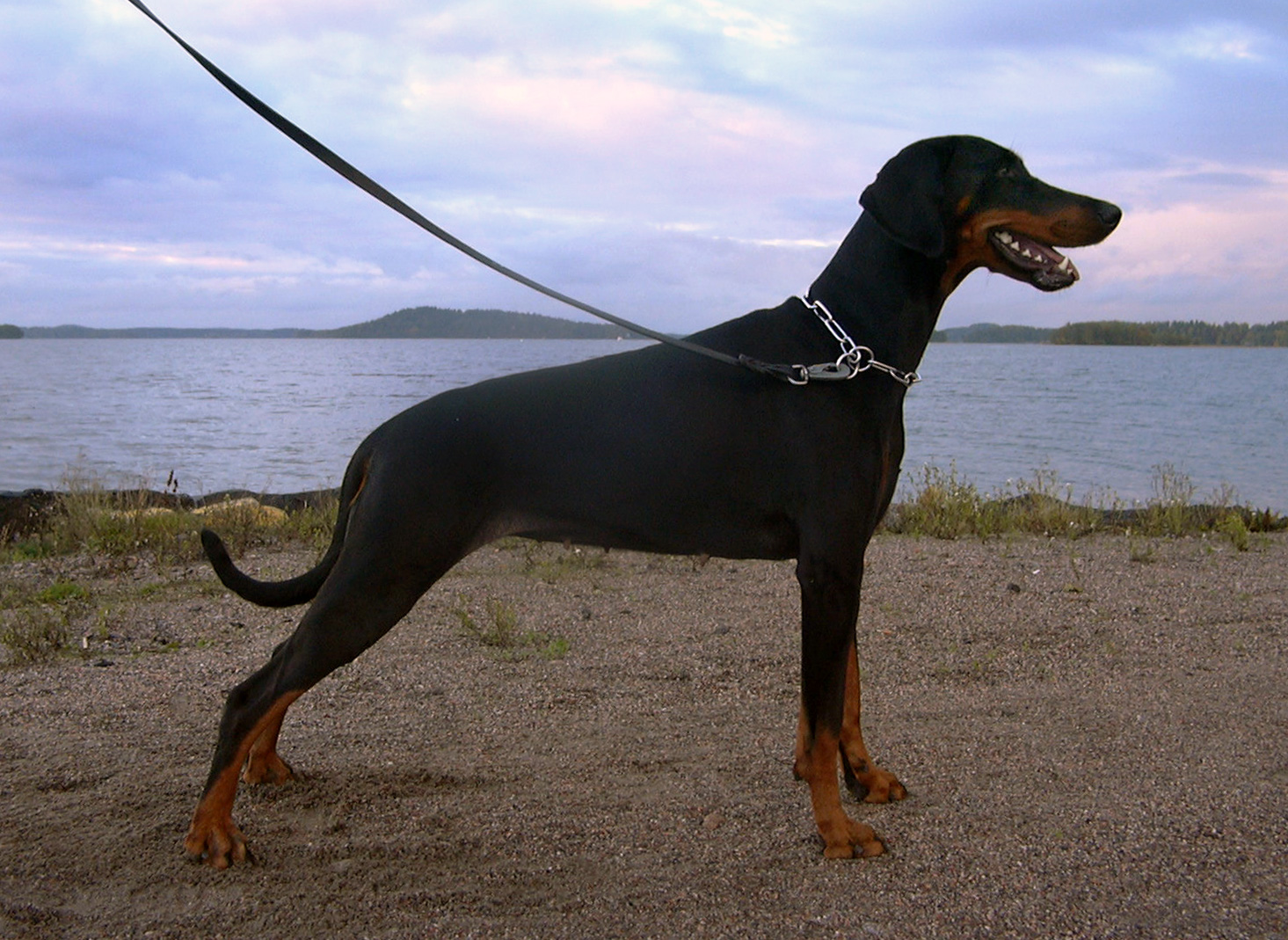
Dobermann
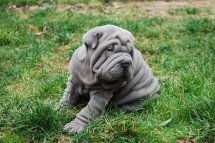
Shar pei
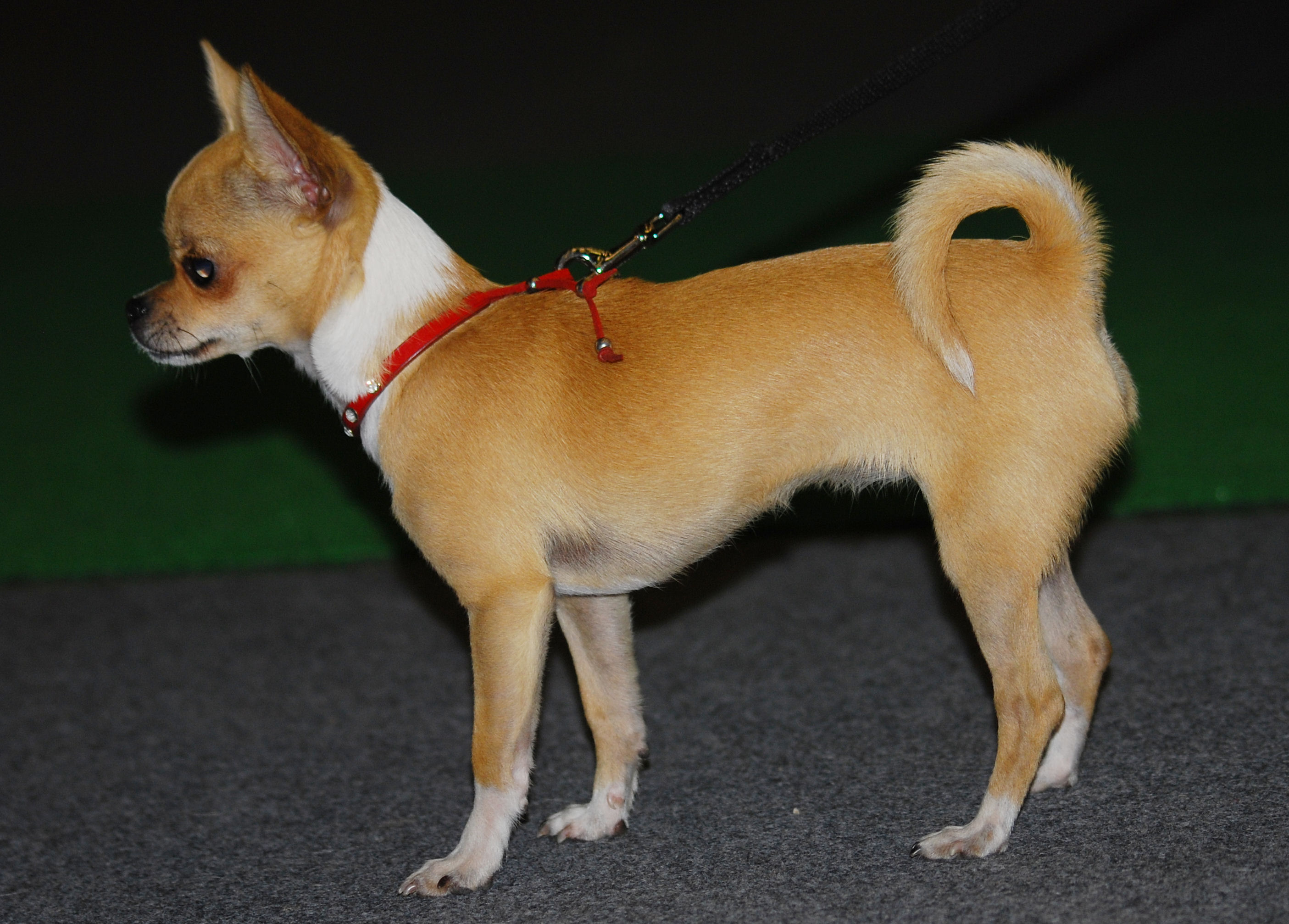
Csivava
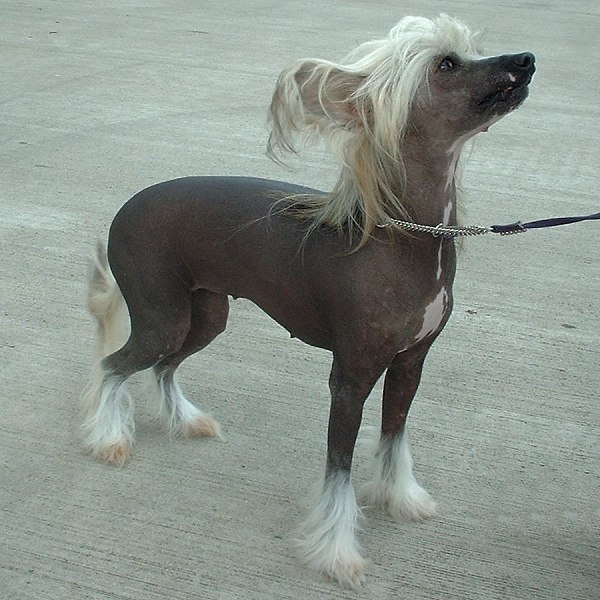
Kínai kopasz kutya
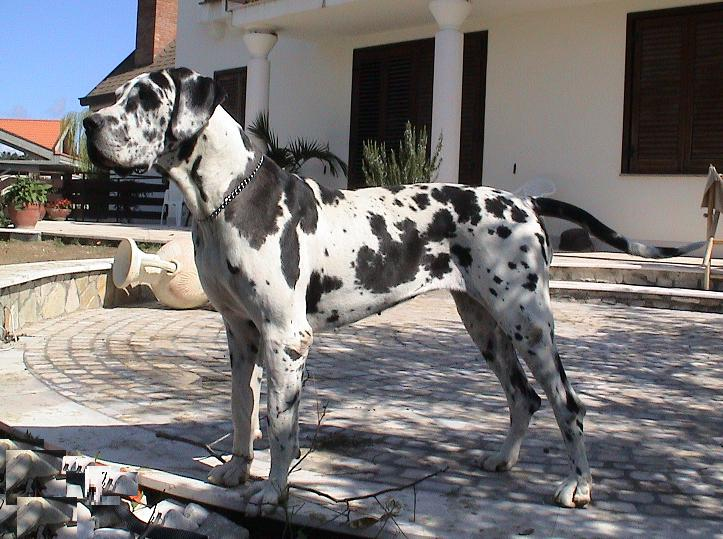
Dog
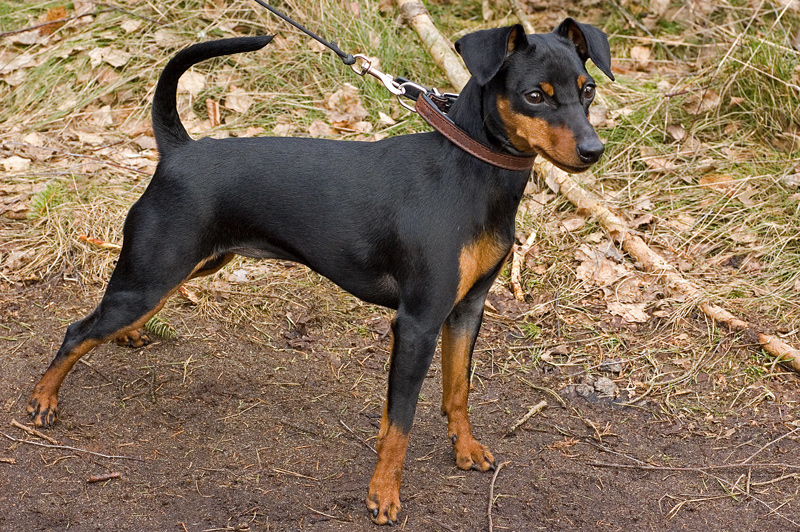
Törpe pinscher
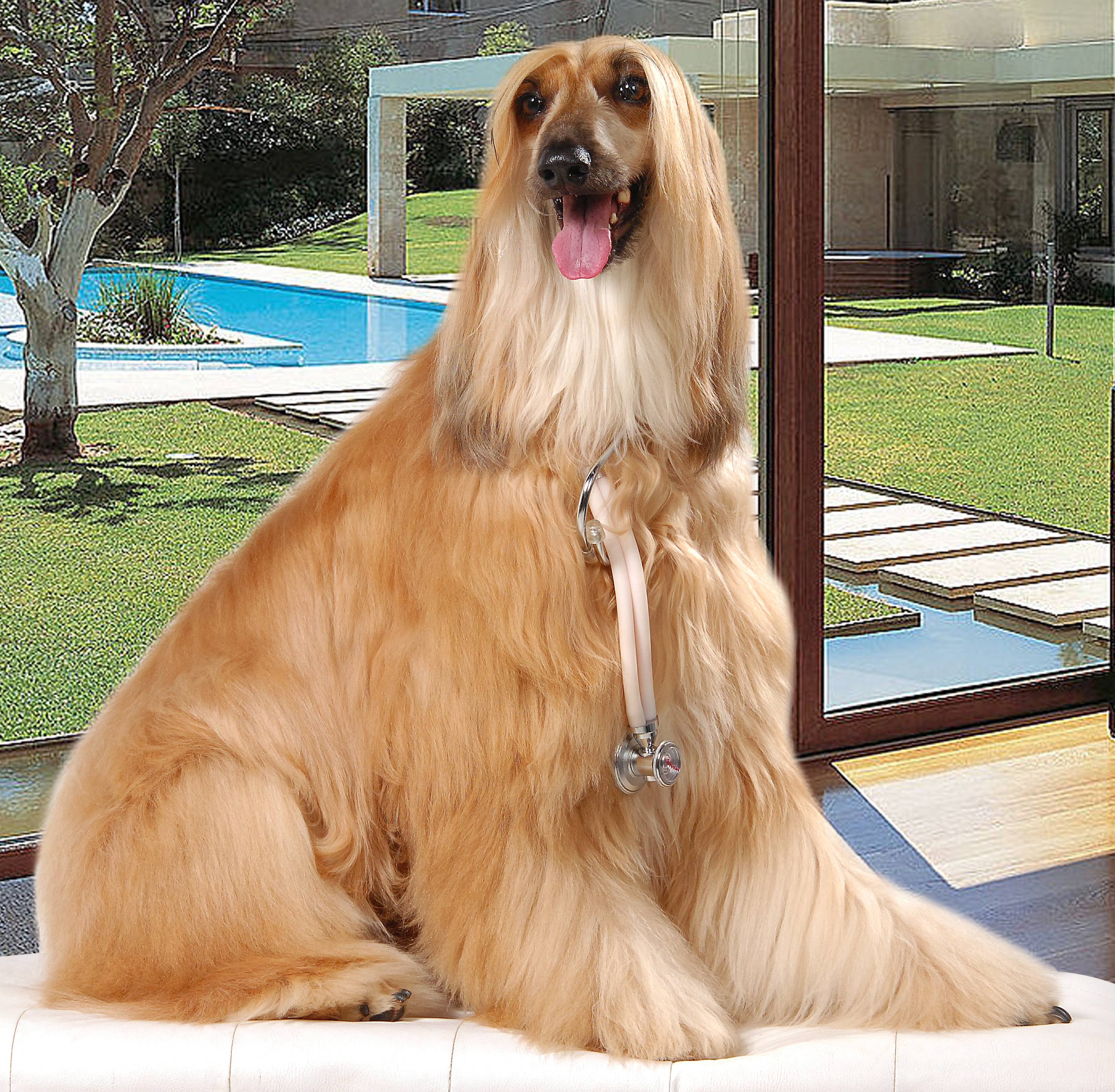
Afgán agár

### Magyarul
- A majmok értelmesebbek a kutyáknál, de a kutyák jobban megértik az embert (Index.hu, 2006. július 6.)
- Kutyanévnapok gyűjteménye
- Szeretem a kutyám | 4 módszer kutya fogkő ellen. szeretemakutyam.hu. [2021. szeptember 18-i dátummal az eredetiből archiválva]. (Hozzáférés: 2020. december 15.)
- Molnár Csaba: Miért ugatnak a kutyák? – Origo-cikk
- Magyar Ebtenyésztők Országos Egyesülete
- Kutya-Tár - Nagyon sok kutyafajta részletes leírása, cikkek, írások kutyákkal kapcsolatban
- - Miklósi Ádám: A kutya viselkedése, evolúciója és kogníciója (Részlet a könyvből 8. fejezet: Szociális kogníció)
- A kutya - Kutyafajta adatbázis, cikkek, háttérképek, kutyanévnapok
- Tévhit a 7:1-hez képlet - Hogyan számoljuk ki a kutyák “emberi életkorát”?
- Patkós Dániel: A háziállatok kommunikációja
- Miklósi Ádám–Topál József: Kutyagondolatok nyomában. Typotex Kiadó, 2006. ISBN 963-9664-22-7
- Miklósi Ádám: A kutya viselkedése, evolúciója és kogníciója. Typotex Kiadó, 2010. ISBN 978-963-279-288-0
- Kutyául vagyunk
- https://www.zooplus.hu/magazin/kutya-magazin/kutyafajtak
- Érdekes kutatás: más lehet a genetikai összetételük azoknak, akik kutyát tartanak
- Akik mindig kutyául érzik magukat
- Kutya tartási tippek és hasznos információk

### Angolul
- Wikibooks:How to choose your pet and take care of it
- Wikibooks:Dog Care
- Dog Training Archiválva 2022. január 9-i dátummal a Wayback Machine-ben Resources for dog owners to train their dogs correctly.
- National Geographic News Many articles and photos about dogs
- Genetics and origins:
  - Canid Genetics[halott link]
  - "Dog Genome Sequencing"[halott link] – National Human Genome Research Institute|NHGRI
- Health and medical:
  - How to keep a dog healthy
  - Why chocolate is poisonous to dogs from the (American Veterinarian Medical Association)
  - Information about grapes and raisins
  - Petalia: Human foods that poison pets
  - Pros and Cons of Inbreeding
  - Dog skin disorders
- Breed listings from major kennel clubs:
  - American Kennel Club
  - United Kennel Club Breed lists for many breeds and types not recognized by the AKC–and for many that are (U.S.)
  - FCI Fédération Cynologique Internationale – FCI
  - FCI Archiválva 2021. április 10-i dátummal a Wayback Machine-ben International breed standards
  - The Kennel Club (UK)
  - New Zealand Kennel Club Archiválva 2009. november 5-i dátummal a Wayback Machine-ben